# 蕎麦

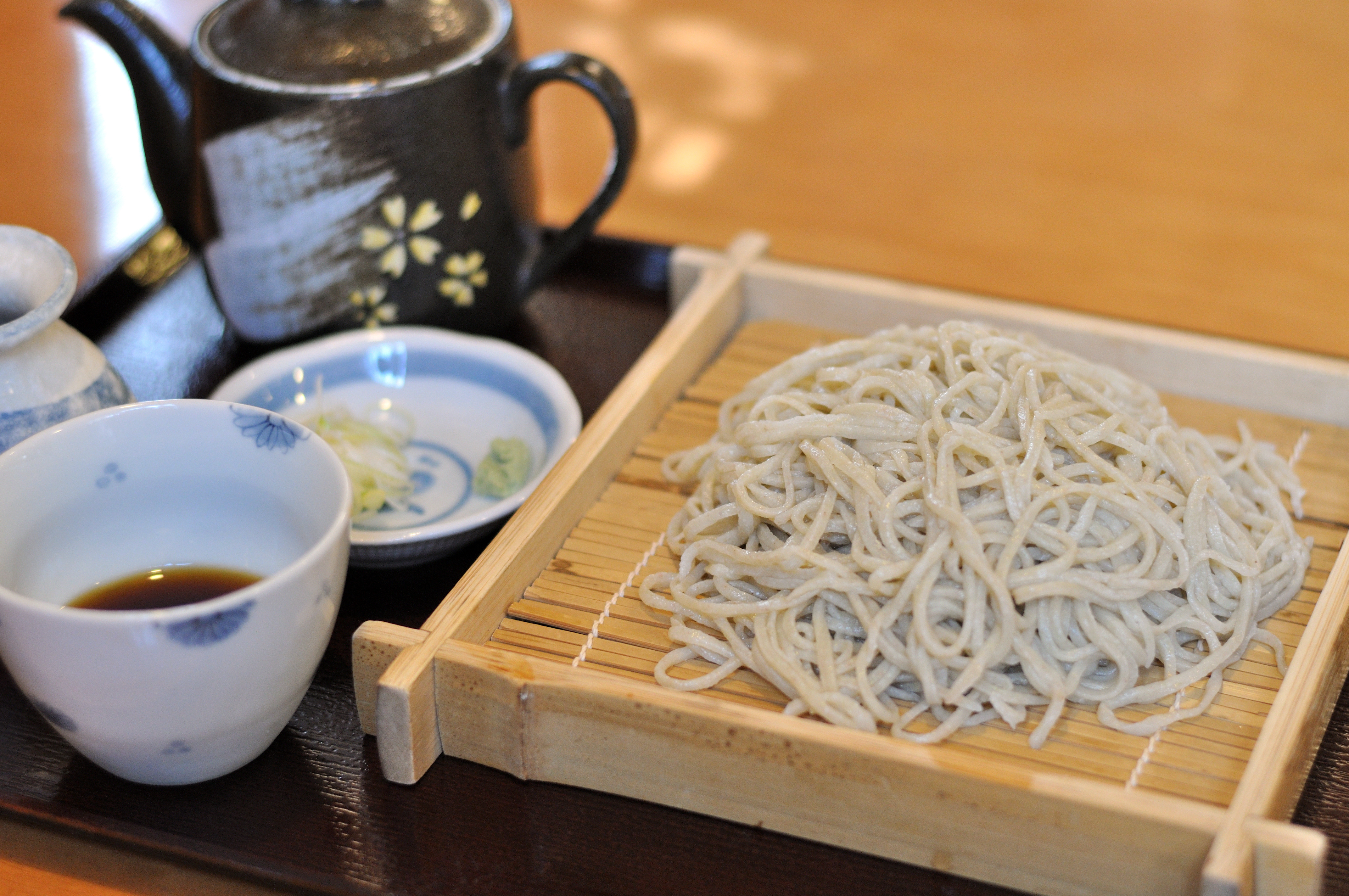
蕎麦の提供例

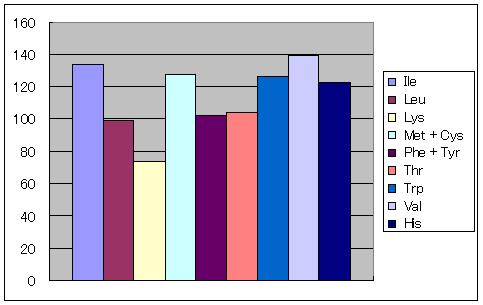
蕎麦（乾麺）のアミノ酸スコア

蕎麦（そば）は、穀物のソバの実を原料とする蕎麦粉を用いて加工した、日本の麺、および、それを用いた料理。中華そばとの対比で「日本蕎麦（にほんそば）」、「和蕎麦（わそば）」という表現が用いられるほか、沖縄そばとの対比では「ヤマトそば」と呼ばれることもある。
なお、「中華そば」「沖縄そば」など蕎麦粉を用いない麺類についても「そば」と呼称することもあるがこれについては「蕎麦#麺類の総称としての「そば」」で詳述する。

## 歴史

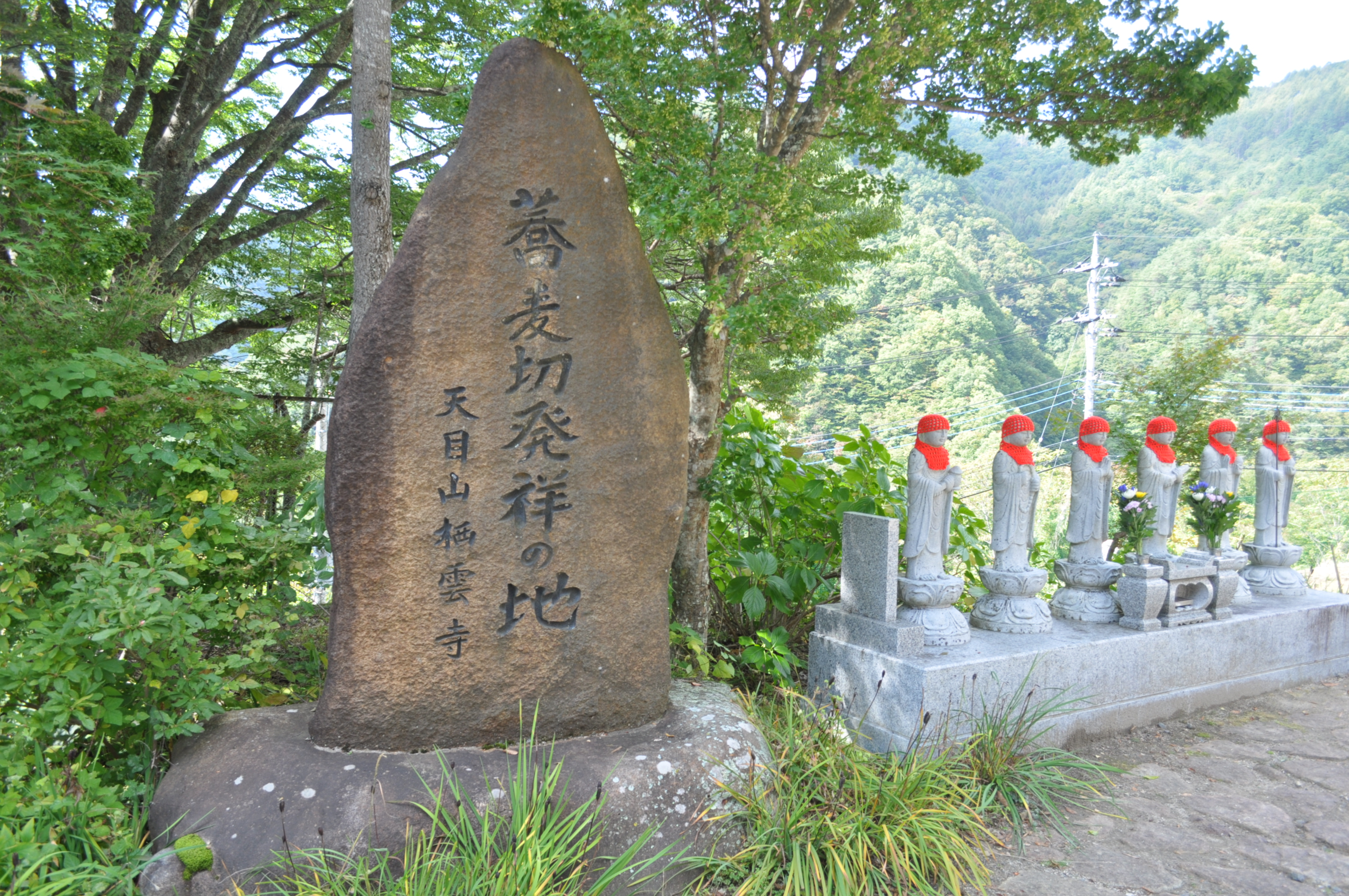
天目山棲雲寺にある「蕎麦切発祥の地」の碑（2017年10月9日撮影）

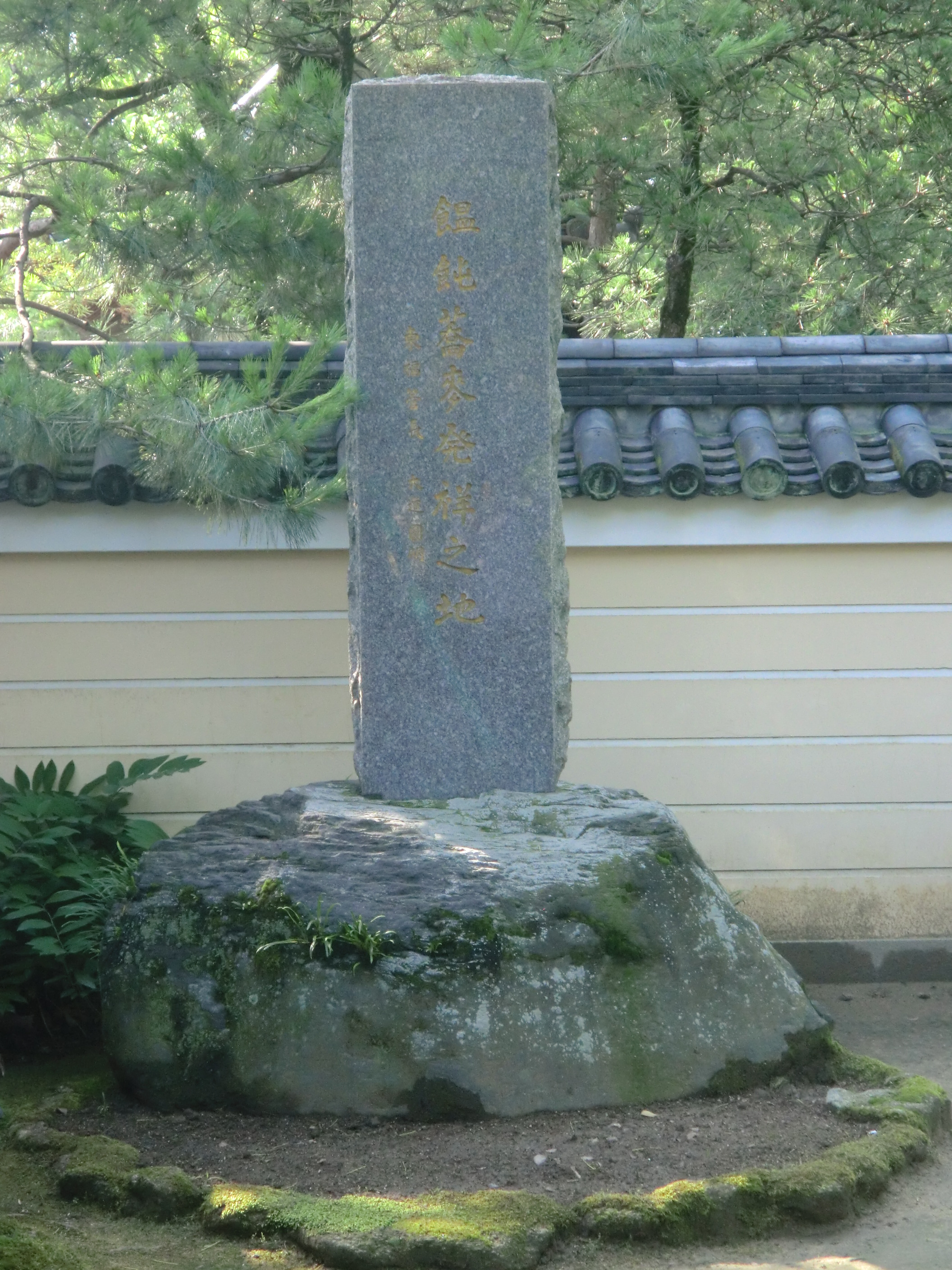
萬松山承天寺にある「饂飩蕎麦発祥の地」の碑（2008年6月23日撮影）

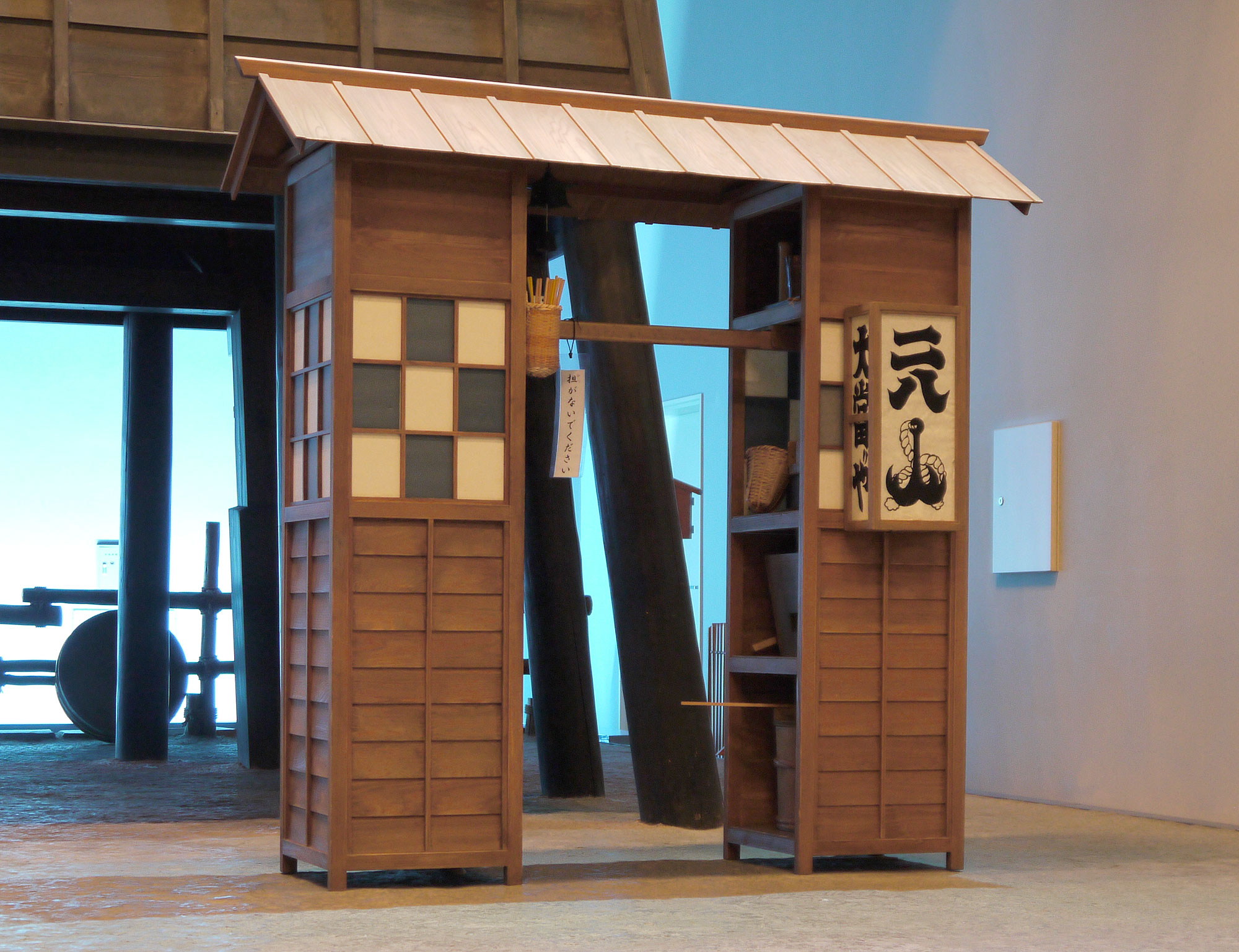
江戸時代後期の「風鈴蕎麦」の屋台（深川江戸資料館）

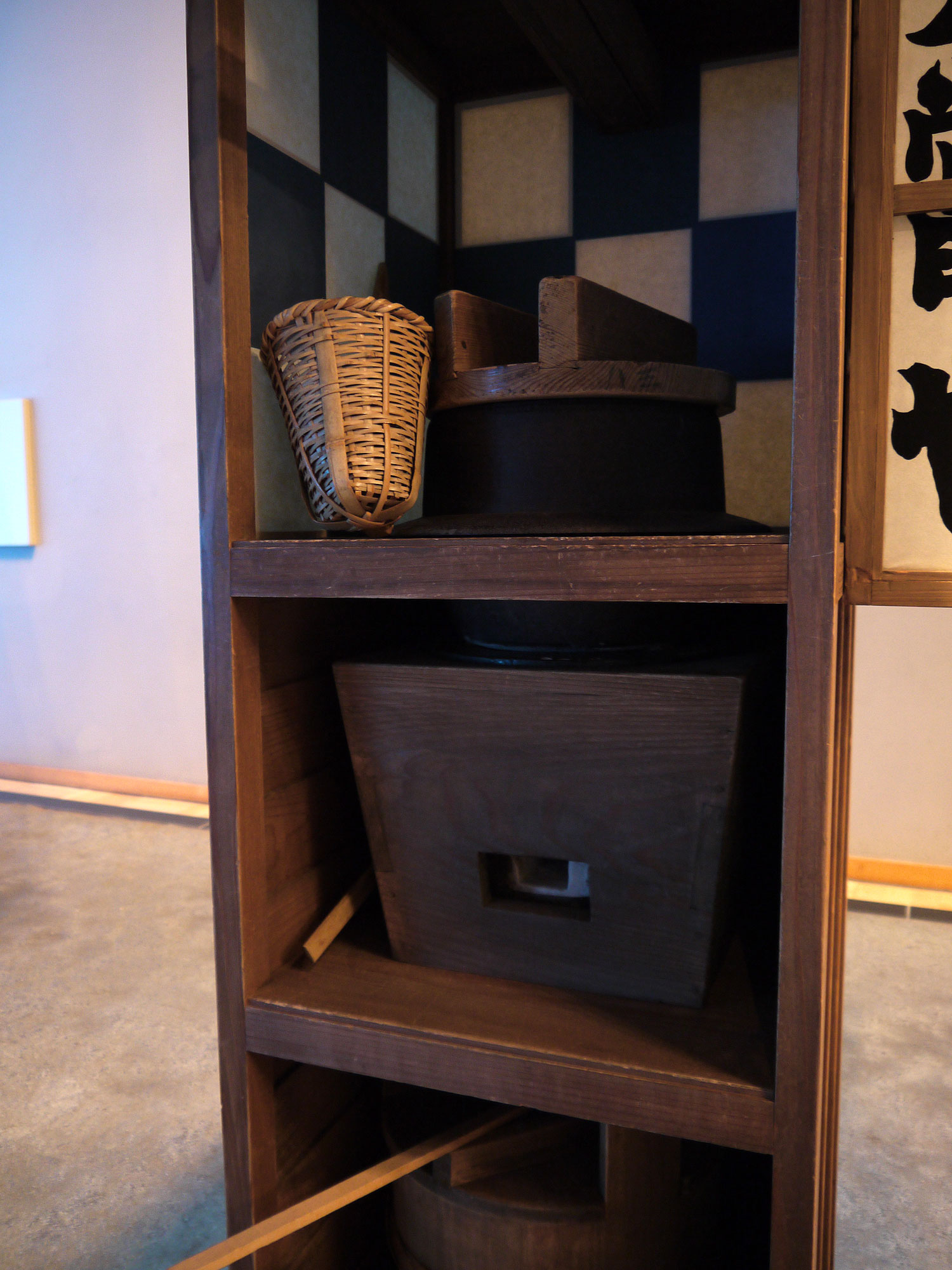
天秤の屋台には七輪などが収まっており、麺を茹でるなど簡単な調理ができる厨房機能がある。

ソバの日本への伝来は縄文時代まで遡るとされ、ワシントン大学の塚田松雄教授によると、島根県飯石郡頓原町から一万年前の蕎麦の花粉が発見され、高知県高岡郡佐川町では九千三百年前、更に北海道でも五千年前の花粉が出ているとある。
文献上では『続日本紀』には奈良時代の養老6年（722年）7月に発せられた詔に「今夏無雨苗稼不登　宣令天下国司勧課百姓、種樹晩禾蕎麦及大小麦、蔵置儲積以備年荒」とあり、旱害に備えるために、晩稲（遅く実る稲）や蕎麦、大麦、小麦を植えて備荒対策とするように指示を出している。これが、わが国で蕎麦の栽培について書かれた最初の記録である。
『類聚三代格』には養老7年8月28日（723年10月1日）と承和6年7月21日（839年9月2日）付けのソバ栽培の奨励を命じた2通の太政官符を掲載しているが、当時「曾波牟岐（蕎麦/そばむぎ）」（『本草和名』『和名類聚抄』）あるいは「久呂無木（くろむぎ）」（『和名類聚抄』）と呼ばれていたソバが積極的に栽培されたとする記録は見られない（なお『和名類聚抄』では、蕎麦（そばむぎ）を麦の1種として紹介している）。さらに鎌倉時代に書かれた『古今著聞集』には、平安時代中期の僧・歌人である道命（藤原道長の甥）が、山の住人より蕎麦料理を振舞われて、「食膳にも据えかねる料理が出された」として、素直な驚きを示す和歌を詠んだという逸話を記している。これは都の上流階層である貴族や僧侶からは蕎麦は食べ物であるという認識すらなかったことの反映とも言える。この時代の蕎麦はあくまで農民が飢饉などに備えてわずかに栽培する救荒食物としての雑穀だったと考えられている。
古くは粒のまま雑炊や粥にし、あるいは蕎麦粉を蕎麦掻き（そばがき、蕎麦練り とも言う）や、蕎麦焼き（蕎麦粉を水で溶いて焼いたもの。麩の焼きの小麦粉を蕎麦に置き換えたもの）などとして食した。蕎麦粉を麺の形態に加工する調理法は、上方のうどんの呼び名である「麦切り」から発想して蕎麦切り（そばきり）と呼ばれた。現在は、省略して単に蕎麦と呼ぶことが多いが、「蕎麦切り」の呼称が残る地域も存在する。
福岡県福岡市博多区の『饂飩蕎麦発祥之地碑』では鎌倉時代、承天寺の僧聖一国師が博多から宋に渡り、水車を利用した製粉技術を記した設計図『水磨の図』（重要文化財）を持ち帰り、この挽き臼技術による粉をベースにした食品、羹（羊羹の前身）、饅（まんじゅう）、麺（うどん･そば）の製法を日本人に広めたとの説もあり、この頃には存在していたものと思われる。
蕎麦切りの存在が確認できる最も古い文献は、長野県木曽郡大桑村須原にある定勝寺の寄進記録である。同寺での1574年（天正2年）初めの仏殿修復落成に際しての寄進物一覧の中に「振舞ソハキリ 金永」というくだりが確認でき、少なくともこの時点で蕎麦切りが存在したことが推定されている。庶民への普及は18世紀（元禄時代）であったと推定されている。稲や小麦などイネ科の穀物と比べて、ソバは寒冷や乾燥に強く、それらの栽培の難しい山間部では伝統的に蕎麦の栽培が広く行われ、名物や名産となっている地方が多い。
他に蕎麦切り発祥地として中山道本山宿（現在の長野県塩尻市宗賀本山地区）という説（『本朝文選』）、甲斐国の天目山栖雲寺（現在の山梨県甲州市大和町）説（天野信景著『塩尻』）、筑前国の萬松山承天寺（現在の福岡市博多区）説（『饂飩蕎麦発祥之地碑』）もある。
| 西暦          | 年号     | 文献                            | 記載                                                                                             |
| ------------- | -------- | ------------------------------- | ------------------------------------------------------------------------------------------------ |
| 1574年        | 天正2年  | 定勝寺文書（3月16日）           | 「定勝寺の修復工事で金永からそば切が振舞われた」                                                 |
| 1614年        | 慶長19年 | 慈性日記（2月3日）              | 「常明寺でそば切を振舞われた」                                                                   |
| 1622年        | 元和8年  | 松屋久好茶会記（12月4日）       | 「茶会でそば切を出した」                                                                         |
| 1642年        | 寛永19年 | 幕府御触書                      | 「飢饉対策で、そば切・うどん等、穀物加工品の売買を禁じる」                                       |
| 1643年        | 寛永20年 | 料理物語                        | そば切（生粉打ち）の製法                                                                         |
| 1645年        | 正保2年  | 毛吹草                          | 「武蔵と信濃の名物が蕎麦であり信濃から始まる」                                                   |
| 1688 - 1704年 | 元禄年間 | 遠野古事記（1763年 / 宝暦13年） | 「元禄年間以前は4月を過ぎると蕎麦切りが打てなかった」（生粉打ちが主体であったため）              |
| 1689年        | 元禄2年  | 合類日用料理抄                  | そば切（生粉打ち）の製法                                                                         |
| 1704 - 1710年 | 宝永年間 | 塩尻                            | 「棲雲寺の門前蕎麦が、うどんを参考にしたそば切の発祥と信州の人が語った」（つなぎを用いた製法か） |
| 1707年        | 宝永3年  | 本朝文選                        | 「そば切は信濃本山宿発祥で全国に広がった」（雲鈴/蕎麦切ノ頌）                                    |

蕎麦切りという形態が確立されて以降、江戸時代初期には文献に、特に寺院などで「寺方蕎麦」として蕎麦切りが作られ、茶席などで提供されたりした例が見られる。寛永20年（1643年）に書かれた料理書『料理物語』には、饂飩、切麦などと並んで蕎麦切りの製法が載っている。17世紀中期以降に、蕎麦は江戸を中心に急速に普及し、日常的な食物として定着していった。
普及には屋台が大きな役割を果たした。二八蕎麦とも呼ばれた「慳貪蕎麦屋」は、皿の冷蕎麦に熱い汁をぶっかけた「ぶっかけ蕎麦」を薬味（大根おろし・陳皮・七味唐辛子など）別料金で、一杯盛り切りで給仕なしの簡便さを売りにした。江戸時代の末期には「種もの」と呼ばれた具入り蕎麦が充実し、後述する「あんかけ」や「あられ（青柳の貝柱を海苔の上に散らしたもの）」「天ぷら（芝海老のかき揚げ）」「花まき（もみ海苔を散らしたもの）」「しっぽく（玉子焼き・蒲鉾）・椎茸・慈姑などを乗せたもの）」「卵とじ」などが登場した。
同じく江戸時代に、諸大名から将軍家に献上された品などが記された武鑑のうち『大成武鑑（たいせいぶかん）』（出雲寺刊行）の、時献上（ときけんじょう）という季節の節目に行われた献上の項目には9家から蕎麦が献上された記録がある。かつて「食膳にも据えかねる料理」とまで言われた蕎麦が、この時代に為政者への献上に用いられる名誉ある地位を確立した証左と言える。
| 蕎麦の品名               | 領国名         | 石高             | 藩主名                               |
| ------------------------ | -------------- | ---------------- | ------------------------------------ |
| 十月蕎麦                 | 信濃国飯山藩   | 二万石           | 本多豊後守助賢（水内郡飯山城主）     |
| 十一月蕎麦               | 上野国沼田藩   | 三万五千石       | 土岐美濃守頼之（利根郡沼田城主）     |
| 十月、十一月の内挽抜蕎麦 | 武蔵国岡部藩   | 二万二百五十石余 | 安部摂津守信寶（榛沢郡岡部在所）     |
| 十月、十一月の内蕎麦     | 下野国大田原藩 | 一万千四百石余   | 大田原飛騨守富清（那須郡大田原城主） |
| 寒中挽抜蕎麦             | 上野国小幡藩   | 二万石           | 松平大蔵少輔忠恕（甘楽郡小幡城主）   |
| 寒中挽抜蕎麦             | 出羽国天童藩   | 二万石           | 織田兵部少輔信学（村山郡天童在所）   |
| 寒中殻蕎麦               | 上野国館林藩   | 六万石           | 秋元但馬守志朝（邑楽郡館林城主）     |
| 暑中信州寒晒蕎麦         | 信濃国高遠藩   | 三万三千石       | 内藤駿河守頼寧（伊那郡高遠城主）     |
| 暑中寒晒蕎麦             | 信濃国高島藩   | 三万石           | 諏訪因幡守忠誠（諏訪郡高島城主）     |

## 特徴
本来、ソバの実/蕎麦粉には様々な食し方があるが、麺にした蕎麦、すなわち蕎麦切り（そばきり）が普及してからは、単に蕎麦と言うと蕎麦切りを意味する。
歴史は古く、寿司、天ぷらと並ぶ代表的な日本料理である。この蕎麦の調味として作られる「つゆ（蕎麦汁）」は、地域によって色・濃さ・味などに明らかな違いがあり、その成分も各地によって好みが分かれる。蕎麦を供する場合には皿（竹簾が敷かれている専用の蕎麦皿など）やざる（ざるそば用）、蕎麦蒸籠などが用いられる。蕎麦つゆを供する場合には徳利（蕎麦徳利）と猪口（蕎麦猪口）が用いられることが多い。また汁を張った丼に蕎麦を入れて供するものもある。蕎麦は専門店のみならず、外食チェーンなどのメニューにも載っており、小売店などでも麺が乾麺、生、または茹で麺の状態で販売され、カップ麺としても販売されている。
日本では年中食べられている料理であるが、縁起担ぎのために大晦日の夜に年越し蕎麦を食べる事が風物詩となっている。
アレルギー原因物質の1つであり、毎日蕎麦を食べることでそばアレルギーを発症する可能性がある。そばアレルギーになると、少量の摂取であっても命の危険がある。

## 材料・製法

### 材料

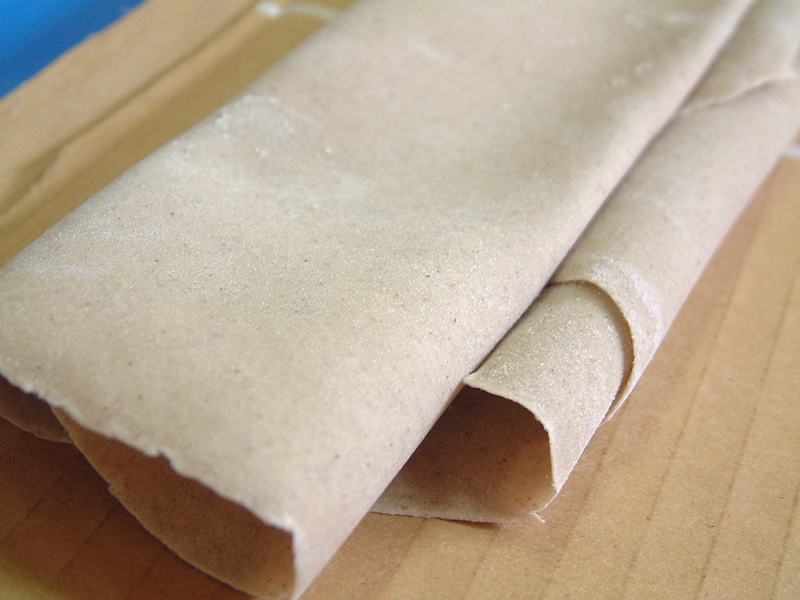
平板状に延ばした蕎麦。

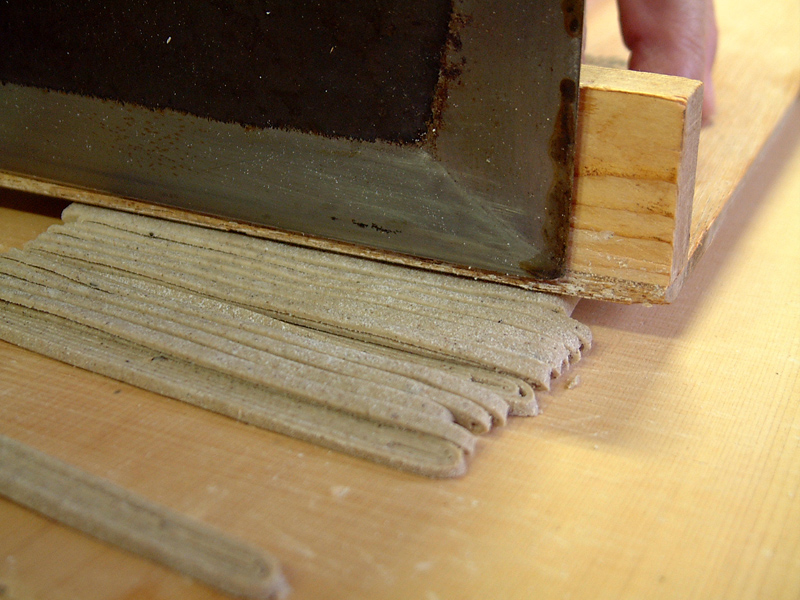
上の状態から「小間板」（駒板）を当て、蕎麦切り包丁で切り揃える。

蕎麦粉、つなぎ、水を用いて作られる。デンプンの少ない蕎麦粉は細く伸ばすと千切れやすいため、大抵はデンプンを多く含む小麦粉をつなぎ（結着剤）として混ぜる。小麦粉に対する蕎麦粉の配合割合によって名称が変わる。また小麦粉を用いない、いわゆる「十割蕎麦」も存在する。小麦粉以外にもつなぎとして鶏卵（卵切り蕎麦と称する）、長芋・山芋、布海苔（へぎそばと称する）、こんにゃくやオヤマボクチなどが使用されることがあり、独特の食感やコシが発生する。
また、風味付けの薬味を練り込むこともあり、胡麻切り蕎麦（黒ゴマを使用）、海苔切り蕎麦（海苔を使用）、茶蕎麦（抹茶を使用）などが知られる。店によってはモロヘイヤ、山椒、タケノコ、ふきのとう、アシタバ、大葉、柚子、若布、梅などの季節の植物を練り込んで出す店もある。

### 生蕎麦の製法
日本では人力による手打ち、製麺機による製造にかかわらず、次の工程により蕎麦が作られる。
1. 「水回し」ないし「ミキシング」 - 蕎麦粉とつなぎを混ぜ、加水しながら撹拌して丸い蕎麦玉にする。手打ちの場合は「こね鉢」と呼ばれる木製の鉢を用いる。
2. 「木鉢（きばち）」ないし「プレス」 - 蕎麦玉を繰り返し押しつぶすことで練り、粘着性を高める。
3. 「延し」ないし「ロール」 - 生地が張りつかないよう打ち粉した上で、薄く圧延し、平たい長方形型にする。手打ちの場合は木製の麺台に載せ、「麺棒」と呼ばれる木の棒を用いて圧延する。
4. 「切り」ないし「カット」 - 圧延した生地を幅1 - 2mm程度の線状に切断して麺の形とする。手打ちの場合はまな板に載せ、何層かに折り畳んだ後、「小間板」（駒板）と呼ばれる定規を当てながら蕎麦切り包丁で切断する。

切り出された状態の麺を生蕎麦（生麺）と称する。生蕎麦は酸化により傷みやすいため保存・流通に向かないが、乾燥させた乾蕎麦（乾麺）や凍結させた冷凍蕎麦（冷凍麺）が流通することもある。いずれの製品も茹でなければ食することができない。

### 茹で蕎麦の製法

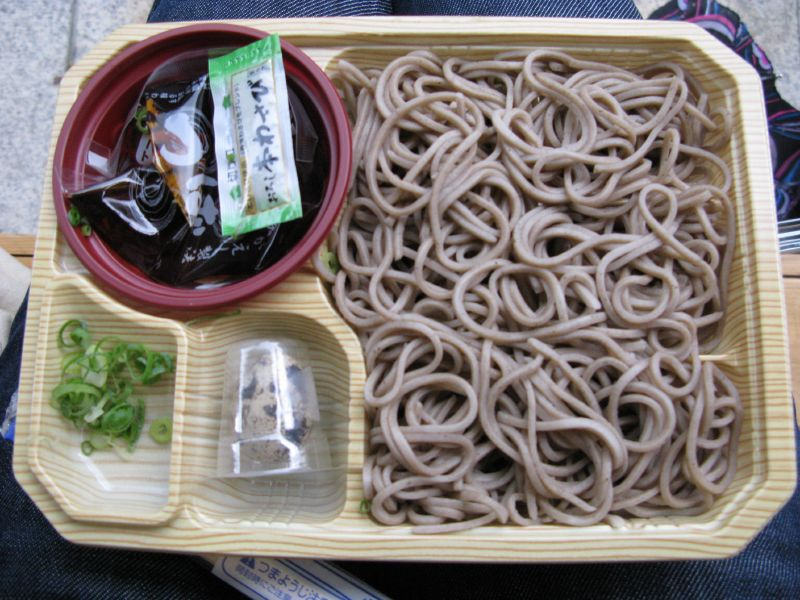
持ち帰ってすぐ食べられる蕎麦

生蕎麦は茹でられて食される。蕎麦粉は溶出しやすいため、中華麺やうどんよりも多くの湯で湯がかれる。茹で上がった麺を取り出す場合には金属製あるいは竹製のザル状になったそば揚げが用いられることも多い。蕎麦を茹でた湯はごく薄い粥のようになる。これを蕎麦湯（そばゆ）という（詳しくは後述）。
茹で上がった麺の表面に付着した溶けた蕎麦粉（ぬめり）を洗い落とした後、冷やして固くすると茹で蕎麦（茹で麺）が完成する。茹で蕎麦は多くの場合1食ごとにポリ袋や食器を兼ねた容器に入れて売られる。すぐに食べられる状態のため、つゆ・薬味とともにスーパーマーケットやコンビニエンスストアなどの弁当・惣菜や麺類の売り場で並べられる製品もある。

### 食べ方
茹で蕎麦は日本では一般的には以下のように食べられる。
もり蕎麦・ざる蕎麦
木製か竹製の四角形の器の底にすのこを敷いた蒸篭（せいろ）や笊（ざる）に茹で蕎麦を盛り付ける。「蕎麦猪口」と呼ばれる別の小型の器につゆを入れ、箸で一口分を取ってつゆにつけながら食べる。かけ蕎麦より古い食べ方である。多くの蕎麦店において、もりそばとざるそばの2つがメニューにある場合、ざるそばは盛り付け容器がざるであるばかりでなく、刻み海苔などの薬味が一緒に盛り付けられて供される場合が多い。
つゆの薬味として、摺り下ろしたわさびと小口切りにした長ネギが最も用いられる。いずれも、つゆとは別にされ、好みに応じた量がとれるようになっている。わさびはつゆに溶いたり、風味を損なわないように蕎麦に乗せたりする。
かけ蕎麦
茹で蕎麦を熱湯で温め直してから丼に入った熱いつゆの中に入れる。
薬味として、小口切りにした長ネギと七味唐辛子がよく用いられる。細かく刻んだ柑橘類の皮や山椒の果皮を入れると、風味が立つ。
ぶっかけ蕎麦
丼型か、より広口の器（深皿のような浅い器の場合もある。）器に茹で蕎麦を入れ、食べる際に別の器に入ったつゆをかけて、つゆに浸した状態で食べる。また、出石そばや出雲そばのように小型の皿に分けられていることもある。
主となる具を、蕎麦の上に綺麗に盛り付ける。盛り付け方は冷やし中華に近い。薬味は比較的用いられない。
もり蕎麦、ざる蕎麦、ぶっかけ蕎麦は冷たいつゆを用い、かけ蕎麦は温かいつゆを用いる。冷たいつゆは辛汁（からじる）、温かいつゆは甘汁（あまじる） と呼ぶ。寒季など、もりそばのつゆを温めて「あつもり（熱盛り）」にすることもある。
新蕎麦の時期に見られる珍しい食べ方として、蕎麦の香り・歯触り・喉越しを楽しむためとして、つゆをつけずに、水や塩をつける方法がある。蕎麦の味だけでなく香りを存分に味わうためで、空気を一緒に啜り込み鼻孔から抜くようにして食べることによって、香りを存分に賞味できるとされる。元々は作法にこだわらずに香りや喉越しを楽しめる食品であり、音を立てることがマナー上広く許されている点で、うどんや中華麺などと並んで世界的に稀有な料理である。
蕎麦好きな人の中には、蕎麦とは香りと歯触りを賞味すべきものであるとして、「蕎麦はもり（そば）に限る」というこだわりを持つ人もいる。食通で有名な文豪・池波正太郎の書生を務め、自らも蕎麦好きを自認するルポライターの佐藤隆介は、著書の中で「めんつゆに卵を入れようとしたところ、卵など入れてはいけないと池波にたしなめられた」というエピソードや、ざる蕎麦すら供さない名店のような例を挙げ、蕎麦切り本来の滋味を味わうにはもりが一番であると述べている。佐藤は、海苔がのっていては蕎麦の香りが損なわれるからだろうと書いている。

## 栄養・成分
実際の栄養価は、作物としてのソバが栽培された土壌、収穫時期、品種など様々な要因で変動する。
蕎麦は、ビタミンB1を豊富に含み、脚気などのビタミンB1欠乏症の予防に効果がある。江戸時代中期から白米による江戸わずらい（脚気）が流行し出し、その頃から江戸で蕎麦が流行した（「蕎麦#東京」も参照）。蕎麦粉（全層粉）の段階におけるタンパク質含有量は、ダイズ（大豆）に比較すればそれほど多くはないものの、そのタンパク質は1985年のFAO/WHO/UNU必須アミノ酸基準値でアミノ酸スコアが100点となっており、穀物としてバランスのよいアミノ酸組成を有している。ただし、蕎麦粉に小麦粉を混ぜて麺を作ると、リシンが乏しい小麦粉のアミノ酸組成の影響を受けてリシンを第一制限アミノ酸として蕎麦麺のアミノ酸スコアは低下することになる。
蕎麦（蕎麦粉）に含まれる特徴的な機能性成分としてルチンが挙げられる。蕎麦に含まれるルチンは、毛細血管強化、高血圧予防、酸化防止 などの生理活性を有する。
自ら蕎麦を打ち、蕎麦を食べる機会の多い蕎麦センター職員の血圧は、蕎麦を常食とするネパールの山岳民族と同様に低かった。この蕎麦の効用は、蕎麦に含まれる多量のカリウムが体内よりナトリウムを排泄させることによると報告されている。
| アミノ酸                                    | 穀類/そば/そば粉/全層粉 | 穀類/そば/そば/生 | 穀類/そば/干しそば/乾 | 1985年基準値 (mg) | （参考）1973年基準値 (mg) |
| ------------------------------------------- | ----------------------- | ----------------- | --------------------- | ----------------- | ------------------------- |
| イソロイシン                                | 230                     | 210               | 210                   | 180               | 250                       |
| ロイシン                                    | 410                     | 410               | 410                   | 410               | 440                       |
| リジン                                      | 370                     | 190               | 180                   | 360               | 340                       |
| 含硫アミノ酸（メチオニン+システイン）       | 280                     | 220               | 220                   | 160               | 220                       |
| 芳香族アミノ酸（フェニルアラニン+チロシン） | 440                     | 460               | 470                   | 390               | 380                       |
| トレオニン                                  | 240                     | 180               | 180                   | 210               | 250                       |
| トリプトファン                              | 100                     | 78                | 76                    | 70                | 60                        |
| バリン                                      | 320                     | 260               | 260                   | 220               | 310                       |
| ヒスチジン                                  | 170                     | 140               | 140                   | 120               | -                         |

健康ブームの現在でこそヘルシーな粗食とみなされているが、伝統的には『本草綱目』巻22に「腸胃を実（み）たし、気力を益し、精神を続（つ）なぎ、能く五臓の滓穢を煉る」とあるように、むしろ高い栄養価による滋養強壮効果が便宜とされていた。

### 蕎麦アレルギー
蕎麦はアレルギー物質を含む食品として食品衛生法施行規則により指定されており、特定原材料と定められ表示が義務付けられている。
蕎麦・うどんを併売する店では、同じ釜で蕎麦・うどんを茹でる場合も多く、アレルギー物質が混入する可能性があり、注意が必要である。
1988年には、北海道札幌市の小学校給食で蕎麦を食べた児童が発作を起こし、吐瀉物が気管に入って窒息死した事故があった。このため、全国の小・中学校の給食メニューには蕎麦がない。

## 麺類の総称としての「そば」

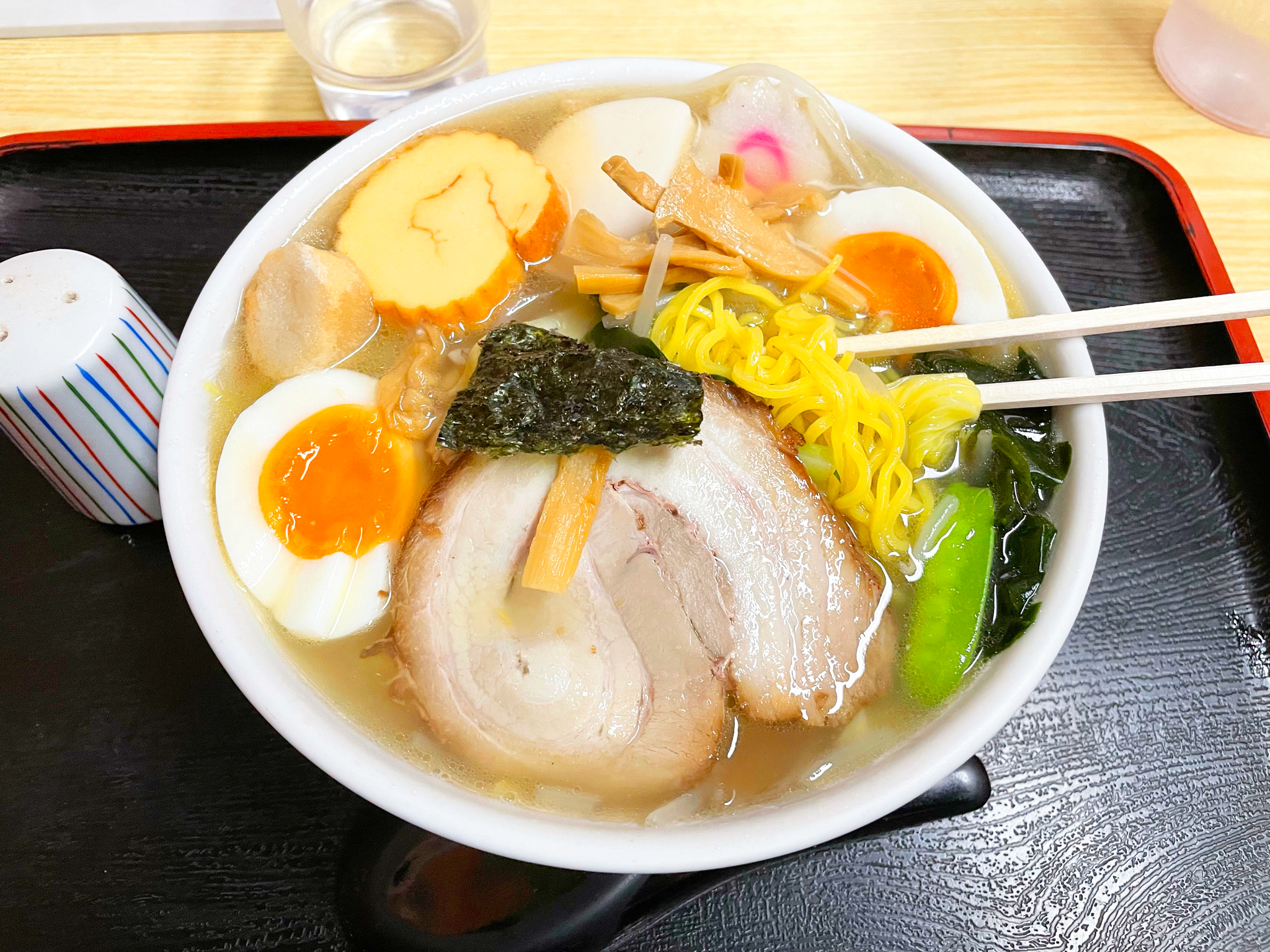
日本蕎麦店の「五目そば」

中華そば・焼きそばなどのように、原義から離れて麺類を「そば」と通称することもある。これらは中華麺を「中華そば」「支那そば」と呼ぶことに由来するものであり、蕎麦粉を用いていないにもかかわらず「そば」の名が定着している食品もある。食品衛生法では、焼きそばやラーメンなどに「蕎麦」という漢字表記を与えてはいけないとされており、こうした用法の場合は「蕎麦」の字は用いず、ひらがなで表記するのが通例である。
たとえば、沖縄で単に「そば」と言えば通常、ソーキそばなどで有名な沖縄そばを指す。これは明治時代に本土から伝わった支那そばに由来するもので、小麦粉をアルカリ水溶液で練って作る中華麺の一種である。このため、昭和51年（1976年。沖縄返還4年後）に公正取引委員会は、蕎麦粉を使わない「沖縄そば」という名称にクレームをつけ「そば」と称すべきではないとした。しかし、沖縄製麺協同組合が交渉した結果、特例として「沖縄そば」の表記が認められた 経緯がある。なお、沖縄で「（日本）蕎麦」を普通に食べるようになったのは本土復帰後であるとされている。
また飛騨高山においても、普通「そば」と言えばラーメン（高山ラーメン）を指す場合が多く、蕎麦を指す場合はあえて「日本そば」と呼称する。
焼きそばも「そば」という名であるが、蕎麦粉を含まない中華麺が用いられる。
近畿地方などでは、蕎麦粉入りのものを「黒そば」あるいは「和そば」、小麦粉の中華麺を「黄そば」と呼び分けることもある。

## 蕎麦麺の分類

### 製法による分類
大きく分けて人手による手打ち蕎麦と機械製麺に二分され、工程によっては手打ち風または手打ち式と名乗る事が出来る。ただし、ここでは便宜的に製麺業における分類に従っているが蕎麦屋には規格がない。
手打ち製麺（手打ちそば）
機械で製麺されるものに対して手作りで製麺される蕎麦。公正競争規約においては混練工程のみ機械で行うことが出来る。手打ち蕎麦を製麺する専門的な技術を習得した者を蕎麦職人（そばしょくにん）と呼ぶことがある。
機械製麺（手打ち風そば/手打ち式そば）
延し工程が単純なロールではなく包丁状の刃により麺が切り出されるなど、手打ちの工程を機械作業に置き換えた製麺機で作られた蕎麦。加水率が手打ちに近く柔らかい傾向がある。
その他の機械製麺
生地を筒状の型に入れ、ところてんやパスタのように押し出して製麺する等の工程で作られる製麺機で作られた蕎麦、と「素麺/冷麦」のように延ばしてから切る乾麺の蕎麦。加水率が手打ちより少なめで硬くなる傾向がある。
| 第4条（特定事項の表示基準） |
| --- |
| 生めん類に、次に掲げる文言を使用する場合は、当該各号に掲げる意味により使用するものとする。 (1)「手打」 製めんに際し、原料に加水して麩質（グルテン）が形成するように混練し、熟成させた後、延棒で圧延し、包丁でめん線状に裁断すること及び熟成させた後、手作業によりめん線状に延ばし一定の長さに切断することであって、その工程をすべて手作業により行うことをいう。ただし、混練工程のみ機械で行うことができる。 (2)「手打式」及び「手打風」 製めんに際し、原料に加水して麩質（グルテン）が形成するように混練し、熟成させたのち、めん体の方向が交錯するように緩慢な方法により圧延し、包丁又は手切りに近いうす刃の切刃によって裁断することであって、その工程の全部又は一部を機械作業により行うことをいう。 |

### 蕎麦粉割合による分類

#### 蕎麦屋で利用される単位による分類
十割蕎麦（生粉打ちそば）
読みは「じゅうわりそば」。一部地域や店舗で「とわりそば」「とかちそば」と読む場合もある。
湯を加えて蕎麦粉のデンプンの糊化を促進し、生地のまとまりをよくする。別途、蕎麦粉を糊化させたものをつなぎとして使用する場合もある。その他、微細製粉により手打ち十割蕎麦をつくる方法、押し出し麺により製造する方法、粗挽き蕎麦粉の水練りにより製造する熟練の手打ち製法等がある。十割蕎麦は小麦粉を「つなぎ」に使ったいわゆる二八蕎麦よりも切れやすく、江戸時代には今のように茹でる蕎麦ではなく、蒸籠に乗せて蒸し、そのまま客に供する形の蕎麦が主流だった。現在もメニューに名を連ねている「せいろそば」はその名残である。
二八蕎麦（内二八蕎麦）
読みは「にはちそば」。蕎麦粉8：小麦粉2で打った蕎麦。名称の由来は粉の割合であるという説、または江戸時代後期に値段が16文であったことから九九の二×八からきたという説、さらに二八という蕎麦打ち名人にちなんだという説がある。名称の起源としてどちらが正しいという決め手はない。
外二八蕎麦
蕎麦粉10：小麦粉2で打った蕎麦の総称。
逆二八蕎麦
立ち食い蕎麦屋、乾めん等を指す。額面通りには蕎麦粉2：小麦粉8の意味となるが、実際にその割合かどうかとは関係なく、自虐的な文脈で使われることがある。

#### 製麺業界における規格による分類
大きく分けて、生めん、乾めん、即席めんの3つの区分ごとに異なる基準が存在する。蕎麦粉の割合が30%を割り込む事によって、名称を変える必要があるもの、割合の表示が必要になるもの、販売できないもの、差はあるが制約が出てくる点は共通している。※ただし、実際の製品には添加物が加わるので誤差が出てくる。

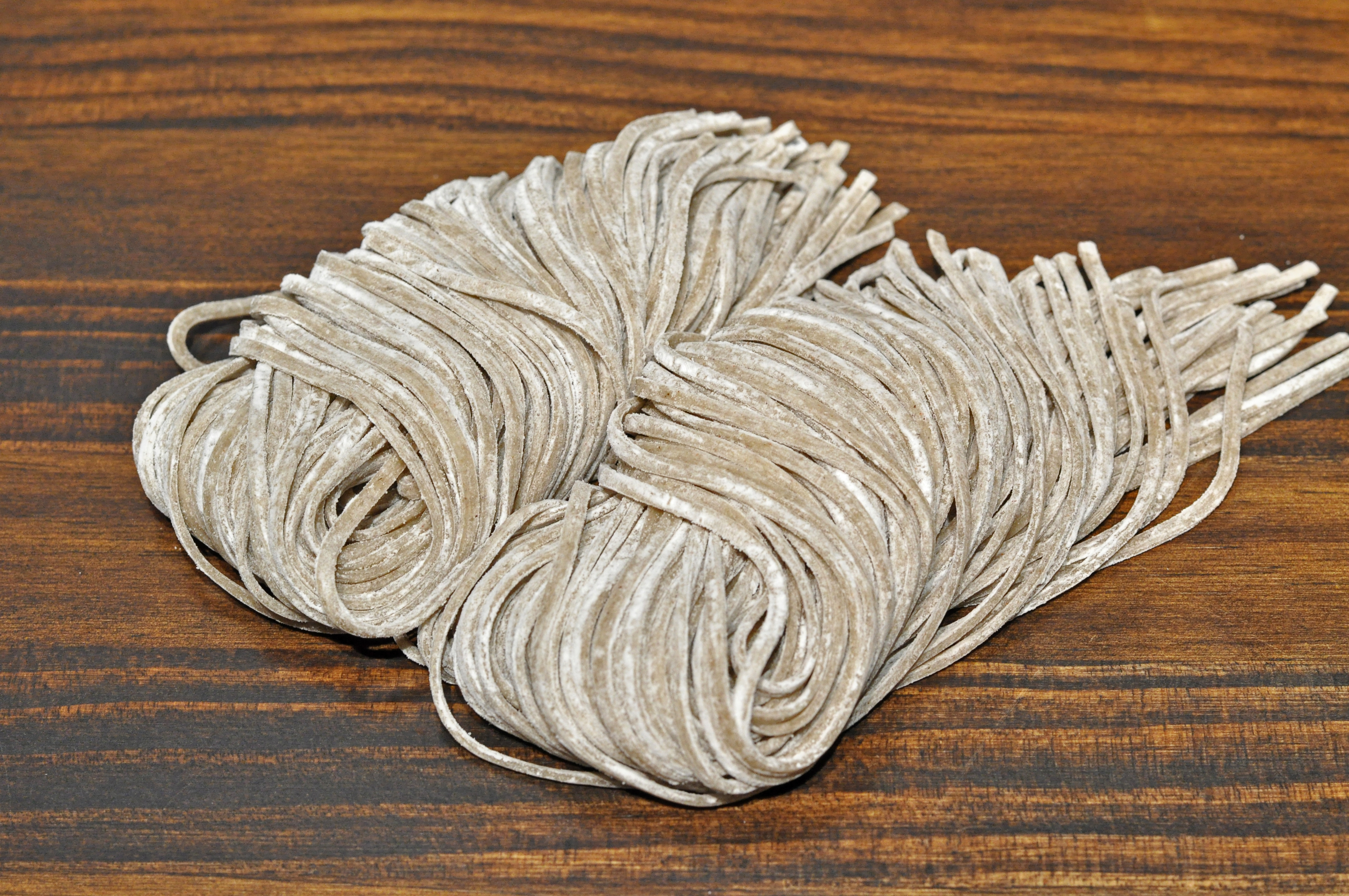
生蕎麦

生めんの分類
- 公正競争規約[38] により定められており、蕎麦粉が30%以上使用されていないものは「そば」と表示できない。
- 公正マークがついていない商品はこの限りではない。
- 品質表示基準が存在しないため、公正マーク取得にこだわらなければ制約が低い。
- 加工食品品質表示基準[39]により、蕎麦粉が5割未満のため原材料が小麦粉、蕎麦粉の順に書かれる。

| 原料   | 割合    |
| ------ | ------- |
| 蕎麦粉 | 30%以上 |
| 小麦粉 | 70%以下 |

| 原料   | 割合    |
| ------ | ------- |
| 大麦粉 | 30%以上 |
| 蕎麦粉 | 30%以上 |
| 小麦粉 | 40%以下 |

| 原料   | 割合    |
| ------ | ------- |
| 大麦粉 | 30%以上 |
| 蕎麦粉 | 30%以下 |
| 小麦粉 | 70%以下 |

| 原料                | 割合                  |
| ------------------- | --------------------- |
| でん粉              | 15%以上               |
| 小麦粉              | 85%以下               |
| 蕎麦粉等 （穀粉類） | 小麦粉と合計で85%以下 |

- 加工食品品質表示基準により、蕎麦粉が5割以上のため原材料が蕎麦粉、小麦粉の順に書かれる。

| 原料   | 割合    |
| ------ | ------- |
| 蕎麦粉 | 50%以上 |
| 小麦粉 | 50%以下 |

| 原料   | 割合    |
| ------ | ------- |
| 蕎麦粉 | 50%以上 |
| 小麦粉 | 50%以下 |

乾めんの分類

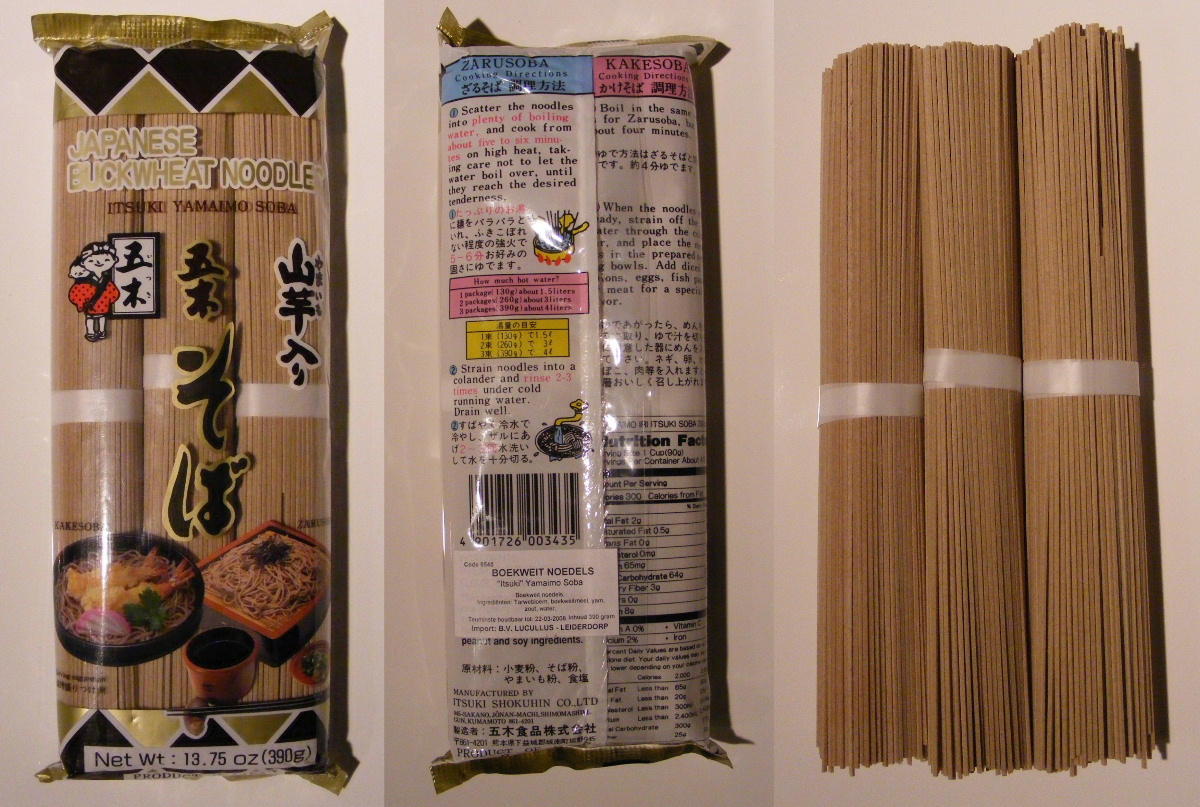
乾蕎麦

- 乾めんは食品表示法食品表示基準[40] により蕎麦粉が30%以上使用されていないものでも「そば」と表示できる。
- 蕎麦粉が30%以上使用されていないものは使用割合を表示しなければならない。
- そば粉の割合表示は実配合割合を上回らない数値で表示すること。そば粉の配合割合が10％未満のものにあっては、「1割未満」、「10％未満」等と記載すること。
- また、日本農林規格（JAS）[41] による任意の格付けがある。

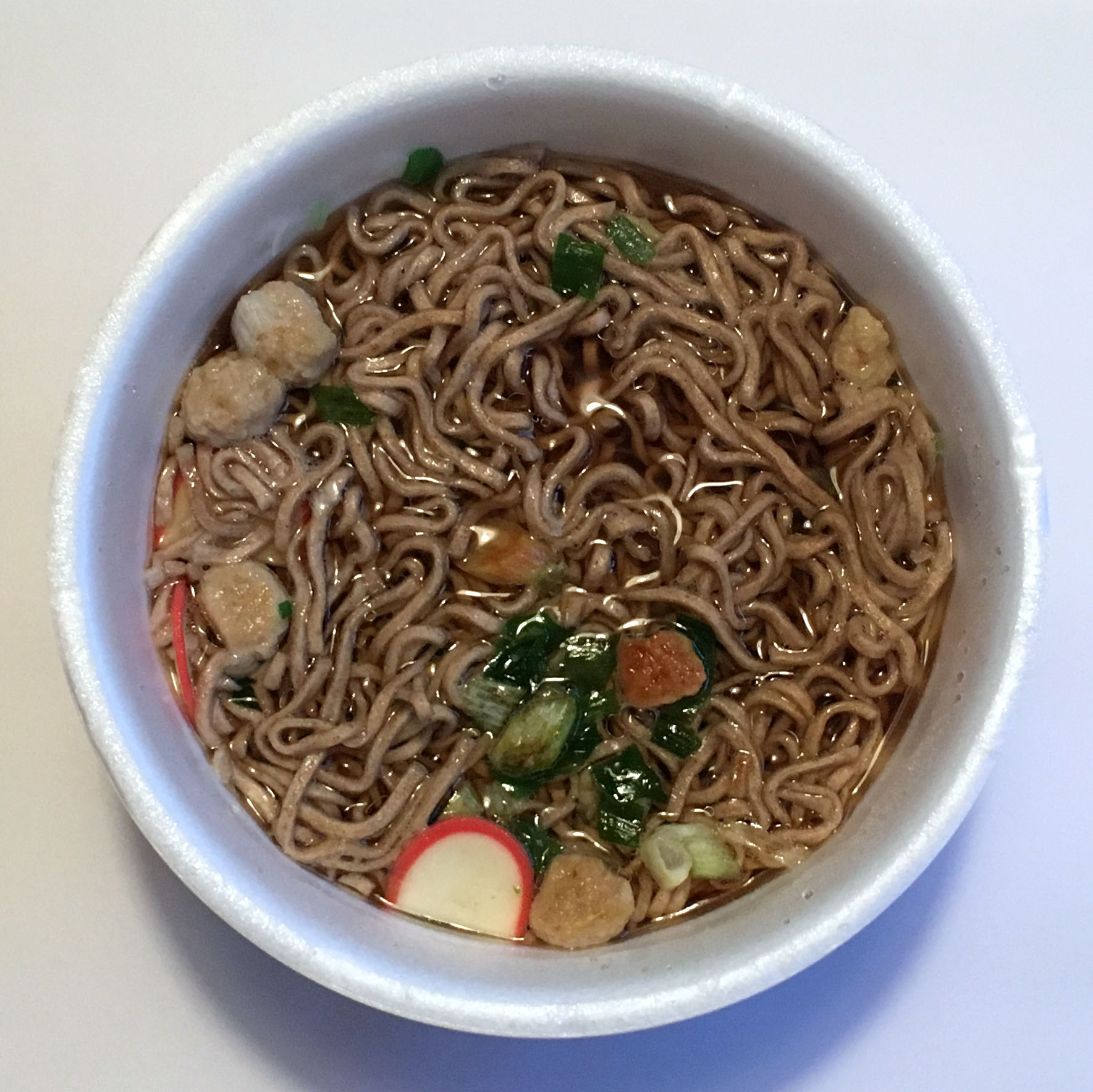
即席蕎麦

| 原料   | 割合    |
| ------ | ------- |
| 蕎麦粉 | 50%以上 |
| 小麦粉 | 50%以下 |

| 原料   | 割合    |
| ------ | ------- |
| 蕎麦粉 | 40%以上 |
| 小麦粉 | 60%以下 |

| 原料   | 割合    |
| ------ | ------- |
| 蕎麦粉 | 30%以上 |
| 小麦粉 | 70%以下 |

| 原料   | 割合    |
| ------ | ------- |
| 蕎麦粉 | 30%以下 |
| 小麦粉 | 70%以上 |

即席めんの分類
- 即席めんの品質表示基準[42]、即席めんの公正競争規約[43] により定められ、蕎麦粉が30%以上使用されていないものは「そば」を表示できない。
- 公正マークがついていない商品でも、品質表示基準には従わなければならない。
- JAS規格は任意の格付けであるが、即席めんの規格に蕎麦粉割合の規定は存在しない。

| 原料   | 割合    |
| ------ | ------- |
| 蕎麦粉 | 30%以上 |
| 小麦粉 | 70%以下 |

（参考）蕎麦屋における蕎麦粉割合による分類
- いわゆる蕎麦屋にも任意登録の品質基準に蕎麦粉割合の規定が存在する[44][45][46] が、登録料が必要な点と蕎麦打ちの能力とは異なるマネジメント能力が必要になる点からか普及していない[47]。

| 原料   | 割合    |
| ------ | ------- |
| 蕎麦粉 | 70%以上 |
| つなぎ | 30%以下 |

| 第3条（役務の内容又は商品の品質の表示の適正化に関する事項） |
| --- |
| 営業者は、提供する役務の内容又は商品の品質について、次の各号に定めるところに従い表示するものとする。 (1) そば粉の含有率の表示 営業者が提供する「そば」は、そば粉の割合は70パーセント以上とし、その旨を店頭又は店内に表示するものとする。 (2) めん及びつゆの製法の表示 営業者が提供するめん及びつゆは、自家製であることとし、その旨を店頭又は店内に表示するものとする。 (3) 主要な商品の表示 営業者は、主要な商品の内容及びカロリーを、写真又は説明文によるメニュー表等により、店頭又は店内に表示するものとする。 (4) 調理師の表示 営業者は、調理師（調理師法（昭和33年法律第147号）第2条に規定する者をいう。）を営業施設に配置するものとし、その氏名を店内に表示するものとする。 |

### 蕎麦粉の種類による分類

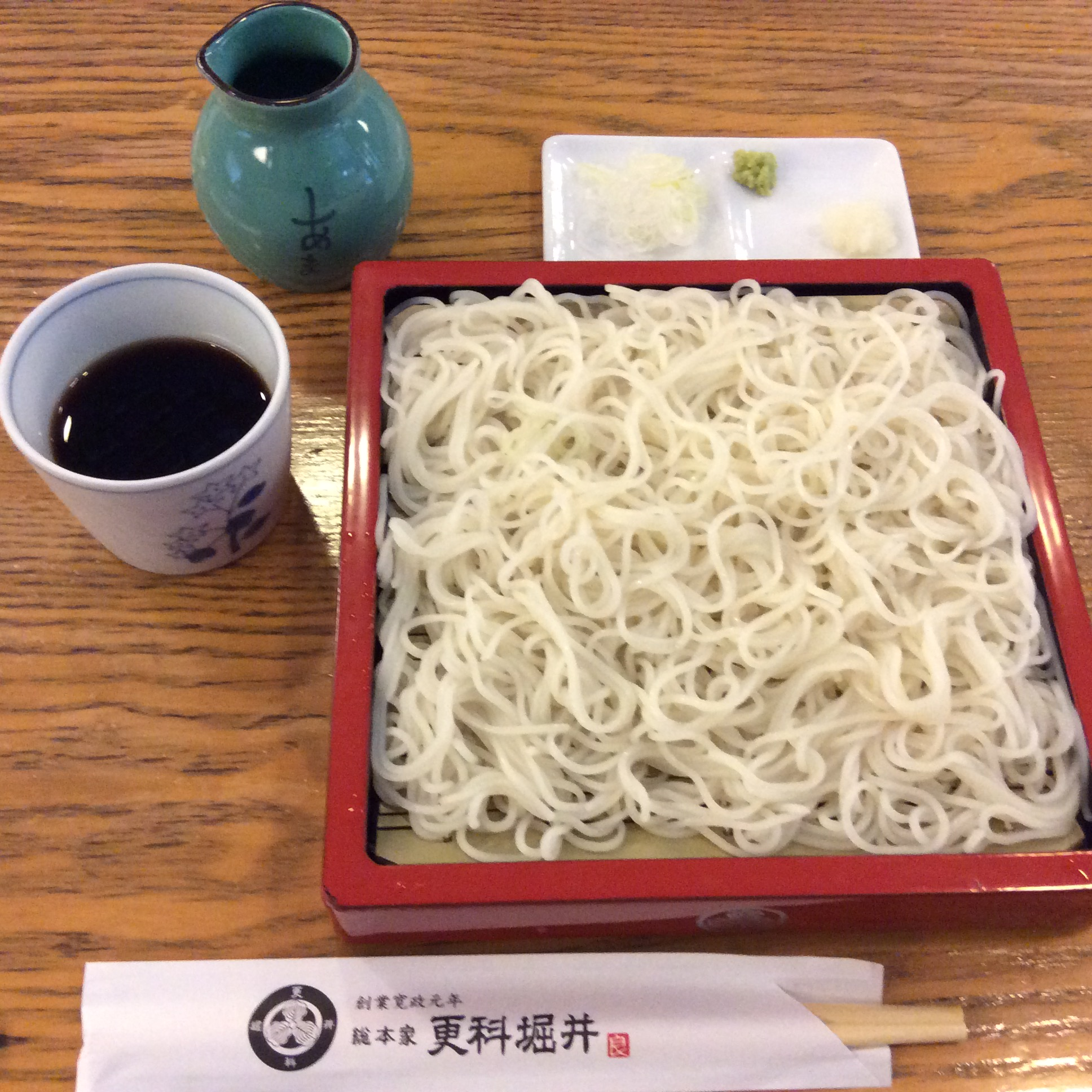
「さらしなそば」（2016年2月22日撮影）

更科蕎麦（さらしなそば）（一番粉）
ソバの実を挽くと中心から挽かれて出てくることから、後から出てくる粉に比べて、最初に出てくる一番粉が白く上品な香りを持つ。一番粉を使用した蕎麦が「更科蕎麦」である。東京などでよく食べられる。粘りがなく、つなぎをよく使う。
挽きぐるみ（二番粉）
ソバの実の挽き込みを続けると、胚乳部や胚芽部が粉になり、それを二番粉といい、二番粉は一般的に「挽きぐるみそば粉」といわれる。そば特有の香りや風味に優れており麺にすると食味と食感のバランスが良いそばに仕上がる。
藪系の蕎麦（三番粉）
抜き実の挽きぐるみ、つまり緑色の甘皮部分を挽き込んだ鶯色の蕎麦。種皮の緑色が鮮やかな「藪」系の蕎麦はその香りが高い。
田舎蕎麦（いなかそば）
蕎麦殻を挽き込んだ、黒っぽい蕎麦粉により製造された蕎麦。蕎麦の香りが強く、あまりつゆをつけずに食べる。長野県、近畿、山村でよく食べられる。つなぎに山芋などを使う。蕎麦の実を皮ごとひく製法の蕎麦に北海道の畠山製麺製（1926年開業、2022年8月末で製造終了）の「音威子府そば」があり、音威子府駅構内の常盤軒でも提供されていた（2021年2月閉店）。

### 蕎麦粉の「産地」（日本国内・世界）による分類
信州開田高原産、北海道産、北アメリカ産、中国産など、蕎麦粉の産地・地方・国の違い等で区分。

### ソバ品種による分類
蕎麦粉の原料はソバ（学名：Fagopyrum esculentum）が通常であるが、2000年代以降は健康ブームで注目されているダッタンソバ（学名：Fagopyrum tataricum）が用いられることもある。

### 麺の状態による分類
生麺（なまめん）・生そば（なまそば）
そばを切った後に、打ち粉をまぶした状態で、紙包みやポリ袋、プラスチック容器などに入れて売られる。後述の生蕎麦（きそば）とは異なる。
ゆで麺・ゆでそば
生麺を茹でて、食べられる状態にし、ポリ袋に入れて売られる。ネギ、わさびなどの薬味やつゆやだしと共にプラスチック容器に入れて売られる場合もある。天婦羅や油揚げを添付したものもある。
乾麺（かんめん）・乾そば
そばを風で乾かして、一定の長さの棒状に切り揃え、包装して売られる。
冷凍麺・冷凍そば
長期保存が利くように冷凍されている麺。茹でる時間も短時間で済む。業務用での流通が多い。また最近では1人前などの分量でスーパーマーケットやコンビニエンスストアで売られており、つゆ・だしとセットにしたものもある。
インスタント麺・インスタントそば
カップ麺（カップそば）、インスタント袋そばなどがある。
油で揚げて熱湯で戻るように加工されている油揚げ麺 と、加熱後油で揚げず熱風乾燥させたノンフライ麺 がある。麺の表面に味をつけているものもある。

### その他の分類

#### 新蕎麦（しんそば）
秋に収穫されたソバの実を使用して、秋から冬の初頭にかけて作られた旬の蕎麦は、香りが高く、味も格別であることから新蕎麦または秋新（あきしん）と呼び、初夏から夏に収穫されたソバの実で作られた蕎麦は、秋新と類別して夏新（なつしん）と呼ぶ（ソバ#日本での栽培も参照）。夏新は新蕎麦（秋新）と比較して香りと味がやや劣るとされるが、そもそも蕎麦にとって夏は“夏蕎麦は犬さえ食わぬ”というような諺が示すように栽培技術や冷蔵技術が発達していなかった時代、端境期で保存状態も悪いため香りが抜けてつなぎの割合が増加傾向になる最も劣化する季節であった。そこで、収穫したばかりの鮮度の高い粉を使い出来るだけ生粉打ちに近い蕎麦を提供するための工夫をしていると成分表示として謳っているのが夏新であり、秋新に匹敵するという意味はない。同じ季節に競合して提供しないものを比較する事は本質的に意味がない。さらに季節毎の品質のバラつきを抑えるための手段として、日本と季節が異なる南半球のオーストラリアで栽培して春に収穫された蕎麦粉を用いて維持に務める店もあるほどである。秋の風物詩としての秋新の価値は変わるものではないが、そうした努力と技術革新により昔ほど品質のバラつきがなくなっているため、いざ新蕎麦を食べたときに拍子抜けする事があっても不思議ではない。製粉工程の乾燥が強すぎた蕎麦粉や、管理が悪く乾燥した蕎麦粉では秋新であっても低いレベルで品質がバラつかない事も考えられる。

#### 陳蕎麦（ひねそば）
新蕎麦とは正反対の旬が過ぎてから端境期までの蕎麦が、栽培技術や冷蔵技術が発達していなかった時代に名付けられた。陳には「劣る、古い」という意味がある。ところが冷蔵技術の発達した昨今では、玄ソバの保存技術の革新により熟成された蕎麦として新蕎麦よりも評価する流れもあるが、もともと江戸時代の記録に「暑中寒晒蕎麦」という将軍家に諏訪の高島藩と伊那の高遠藩の2藩が献上していた夏の土用に食べる特別な蕎麦があり、歴史的にも厳格な管理の下で製造された夏蕎麦は陳蕎麦とは言えない高級品であった事が窺える。ちなみに「寒晒し蕎麦」のように水浸漬させた玄ソバはGABA（γ-アミノ酪酸）含有量が増加するという研究結果がある。三輪素麺では、2年ものを「古（ひね）」、3年物を「大古（おおひね）」と呼び優れたものとして扱っていたが、現代は蕎麦も技術の革新により実需者の意識次第で、蕎麦粉の鮮度を保つための環境が簡単に整えられるため、季節毎の品質のバラつきはなくなり新蕎麦を頂点とした時代の区別が通用しなくなってきている。

#### 生蕎麦（きそば）

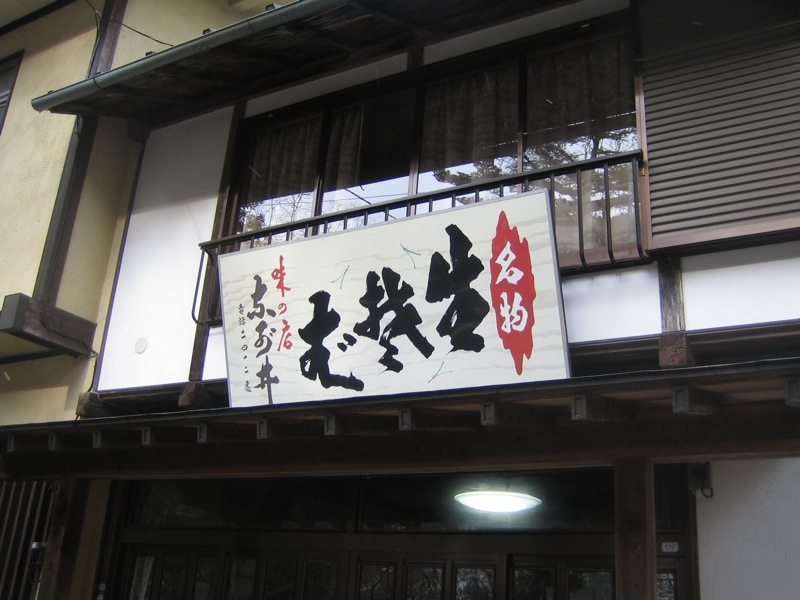
変体仮名で書かれた「生そば」の看板

生蕎麦は現在では、二八蕎麦、十割蕎麦、五割蕎麦他の「蕎麦屋の蕎麦全般」を指す。蕎麦屋で生蕎麦の語が使われるのは、上等な蕎麦を生蕎麦と呼んでいた頃の名残である。元来は「そば粉だけで打ったそば・そば粉に少量のつなぎを加えただけのそば・小麦粉などの混ぜものが少ないそば」を意味するものだった。しかし、江戸時代中期以降、小麦粉をつなぎとして使用し始めたことにより、二八蕎麦が一般大衆化したため、高級店が品質の良さを強調するキャッチフレーズとして「生蕎麦」を使うようになった。その後、幕末頃には「生蕎麦」の指す範囲は拡大し、二八蕎麦にも使われるようになった。現在では、蕎麦粉の割合が明らかに低いと思われる駅前の低価格立ち食い蕎麦店等でも「きそば」のぼりは堂々と掲げられており、その意味は希薄化してしまっている。そのため、蕎麦粉だけの蕎麦を売りにしている蕎麦屋は、分かりやすく表示するため「十割蕎麦」あるいは「生粉打ちそば」という表現を用いるのが一般的である。また「茹でる前の生麺」「生麺・ゆで麺など水分を多く含んだ麺」という解釈もあるが、この場合「きそば」ではなく「なまそば（生そば）」と異称される。生蕎麦の看板や暖簾は、現代での変体仮名の用途の代表例として引用されることがある。

## 蕎麦料理の種類
つけ・ぶっかけ・かけの別のほか、用いる具材により様々に分かれる。主となる具材のある蕎麦料理を特に「種物」と称することがある。

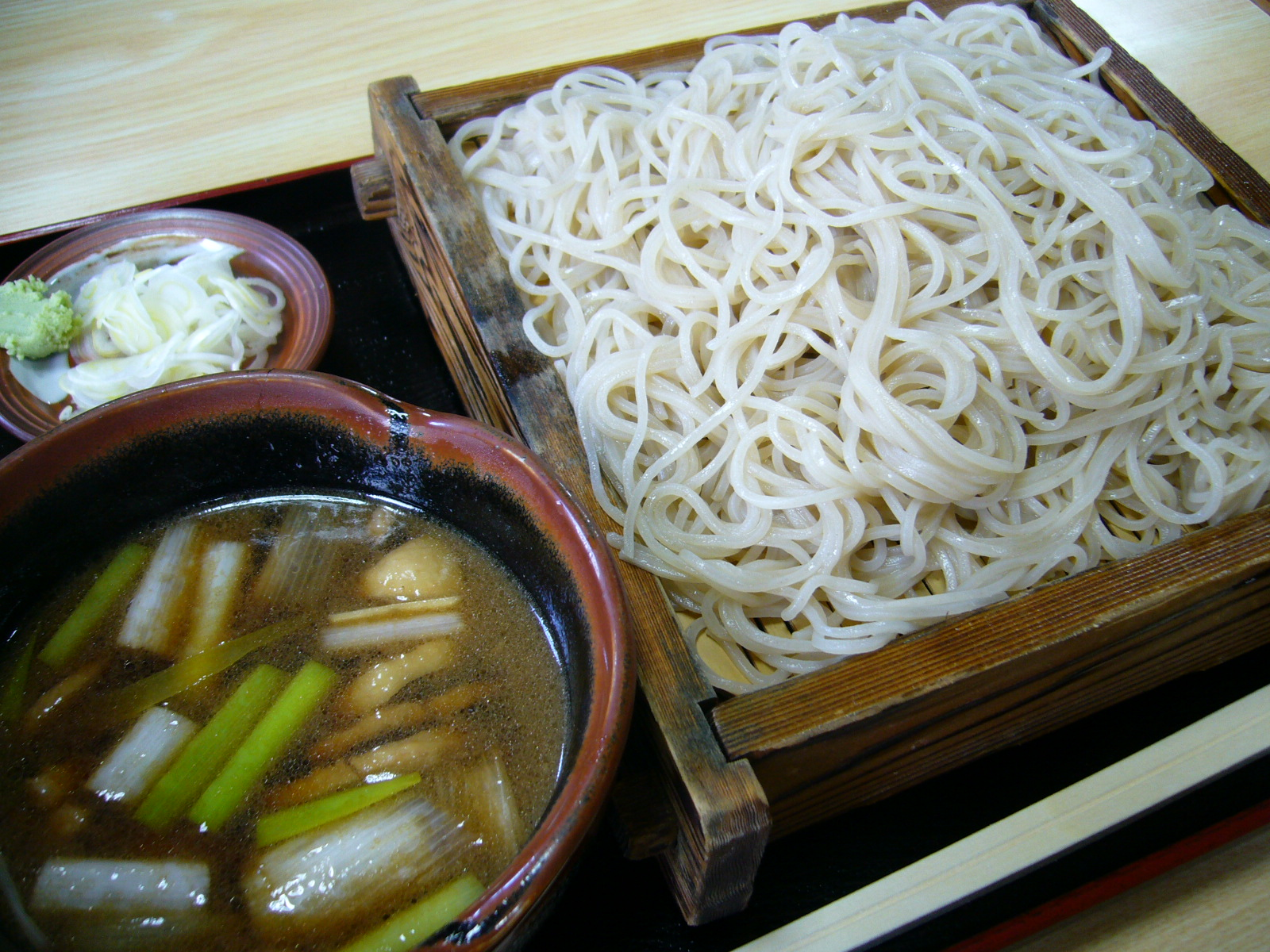
鴨せいろ

### ざる蕎麦/盛り蕎麦

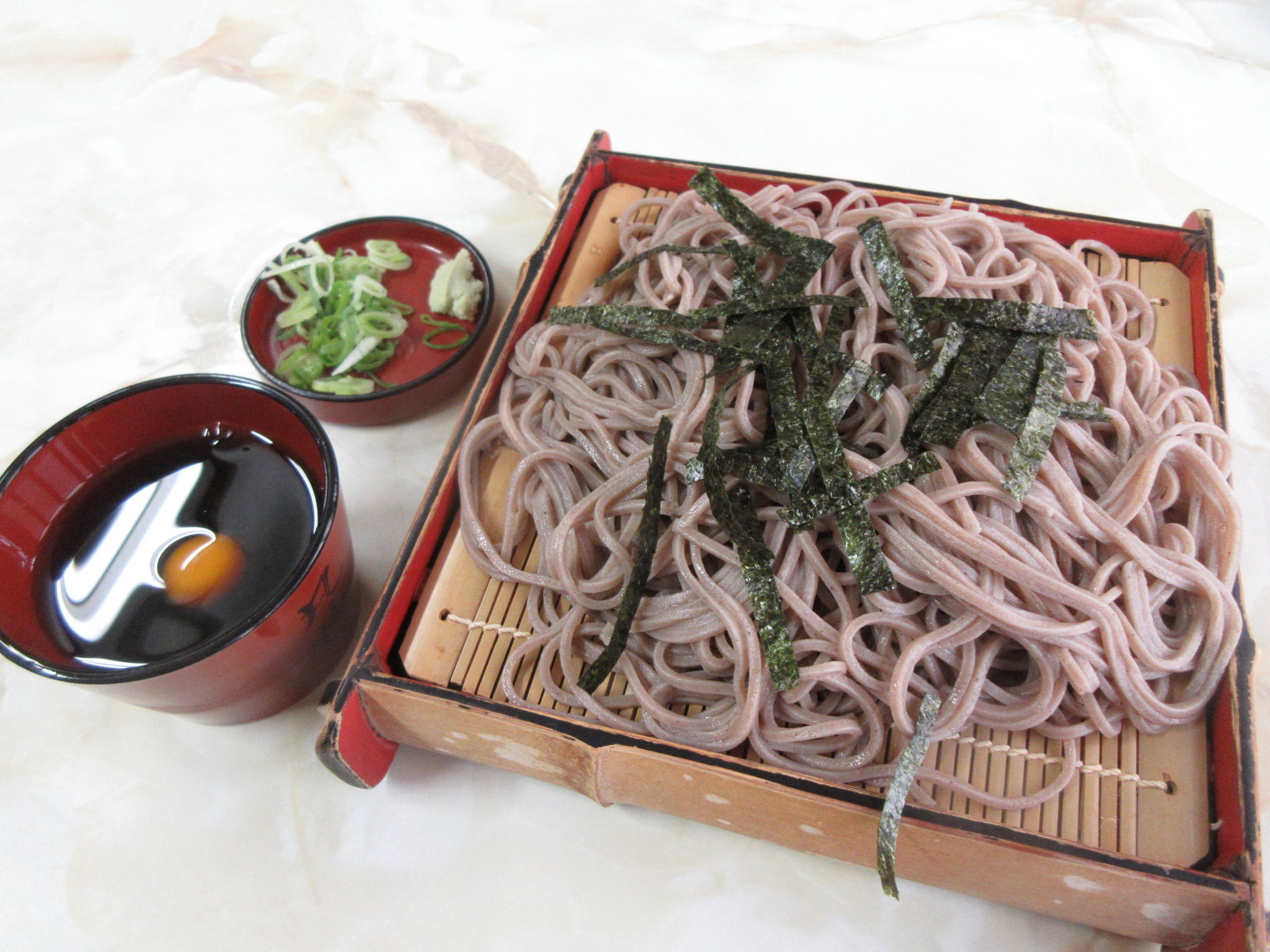
ざる蕎麦（愛知県）

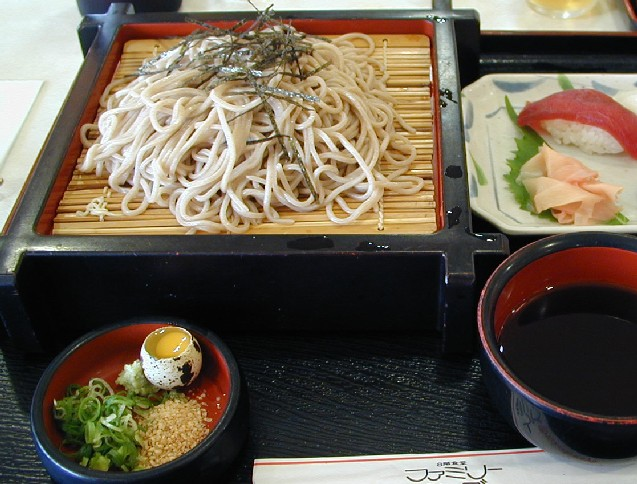
ざる蕎麦寿司セット（せいろに乗っているのがざる蕎麦）

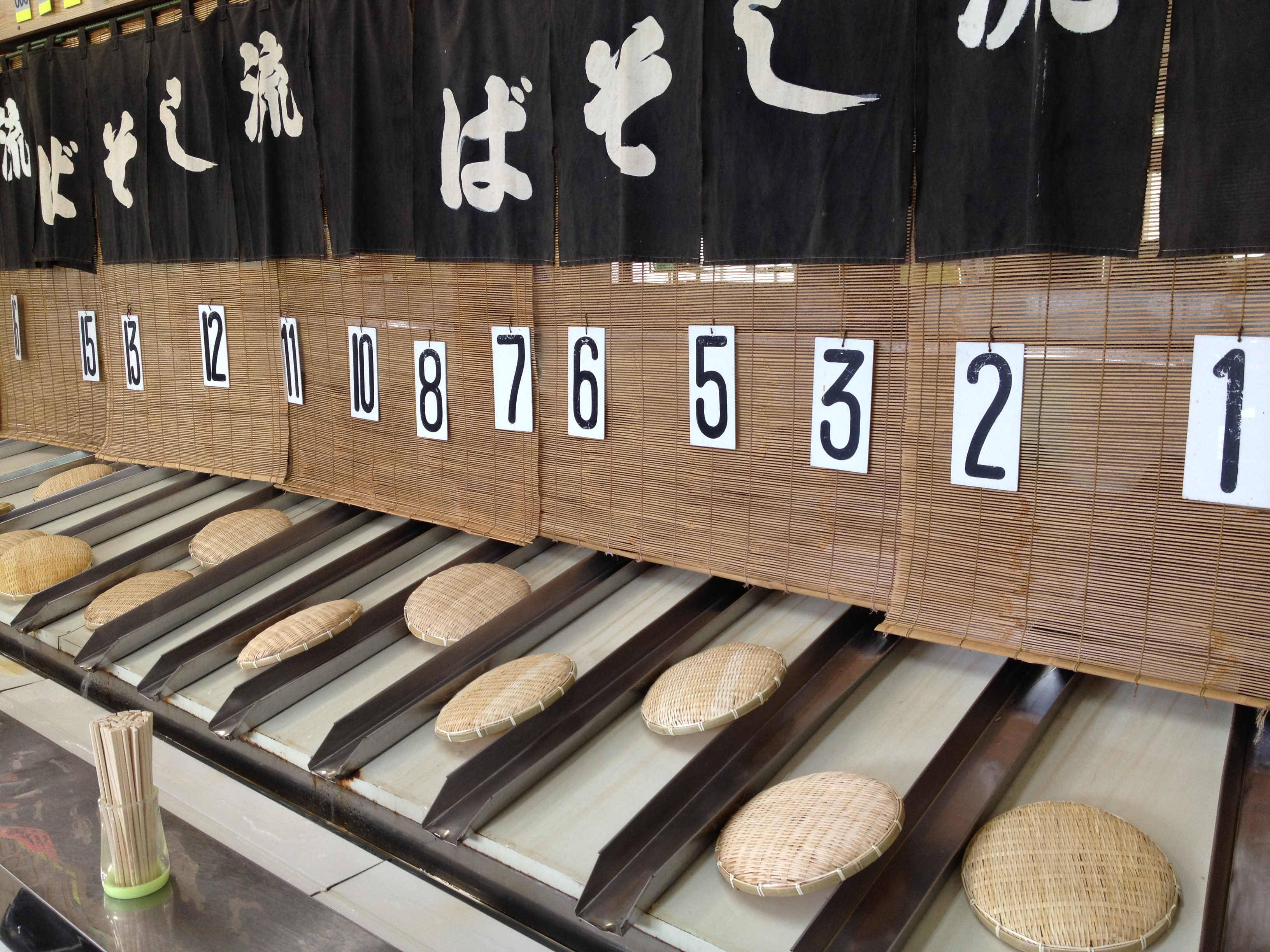
流しそば（山形県鶴岡市）

特別な具材を用いないつけ蕎麦をざる蕎麦ないし盛り蕎麦と称する。2つのメニューが並列する場合、ざる蕎麦のほうがやや高い値段がつけられていることが多い。
元来、ざる蕎麦と盛り蕎麦の区別は、蕎麦の器（容器）の違い（ざる蕎麦は竹ざるに乗せる）と、蕎麦つゆの違い(みりんを含むか含まないか)だったが、その後は海苔のかかったものを「ざる蕎麦」、かかっていないものを「盛り蕎麦」と呼んで区別している。ほかに、器の名を転じて品書きが「せいろ」、「皿そば」などとされる場合もある。
ざる蕎麦の発祥は、深川の州崎弁財天前にあった伊勢屋が、蕎麦を竹ざるに乗せて出したところ評判が良く、大いに売れたことによる。他の蕎麦屋がこの手法を真似ることで「ざる蕎麦」が広まった。なお、冷たい蕎麦に刻んだ海苔を散らすようになったのは明治10年（1878年）以降である。
盛り蕎麦の「盛り」の語は、現在の掛け蕎麦である「ぶっかけ」の対義語で、元禄時代に流行した「ぶっかけそば」と区別するために汁につけて食べるそばを「もり」と呼ぶようになった。したがって、ざる蕎麦の「ざる」の対義語が「盛り」ではない。

### かけ蕎麦/素蕎麦
特別な具材を加えず、熱い汁をはった蕎麦を指す。

### つけ蕎麦
従来のめんつゆや肉南蛮にみられる、めんつゆではなく、つけ麺寄りの創作つけ汁と具を用いた蕎麦。港屋、安土、七並などのお店で提供される。「肉そばあるいは肉南蛮」と「つけ蕎麦」の分類が非常に曖昧である。肉そばで有名な新橋の「港屋」系の蕎麦屋は「肉そば」、見た目はつけ麺でも麺は「日本蕎麦」なのが「つけ蕎麦」と分類するのが正しいとされている。

### きつね蕎麦/冷やしきつね蕎麦

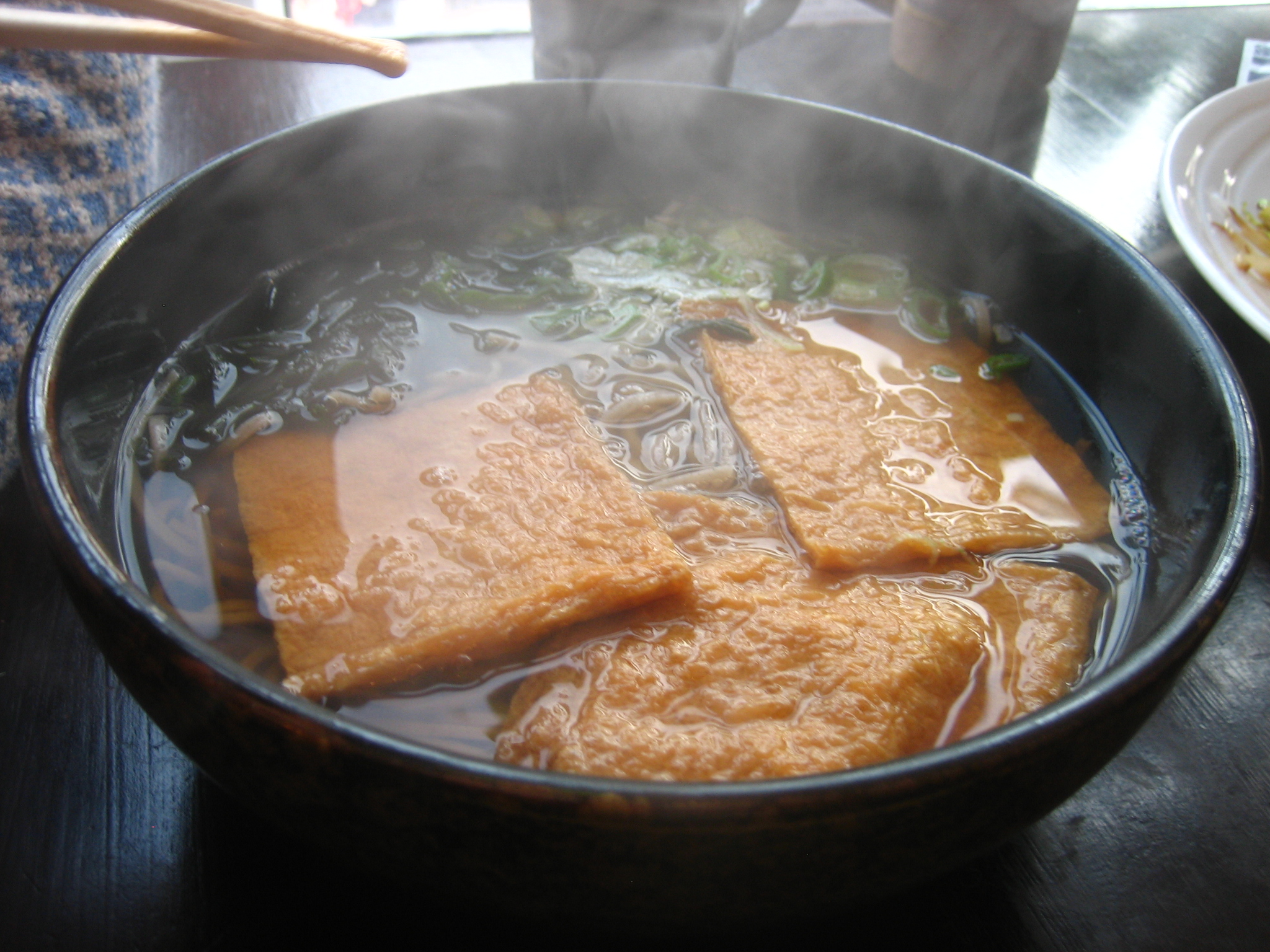
きつねそば（英国ブライトン）

かけ蕎麦で、甘く煮付けた油揚げ（狐の好物とされる）を具とするもの。細切れを載せる地方もある。ぶっかけ蕎麦でも用いられ、特に「冷やしきつね蕎麦」と称することがある。この場合は細切りが多い。

### たぬき蕎麦/冷やしたぬき蕎麦

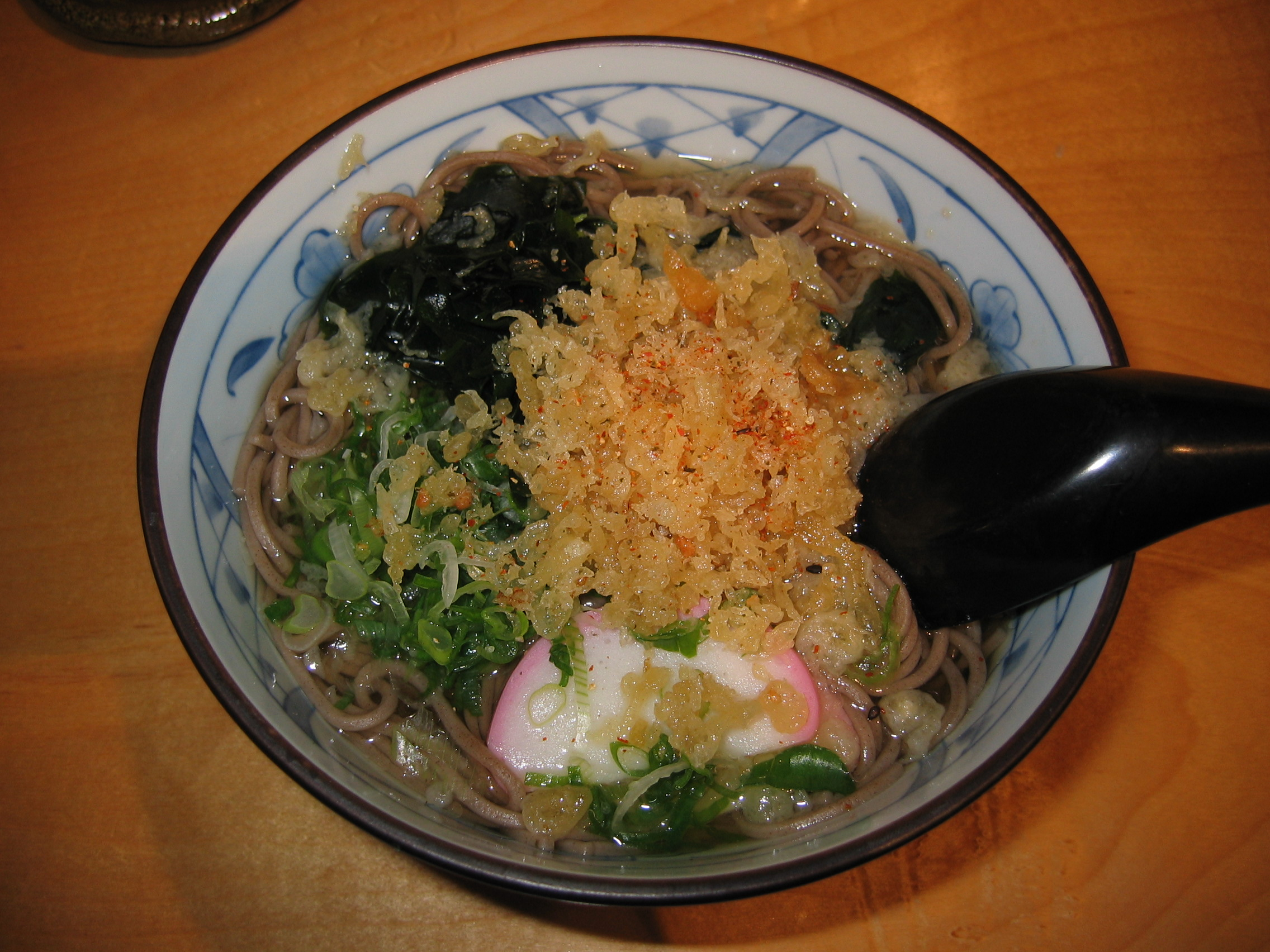
たぬきそば

かけ蕎麦で、天かす（揚げ玉）を具とするもの。天ぷらのかわりにのせる=「タネ」がない、つまり「タネ抜き」がなまって「たぬき」、あるいは天ぷらの代わりとして「騙す」意味からきた呼び名とされる。ぶっかけ蕎麦でも用いられ、特に「冷やしたぬき蕎麦」と称することがある。

### 天ぷら蕎麦/天ざる蕎麦
天ぷらを具とするもの。江戸時代中期に貝柱や芝海老のかき揚げなどを載せたのが始まりという。伝統的な蕎麦屋においてはエビの天ぷらを2本並べて乗せるスタイルが定番とされてきたが、近年では精進揚げやイカなどエビ以外の種を組み合わせる店も多くなっている。
立ち食い店においては事情が異なり、単に天ぷらと言えばかき揚げのことを意味する。関東地方ではたまねぎを主体とした大ぶりのものが用いられ、西日本やその他の地域では小海老などが申し訳程度に入った小麦粉の生地中心の薄いものが使用されることが多い。またちくわやゲソ、春菊、紅しょうがなどといった多種多様な天ぷらが提供されている。
もり蕎麦にも天ぷらが添えられ、「天ざる蕎麦」「天せいろ蕎麦」などと称する。そばつゆと別に天つゆを添える店もある。

### 月見蕎麦/冷やし月見蕎麦

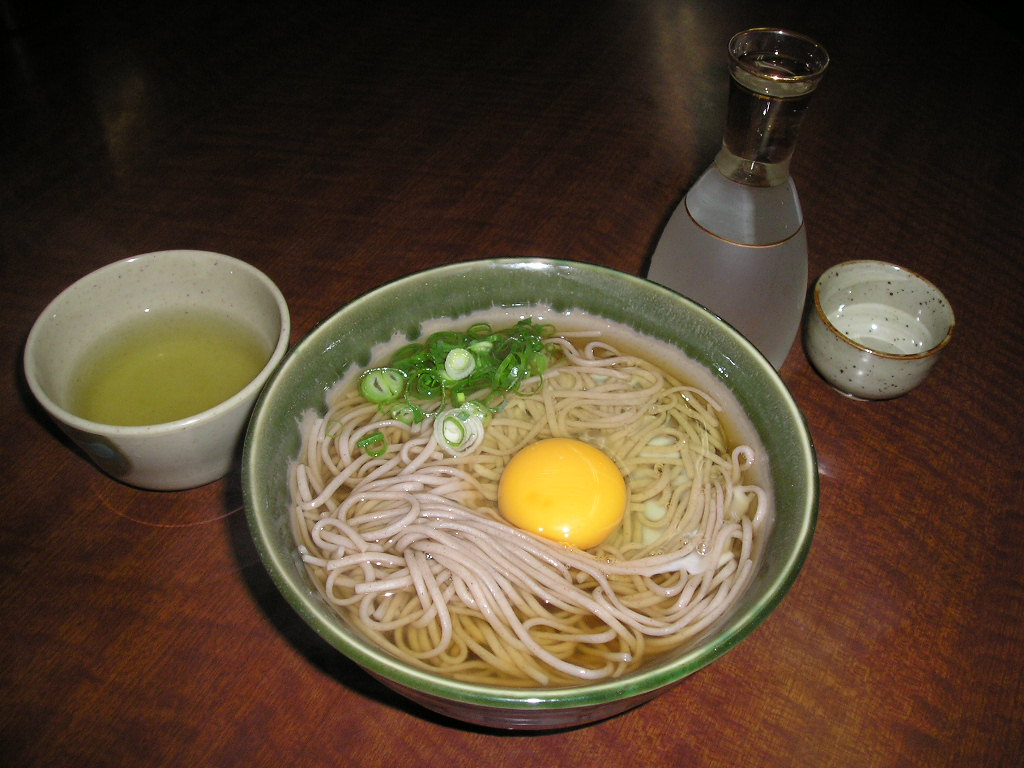
月見蕎麦

かけ蕎麦で、生卵をつゆの中に割り入れたもの。黄身を月に見立てる。ぶっかけ蕎麦でも用いられ、特に「冷やし月見蕎麦」と称することがある。この場合、生卵ではなく温泉卵が用いられることもある。

### とろろ（山かけ）蕎麦/冷やしとろろ蕎麦

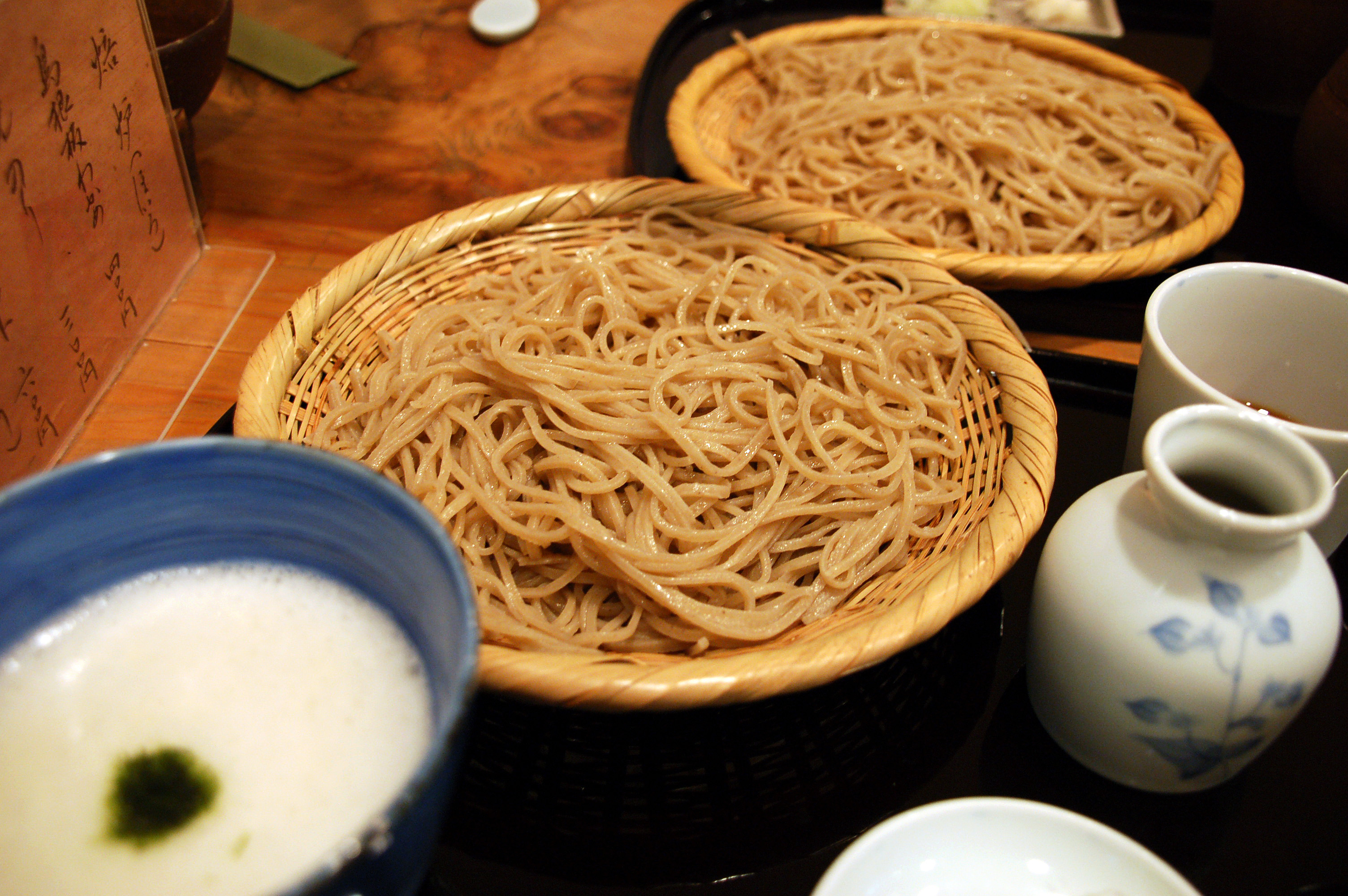
つけとろろ蕎麦（ざるに乗っているが盛り蕎麦。東京・根津にて）

かけ蕎麦で、山芋や長芋のすりおろしと卵白身をあてたものをかけた蕎麦。うずらの生卵か黄身ものせて供される場合が多い。ぶっかけ蕎麦でも用いられ、特に「冷やしとろろ蕎麦」と称することがある。つけ蕎麦でも用いられ、蕎麦猪口のつゆの中にとろろを入れて食べる。

### おろし蕎麦
ぶっかけ蕎麦で、大根おろしを具とするもの。つけ蕎麦でも用いられ、蕎麦猪口のつゆの中に大根おろしを入れて食べる。越前そばが名高い。
東海地方では、大皿もしくは丼に冷やした蕎麦を盛り、大根おろしやえびの天ぷら、刻みのりなどを添えて冷たいつゆをかけたた冷やしそばを「海老おろし」もしくは「磯おろし」と呼ぶ。

### 南蛮蕎麦
かけ蕎麦で、唐辛子や明治時代に普及したネギなどを用いて調理したもの。『嬉遊笑覧』に記述がある、文化年間に馬喰町に存在した「笹屋」が元祖とされる。名称の由来は「鴨南蛮」を参照。

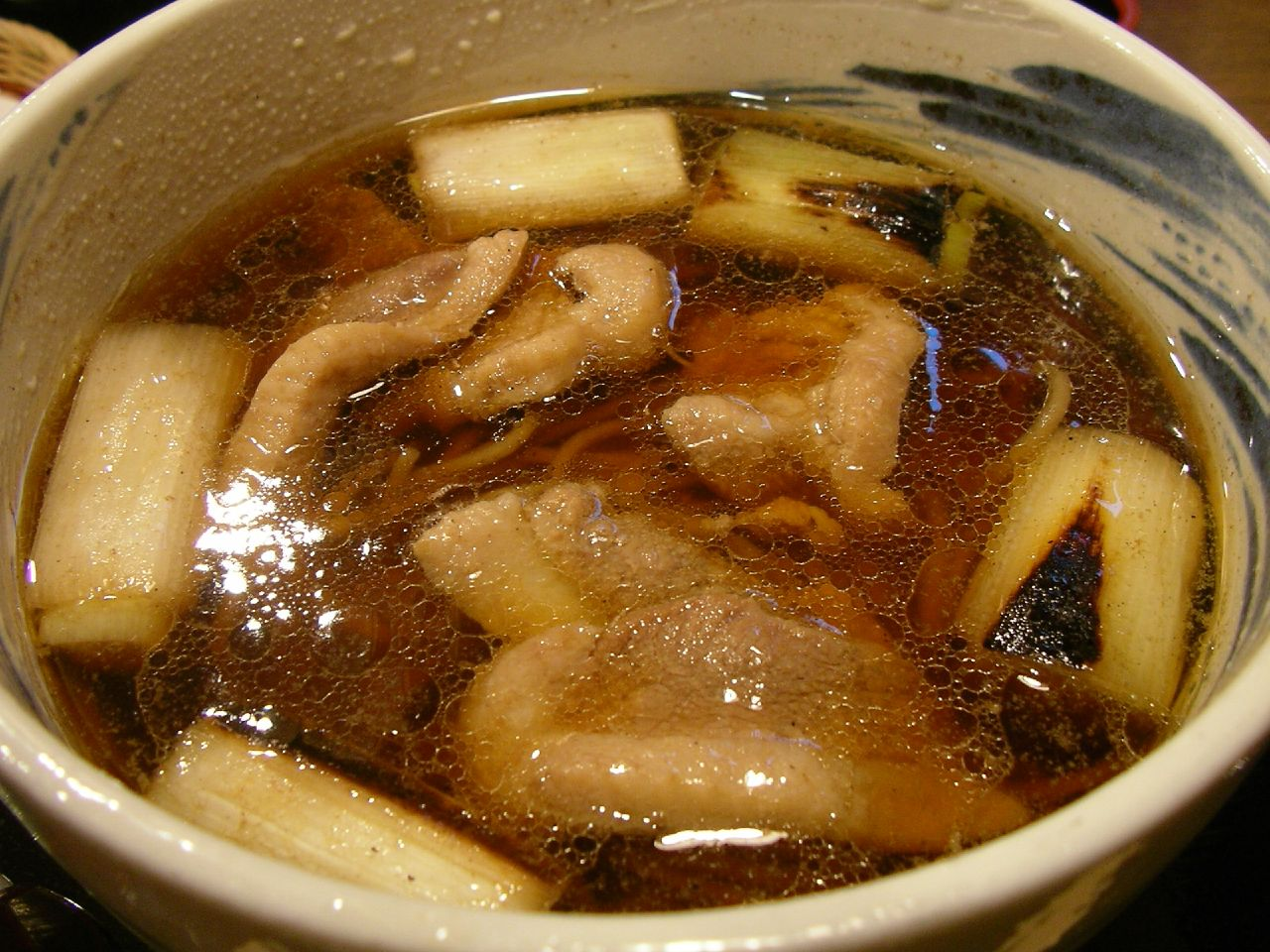
鴨南蛮
鴨肉の肉を用いたもの。
鳥南蛮
鶏肉を用いたもの。
肉南蛮
牛肉や豚肉を用いたもの。
カレー南蛮
カレー粉を蕎麦のつゆでのばし片栗粉でとろみをつけた汁をかけたもの。
考案者については以下のようにいくつか説がある。
- 明治41年（1908年）頃に東京の麻布にあった「朝松庵」で発売された。朝松庵はその後、中目黒に移転し、現在に至っている。
- 明治42年（1909年）に大阪の「東京そば」で発売された。東京そばは、朝松庵二代目の角田酉之介が開いた朝松庵の大阪支店とされる。
- 明治43（1910）年に食料品店田中屋（現・杉本商店）の杉本チヨが、そば店向けのカレー粉を研究して「地球印 軽便カレー粉」の名称で商標登録した。
- 明治40（1907）年、東京の早稲田にあった「三朝庵」が売り出した。 新しい物好きの先代朝治郎が、何か新しい物はできないかと、材料屋である杉本商店に相談したのが始まりである

天南蛮
通常の天ぷら蕎麦よりネギを多用したもの。天ぷらの分量が減っている場合もある。

### 山菜蕎麦/冷やし山菜蕎麦

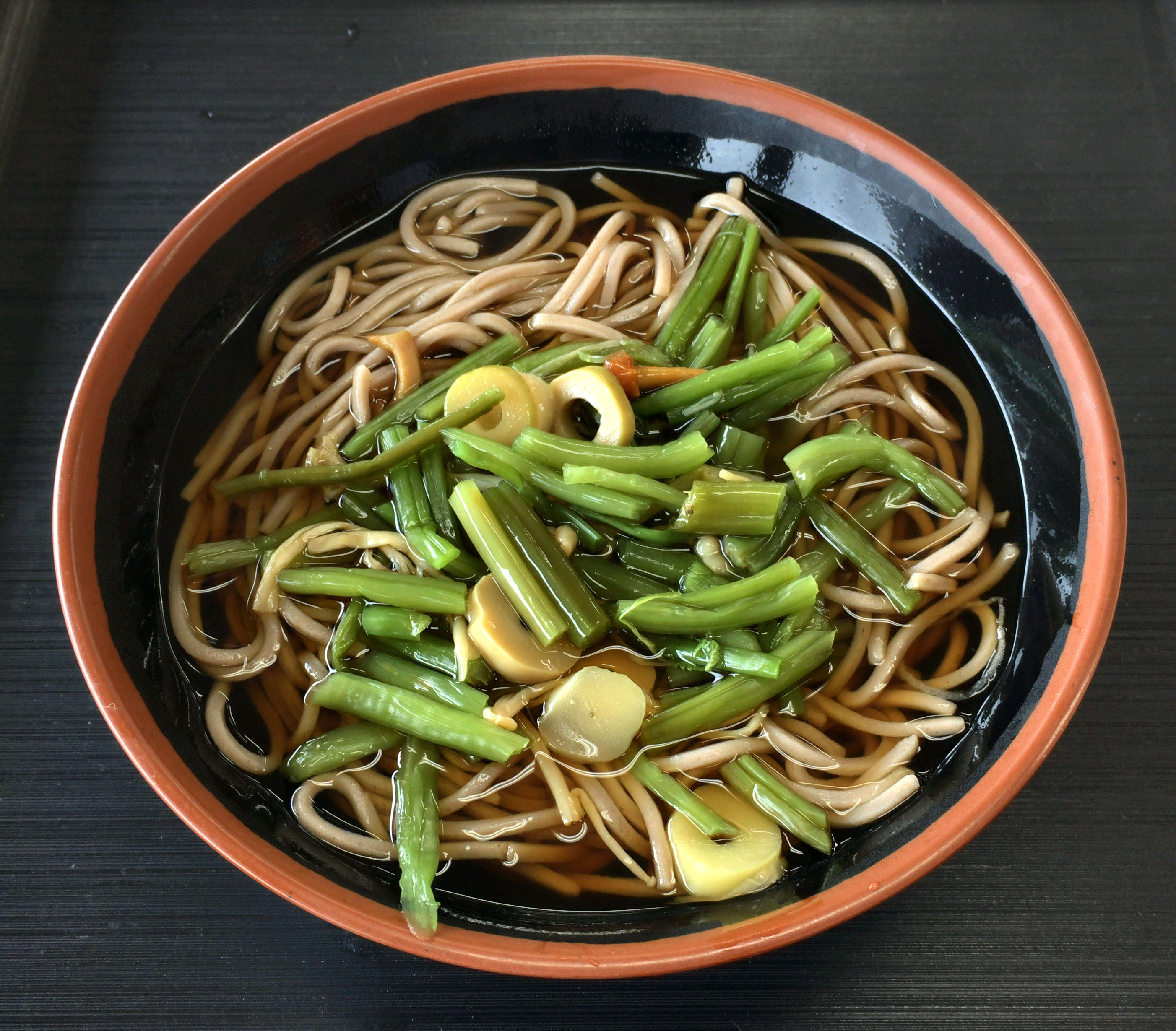
山菜そば

かけ蕎麦で、山菜水煮を具とするもの。ほとんどの場合パックの加工品が用いられる。ぶっかけ蕎麦でも用いられ、特に「冷やし山菜蕎麦」と称することがある。

### なめこ蕎麦/冷やしなめこ蕎麦

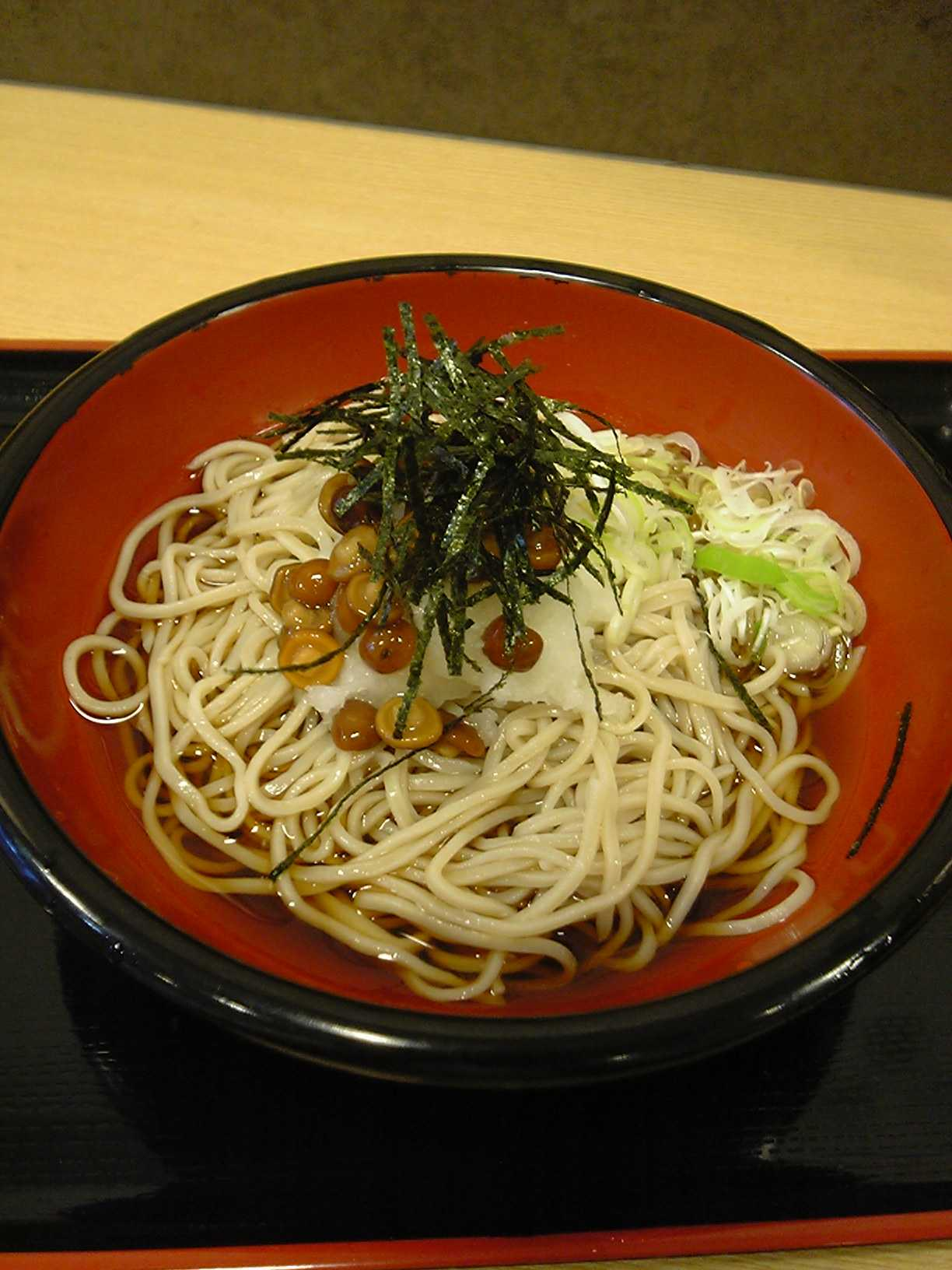
なめこおろしそば

かけ蕎麦で、ナメコを具とするもの。他のキノコ類を一緒に入れる事が多い。元は山形県内陸部など東北地方、北関東といった天然のナメコが採れる地方にて食されていた、なめこと大根おろし等を具材に用いた蕎麦。ぶっかけ蕎麦でも用いられ、特に「冷やしなめこ蕎麦」と称することがある。

### あんかけそば
片栗粉などでつゆにとろみをつけたもの。薬味としておろしショウガが用いられる。

### コロッケそば

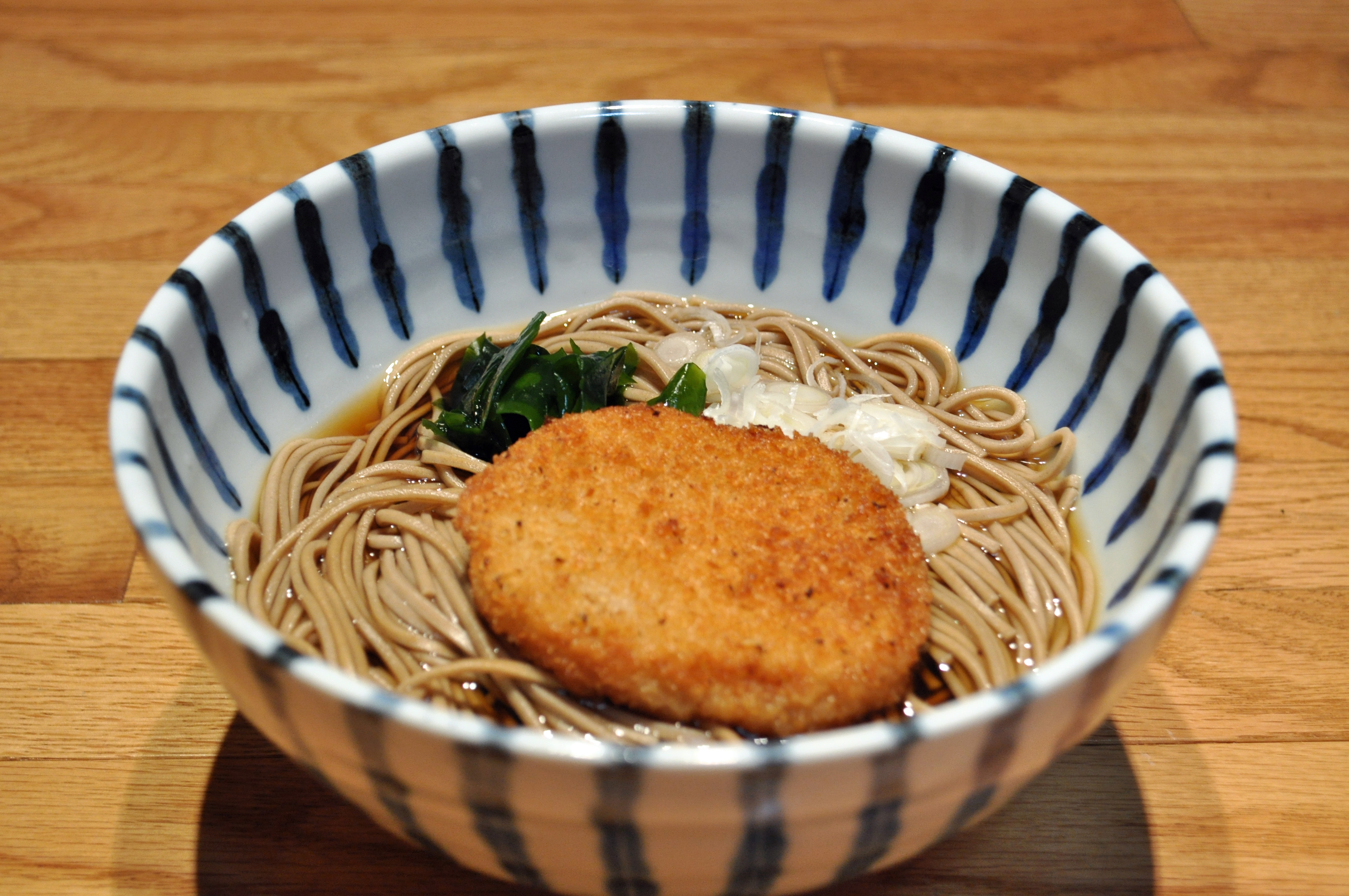
コロッケ蕎麦

コロッケ蕎麦は明治時代に東京・日本橋浜町の「吉田」が出したものを元祖とする説がある。吉田のコロッケ蕎麦は、鶏挽肉とトロロイモ、鶏卵、少量の小麦粉を混ぜた種でつくる、つくねに近い揚げしんじょを載せており、揚げ物を指すクロケットにちなんだとみられ、現代の一般的なコロッケそばとは別物である。現在は「吉田」の後を継いだ「銀座よし田」が元祖コロッケそばを提供している。
ポテトコロッケを載せた現代のコロッケそばは、大阪駅前の立ち食いそば・うどん店「麺処潮屋 梅田店」が1969年（昭和44年）の開店時以来、カレーコロッケを使った「コロッケそば」を定番メニューとして出し続けている。首都圏では小田急電鉄の駅を中心に店舗展開する「箱根そば」が遅くとも1972年（昭和47年）には提供するようになっていたが、実際いつ始めたかは不明である。その後は主に関東地方の立ち食いそば・うどん店で普及したが、これは鰹節出汁の濃いめの関東風そばつゆがコロッケに合うためであり、コロッケを独立して食べる人、そばつゆを適度に浸して食べる人、そばつゆに溶かしてポタージュ状にして味わう人がそれぞれいる。名代富士そばなどが東京のB級グルメとしてPRする活動を展開している。
近年まで他地域（特に関西圏）での知名度は低く、インターネットなどを介して発信されるや、一種のローカルフードとして注目を集めた。また、その組み合わせのインパクトが持つ話題性に乗じて即席めんも発売された。

### その他

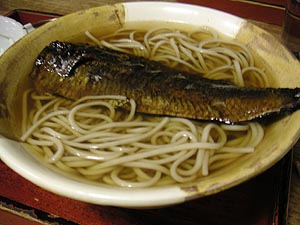
身欠きニシンを入れたニシンそば

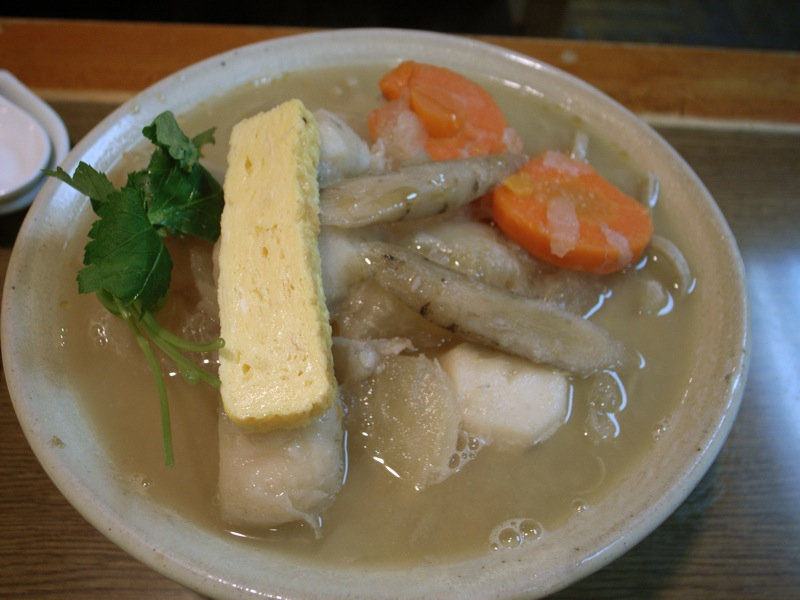
けんちんそば

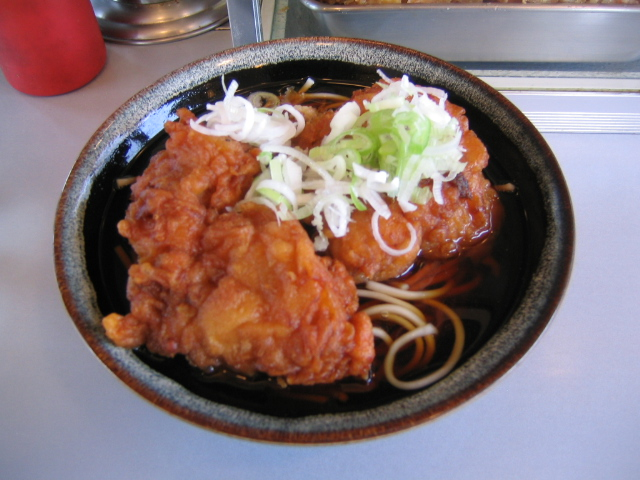
唐揚げそば

かしわ蕎麦
かけ蕎麦で、かしわ（鶏）の肉を具とするもの。
鰊（にしん）蕎麦
かけ蕎麦で、身欠きニシンの甘露煮を載せたもの。京都市が発祥とされる蕎麦。ニシンの漁場がある北海道の名物でもある。
はらこそば
かけ蕎麦で、生のイクラを具とするもの。岩手県盛岡市地域など。
おかめ蕎麦
かけ蕎麦で、蒲鉾や椎茸、伊達巻き、麩など多種類の具材を載せたもの。傍目八目から五目より具が多い意味で、また、おかめの顔を模した具材の配置をするからとも言われている。
幕末に江戸の下谷七軒町に存在した太田庵が発祥で、松茸、湯葉、蒲鉾、椎茸、ミツバがおかめの顔に見立てて配置されている。現在では、おかめの顔は再現されずに具材だけが適当にあしらわれ、松茸や湯葉は別の食材に置き換えられることが多い。
卓袱（しっぽく）蕎麦
かけ蕎麦で、「しっぽくうどん」の麺を蕎麦に換えたもの。寛延年間の江戸で、しっぽくうどんの影響を受けて成立した種もの蕎麦で、おかめ蕎麦の原型とも言われる。古典落語『時そば』の中にも「しっぽく」が出てくるが、現在の関東地方の蕎麦屋には無いことが多い。地域によっては数種類の煮込んだ野菜を具とするものを指す場合もある。
けんちんそば
かけ蕎麦で、けんちん汁、あるいはそれに準ずる具材を用いたもの。
五目蕎麦
花巻蕎麦
かけ蕎麦で、海苔を具とするもの。花巻蕎麦が誕生したのは江戸時代の安永年間（1772-81年）の頃とされる。海苔を「磯の花」として例えた事から名付けられた。『時そば』で「しっぽく」と並んで登場する。
わかめ蕎麦
かけ蕎麦で、ワカメを具とするもの。
おぼろ蕎麦
かけ蕎麦で、おぼろ昆布を具とするもの。関西地方が中心。
きざみ蕎麦
かけ蕎麦で、油抜きして短冊切りにした味付けなしの油揚げ（これを「きざみ」と呼ぶ）を具とするもの。関西地方が中心。
とじ蕎麦
かけ蕎麦で、つゆを溶き卵でとじたもの。肉類や天ぷらを卵とじにしたものもある。
焼味噌蕎麦
かけ蕎麦で、焼いた味噌をかけるもの。冷蕎麦もある。
煮こじ蕎麦
長野県佐久地域の郷土料理「煮こじ」と信州そばを一緒に食すもので、佐久商工会議所が平成25年に考案した新作料理。温かいタイプや冷たいタイプ、煮こじが麺の上に乗ったものや、様々なものがある。
とんかつそば
かけ蕎麦で、とんかつを具とするもの。
唐揚げそば
かけ蕎麦で、唐揚げを具とするもの。
ポテそば
かけ蕎麦で、フライドポテトを具とするもの。詳細は「阪急そば」参照。

### その他の食べ方

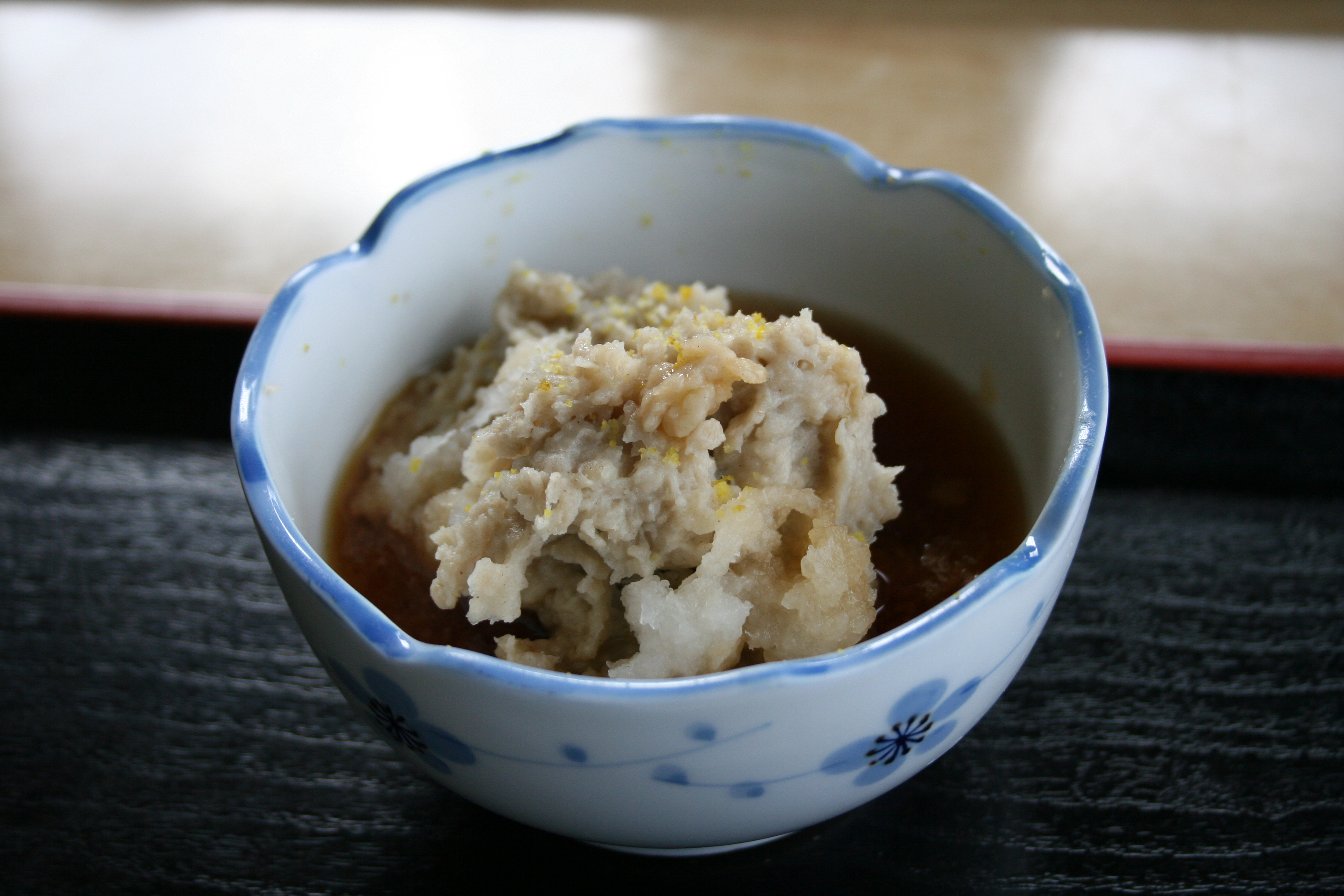
蕎麦掻き

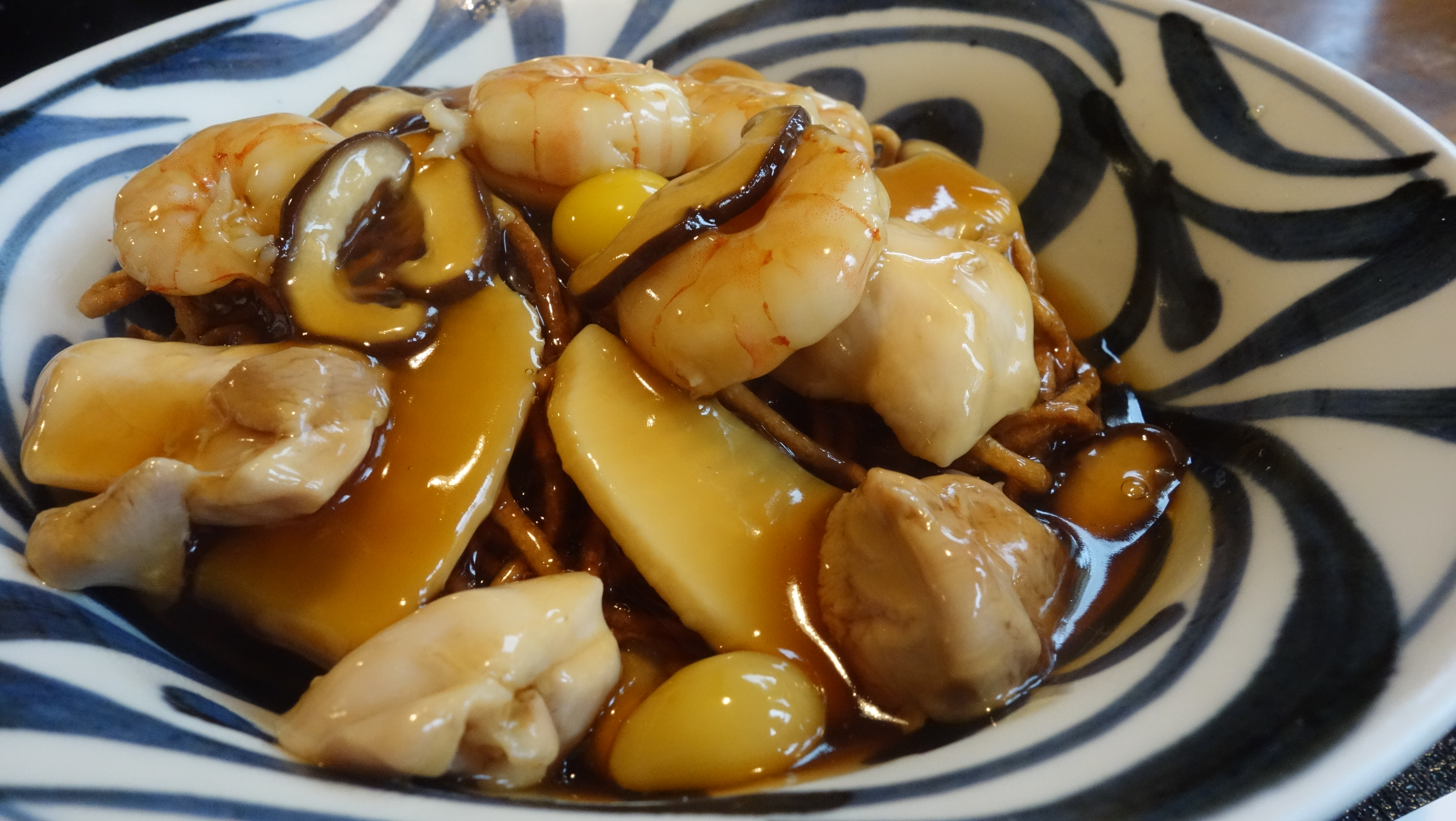
巣篭り蕎麦

蕎麦掻き（そばがき）
蕎麦粉を熱湯で練ったもの。家庭料理としては種類が多い。
蕎麦味噌、蕎麦味噌焼き
炒った蕎麦の実と味噌などを合わせたもの。酒肴として食される事も多い。
そば焼き
蕎麦でつくる焼きそば。兵庫県神戸市などで供されるすき焼き風のタレに絡めた調理法 のほか、漫画『クッキングパパ』で紹介されたレシピなど調理法は多岐にわたる。
金麩羅（きんぷら）
衣に卵黄、椿油の他蕎麦粉を用いた高級天麩羅として江戸時代に考案されたが、衣が蕎麦粉で黒くなるため高級感を欠くとの理由で卵黄、椿油のみを使用した天麩羅に移行している店舗もある。
蕎麦衣（そばころも）
蕎麦粉8に対し小麦粉2の割合で作った衣で揚げた天麩羅。野菜や白身魚などに合うとされる。
蕎麦寿司
酢飯の代わりに蕎麦を用いた寿司。
巣篭り蕎麦（すごもりそば）
油で揚げたそばに和風のあんをかけた料理。形態としては皿うどんに近い。
蕎麦餅（そばもち）
蕎麦粉と乾燥させた牛蒡の若葉などを混ぜ、小麦粉をつなぎとして加えた後に練り上げて蒸した食品。葛餅やわらびもちに近い食感の和菓子。
蕎麦饅頭（そばまんじゅう）
皮に蕎麦粉を使用した饅頭で、つなぎにすりおろした長芋を用いたものもある。
蕎麦クッキー（そばクッキー）
小麦粉の代わりに蕎麦粉を用いて作られたクッキー。
蕎麦ボーロ（そばぼうろ）
蕎麦粉を使った球状、または花状の焼き菓子。京都の菓子屋が発明した。数店が元祖を名乗っている。
蕎麦花林糖（そばかりんとう）
小麦粉の代わりに蕎麦粉を用いて作られた花林糖。
蕎麦パン（そばパン）
蕎麦粉と小麦粉を5:1の割合で混ぜて卵1個と砂糖・塩少々を加えて練り上げて卵焼き風に焼いたもの。
蕎麦ソフトクリーム
ソフトクリームに蕎麦茶を加えた香ばしさのあるソフトクリームで夏季に信州地域で販売されている。
かっけ・そばはっと
そば生地をそばはっとは短冊形に、かっけは三角形に切ったもので、大根や豆腐の鍋物に入れたり、ネギ味噌やニンニク味噌などで味付けして食べる、青森・岩手の郷土料理。
蕎麦米汁（そばごめじる）・蕎麦米雑炊（そばごめぞうすい）
脱穀したソバの実を炊いて雑炊として食べる徳島県の郷土料理。また、ソバの実を吸い物の具として利用する事もある。
おやき
おやきの皮の材料にそば粉が用いられる事がある。

## 蕎麦湯
蕎麦湯（そばゆ）とは、蕎麦を茹でた後に釜の中に残る湯、つまり、蕎麦の茹で汁のことである。蕎麦を茹でると、蕎麦粉などが湯の中に散らばってゆき、結果、蕎麦を茹でれば茹でるほど徐々に湯が濁ってくる。あまりにも濁りが濃くなってくると、茹でている最中に蕎麦同士がくっつきやすくなる他、場合によっては蕎麦の風味が変わることもある。このため、蕎麦を供する店舗のように、同じ釜の中で蕎麦を次々と茹で上げる場合は、これが濃くなり過ぎないように、蕎麦の茹で汁の一部を釜の中から取り出して、新たに湯を加える必要に迫られる。この時、取り出した蕎麦の茹で汁が、蕎麦屋で供される蕎麦湯である。

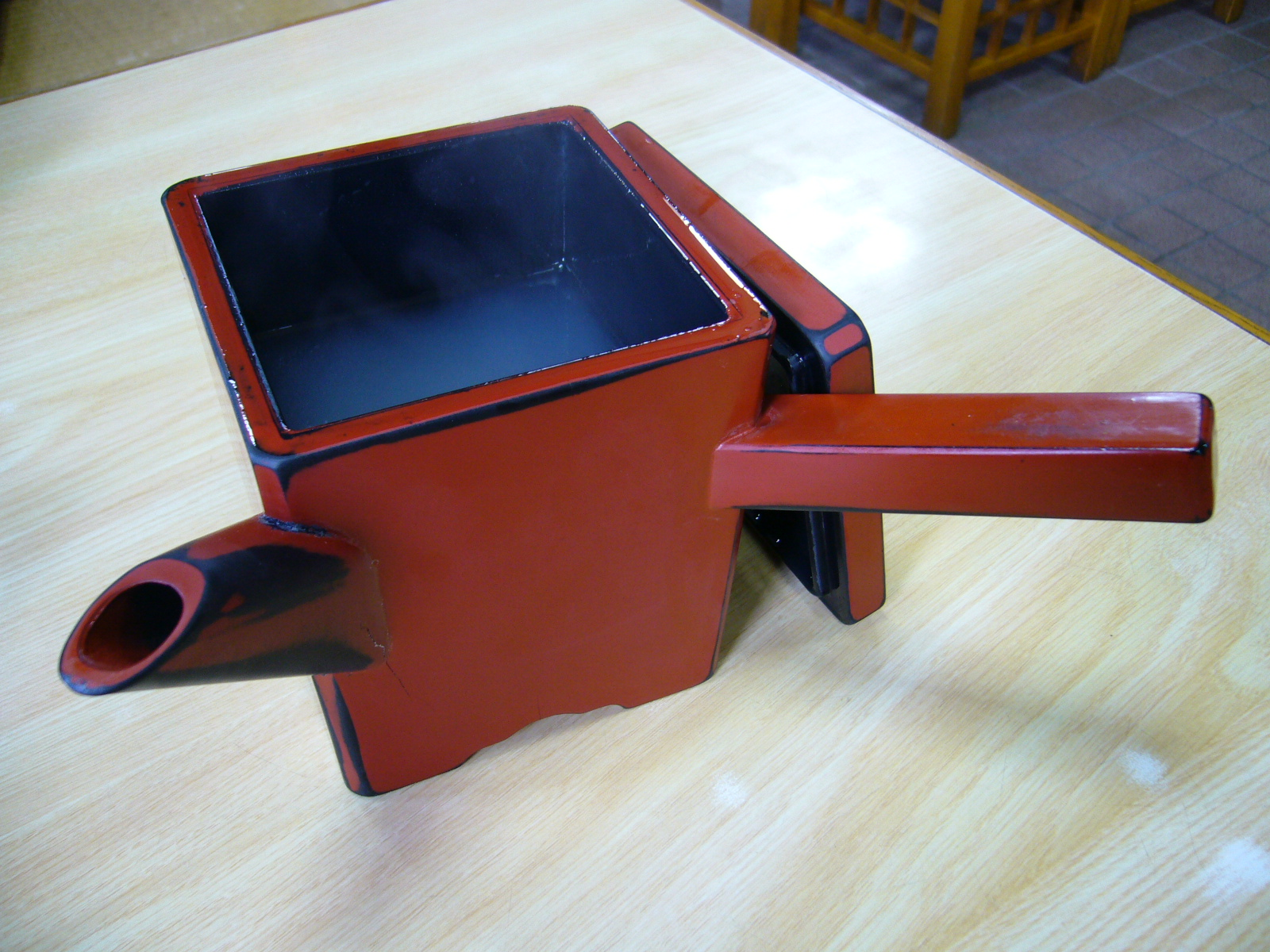
蕎麦湯の入った湯桶

蕎麦を提供する店舗の場合、蕎麦湯は浸け麺の蕎麦に添えて湯桶などで飲用に、通常は無料で出す。客は、蕎麦湯を残った蕎麦つゆに湯桶から注ぎ入れて割り、最後の締めに飲む。ほとんどの店では、蕎麦を食べ終わる時間を見計らって蕎麦湯の湯桶を時間差で提供している。一方で、蕎麦と同時に提供する店もあり、さらには薬缶等に入れてテーブルに供し、客が好きに注いで飲む店もある。
飲み方としては、残った蕎麦つゆを割って飲む方法、蕎麦つゆを割らず蕎麦湯のみを飲む方法、残った蕎麦つゆをいったん捨てて新しい蕎麦つゆと蕎麦湯を割って飲む方法もあり、個人の好みにしてよいとされる。
通常温かい蕎麦に蕎麦湯は提供されない。しかし、江戸そばのように特に濃い蕎麦つゆを蕎麦湯で割って飲みたい場合などに、注文に応じる店がある。
蕎麦湯の文献上の初出は元禄10年（1697年）の 人見必大による『本朝食鑑』であるとされる。そこに「呼蕎麦切之煮湯稱蕎麦湯而言喫蕎切後不飲此湯必被中傷若雖多食飽脹飲此湯則無害然未試之」（蕎麦切りを食べた後で蕎麦湯を飲まねば病気になる、また過食して腹が飽脹しても蕎麦湯を飲めば害がないというが試したことはない）と伝聞調の記述が見られる。また、寛延4年（1751年）の日新舎友蕎子による『蕎麦全書』の中に「先年所用の事ありて信州諏訪を通る事有り。信濃そばとて名物を聞居ければ、旅宿にてそばを所望せしに、其そば製大きによし。成程名物程の事有り。然るにそば後直に蕎麦湯を出して飲しむ」という記述がある。そこでは「そば後直に蕎麦湯を飲む時は食するそば直に下腹に落着て、たとえ過食すとも胸透きて腹意大きによろしき物也」と整腸作用のために飲むと説明されている。直前に「江戸にてはそば切を人に振舞時、そばの後、定って吸物とて豆腐の味噌煮を出す。能麺毒を解すと云伝ふ」ともあるように、この時代には麺類は毒という考え方が存在していた事も確認できる。また薬膳では蕎麦は涼寒性食品、新舎友蕎子が蕎麦を微寒と記しているほか諺に“蕎麦食ったら 腹あぶれ”というものもあり、冷たい蕎麦を食べた後に温かくする事が病気予防になるとされていた事が窺える。
俳句の世界における蕎麦湯は歳時記に冬の季語として紹介されている。これは蕎麦切りの茹で湯という副産物ではなく、前述の蕎麦湯の文献上の初出の時代には大変貴重な砂糖と蕎麦粉を溶いた蕎麦がき状のものを指し、和菓子の文脈に近い、似て異なるものであったと考えられる。ただし、こちらの解釈でも体を温めるものという認識があった事は窺える。享和3年に出版された『東海道中膝栗毛 後篇 乾坤』では、三島宿の旅籠で相部屋となった「護摩の灰」（泥棒、詐欺師）に路銀を盗まれた弥次喜多が、原宿（現在は静岡県沼津市）の蕎麦屋で一杯ずつ食べた後に、なおも腹を満たそうとして蕎麦湯を所望し、さらに「薬を飲むからもっとくれ、ただし醤油がないと効かないから一差ししてくれ」などと言って鱈腹飲む描写がある。
医学の発達した現代には、文献上に見られる整腸作用よりは、冷やしの蕎麦つゆの味覚を楽しむという目的に変わっていった。その場合、直接飲むには味が濃いので、蕎麦湯で割って飲むことで出汁やかえしの風味を楽しむという理由付けである。しかし、塩分のとりすぎが日本人の高血圧症の原因との指摘が散見されるようになって以降、蕎麦つゆで割った蕎麦湯の塩分に注意する旨の表示も見られ、蕎麦湯のみを飲む人も増えてきた。よって、蕎麦湯に残った蕎麦の余韻、蕎麦湯そのものを味わう楽しみにも焦点があてられるようになった。名水が有名な地方などでは、ゆで湯の水の味を重視して良質な水をゆで湯に使用し、蕎麦粉の濃度は低い蕎麦湯を出す店もある。
なお、蕎麦湯に水溶性の栄養分が溶け出しているために蕎麦湯を飲むという説 があるが、ルチンについては不水溶性なので、食品添加物として水溶性が高いα-グルコシル-ルチンを加えていない限り蕎麦湯から摂取しようとする方法は現実的ではない ものの、特に生そばでは打ち粉に蕎麦粉を用いていればその限りではない。他の栄養素に関しては、生そばの場合は蕎麦の茹で時間が30-60秒と極めて短く、溶け出す量は限られるので開店直後の蕎麦屋の釜や家庭の鍋から汲み上げた蕎麦湯に溶け出している栄養素には期待できないが、朝の開店から時間が経過した蕎麦屋で半抜きのために釜から汲み上げた濃度の高い蕎麦湯には澱粉質、たんぱく質が蓄積されている。前述のように、サラッと薄い蕎麦湯に文句を言う客のためであるとか店主のこだわりにより蕎麦粉などを溶かし込んでいる場合も結果的には同様の成分になる。冷えた蕎麦を食べた後で澱粉質により葛湯のようにとろみがついた温かい蕎麦湯を飲む事で体が温まる事も健康に寄与すると考えられている。
蕎麦湯を飲む習慣については地域差もあり、特に関西地方ではあまり一般的ではないと言われる。『産経新聞』が2017年に大阪市で街頭インタビューを行った結果によれば、そもそも蕎麦湯の存在を知らないとする回答者が約半数を占めたほか、蕎麦湯の存在を知っていてもそれを飲む行為を否定的に捉える回答者が多かった。2018年にJタウンネットが行ったアンケート調査でも、蕎麦湯を必ず飲む人間の比率は東日本の68.3%に対し西日本は48.5%、特に関西地方に限れば35.4%と低い値が出ている。
酒類を提供している蕎麦屋の一部では、そば焼酎（乙類）を蕎麦湯で割ったものを「蕎麦湯割り」として提供する店がある。家庭などで、そば焼酎の楽しみ方として紹介される場合は、出来上がりを安定させるために蕎麦粉を溶いて作った蕎麦湯が用いられるほか、蕎麦湯に梅干を加える飲み方もある。

## 蕎麦屋

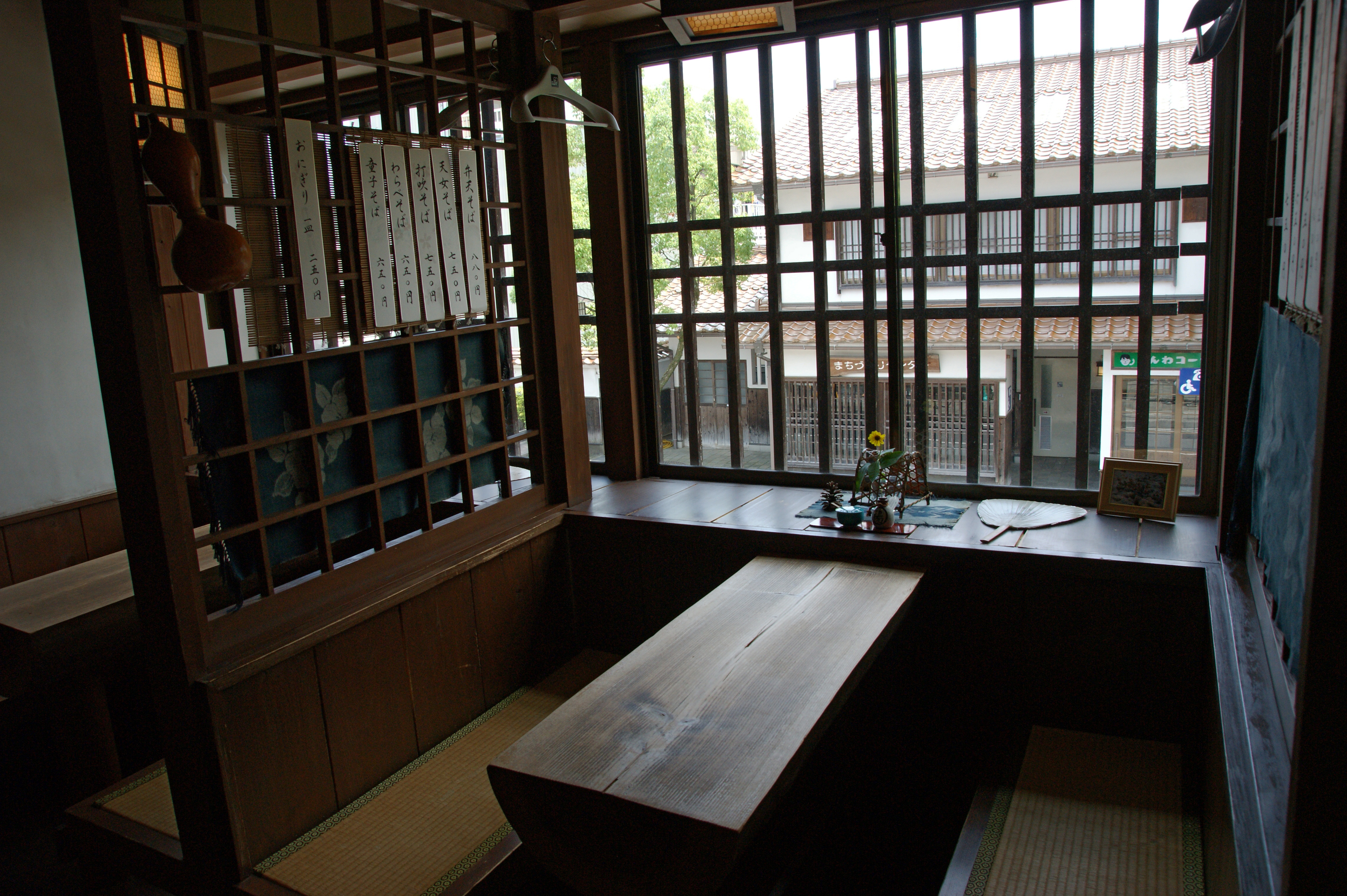
蕎麦屋店内の例

通常、蕎麦を食わせる店は蕎麦の専門店、もしくは蕎麦とうどんのみを扱う店であることが多く、これを蕎麦屋（そばや）という。蕎麦屋は江戸時代中期頃から見られる商売で、会席や鰻屋に比べると安価で庶民的とされる。蕎麦が好まれる江戸には特にその数が多く、関東大震災以前は各町内に一軒もしくは二軒の蕎麦屋があるのが普通だった。
蕎麦屋の文献上の記載は、文政12年（1829年）の『文政町方書上』に蕎麦屋が3軒あったと記載されているうちの1軒が寛永18年（1642年）から店を構えていたとされる。屋台形式の移動店舗は江戸時代後期に書かれた『三省録』『近世風俗志』『昔々物語』等に、寛文4年（1664年）に「けんどん蕎麦切」の店が現れたとの記述がある。また、貞享3年（1686年）に江戸幕府より出された夜間の煮売り禁止対象に「うどんや蕎麦切りなどの火を持ち歩く商売」という意味の記載があり、寛文10年（1670年）のお触書には記載が無いことから以降の16年で夜間の屋台販売を代表する存在になっていった事が窺える。これらの屋台形式の蕎麦屋は、時代や業態によって「二八蕎麦」「夜鷹蕎麦」「風鈴蕎麦」などとも呼ばれた。
| 西暦   | 年号     | 文献                          | 記載 |
| ------ | -------- | ----------------------------- | --- |
| 1642年 | 寛永18年 | 文政町方書上（1829/文政12年） | 「蕎麦を出す店が3軒ある」（うち2店は寛永より営業、大田屋は寛永18年（1642年）には店売りをしていたとされる） |
| 1659年 | 万治2年  | 東海道名所記                  | 「東海道中に4軒のうどん・蕎麦を出す茶屋がある」「京都の遊郭島原の茶屋で饂飩・蕎麦を売っている」            |
| 1662年 | 寛文2年  | 洞房語園（1720/享保5年）      | 「寛文2年から後、江戸町二丁目の仁左衛門がけんどん蕎麦を銀目五分で売り始めた」                              |
| 1664年 | 寛文4年  | 昔々物語（1689/元禄2年）      | 「けんどんうどん・蕎麦切りが出来た」                                                                       |
| 1676年 | 延宝4年  | 日次紀事                      | 「京都では9月から翌年1月にかけて夜そば売りが行われる」                                                     |
| 1686年 | 貞享3年  | 幕府御触書                    | 「蕎麦切りを含む夜中の煮売り禁止」（寛文10年の御触書には蕎麦切りの記載が無い）                             |
| 1690年 | 元禄3年  | 東海道分間絵図                | 東海道中に蕎麦切り専門の茶屋が21ヵ所描かれている                                                           |
| 1692年 | 元禄5年  | 万買物調方記                  | 「江戸にはけんどん屋（提重）が5軒ある」と記載されている（けんどん箱の上位版が提重）                        |

蕎麦切り自体は、保科正之の高遠そば、仙石政明の出石そば、本山宿における大名への献上記録、将軍家に献上された武鑑の記録などから身分の高い人物でも食べるものになっていた。しかし、江戸時代の蕎麦屋は庶民のための店であり、武家や公家などの間では人目につく蕎麦屋で外食する機会がなかった。有職故実の大家だった伊勢貞丈の『貞丈雑記』にて「古くありし物なれ共、表向などへ出さざる物故、喰様の方式なども記さざるなるべし」と記している。これは、蕎麦切りをマナーで縛るような記述を避けたとも考えられる。ところが『三省録』では「下賎のものは買ひて食ひしが、小身にても御旗本の面々調へて（=買って）食ふことなし、近年いつとなく、調へて食う様には成りたり」と記している。「武士は食わねど高楊枝」さながらに、かつては生活が苦しくとも旗本となれば蕎麦屋で食べることなどなかったが、最近では食べるようになったようだという趣旨である。このことから、少なくとも伊勢貞丈の没年である天明4年（1784年）から『三省録』の天保14年（1843年）の版の60年の間には武家も蕎麦屋に来店していたと推測される。武士の意識変化だけではなく、蕎麦屋の店構えにも変化があったためとも考えられる。もっとも『寺坂信行筆記』に元禄15年（1703年）12月14日の赤穂事件の折、集合場所に向かう前に「亀田屋」という店で数名が蕎麦切りを食べたと記されている点から、家督や作法を重んじる必要の無い職位の武士・浪人は以前から蕎麦屋に来店したようである。
近代の蕎麦屋には、蕎麦を中心に品数があまり多くなく酒を飲ませることを念頭においた発展をしている店がある。そのような蕎麦屋の酒を「蕎麦前」と称する。現在でも同程度の蕎麦屋とうどん屋を比べると、出す酒の種類は蕎麦屋のほうが多いのが普通である。主なメニューは、各種の蕎麦や酒のほかに、種物（たねもの）の種だけを酒の肴として供する抜き（ヌキ、天ぷら、かしわ、鴨、卵、など、天ぬきの項も参照）や蒲鉾=「板わさ」、わさび芋、焼海苔、厚焼き玉子、はじかみショウガと味噌、また場合によっては親子丼といった丼物など。また店によっては、茹でた蕎麦を油で揚げた揚げ蕎麦が品書きにあることもある。これは箸休め、あるいは乾き物として酒肴にされる。
太平洋戦争以前の蕎麦屋には、蕎麦を食べる以外の様々な用途があった。まず、町内の人間が湯の帰りなどに気軽に立ち寄り、蕎麦を手繰ってゆく格式ばったところが無い店である。またその一方で現在の喫茶店のように、家に連れてきにくい客と会ったり、待ち合わせをしたりする場合にも用いられた。たいてい一階が入れこみ、二階が小座敷になっていることが多く、二階は込み入った相談、男女の逢引、大勢での集まりなどにも用いられたという。戦後はこうした雰囲気も徐々に薄れてきたが、今も静かな雰囲気で風情を楽しむことができる店も存在する。

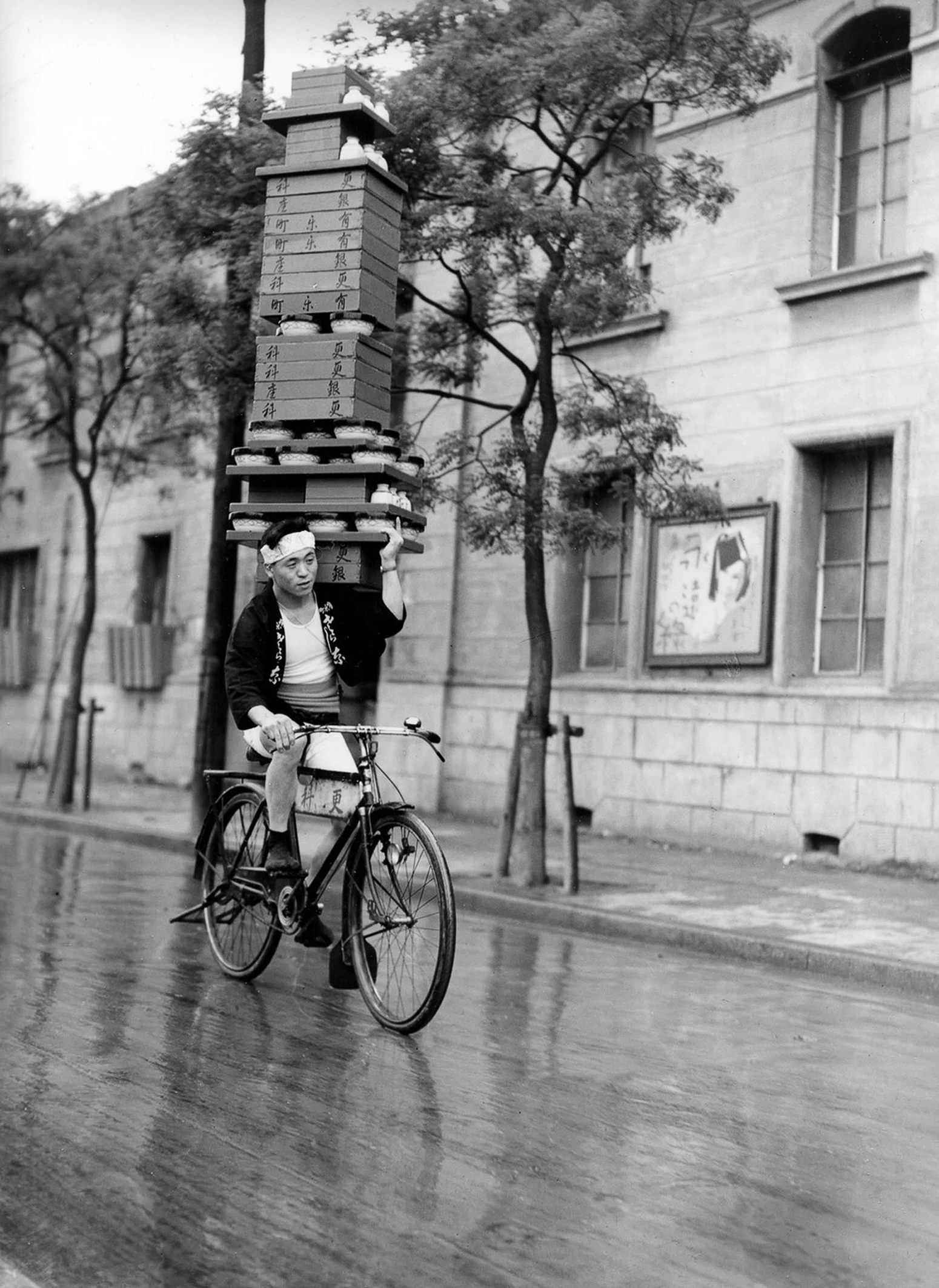
蕎麦屋の出前（1935年）

蕎麦屋には出前という宅配サービスを提供している店がある。もとより蕎麦は長時間の持ち運びに適さない食物であるが、むかしは蕎麦屋の数が多く、出前の範囲も比較的狭かったために、蕎麦は店屋物の代表格だった。ちょっとした客をもてなすために、あるいは年越し蕎麦を一家で食べるために、町内の蕎麦屋から出前を取る風習は江戸時代から見られるものである。1950年代半ば、東京23区内には約2800軒の蕎麦屋があり、日に平均120万食が出たといわれた。しかし店で食べて帰る客は少なく、9割が出前だった。
出前には、岡持ち（おかもち）と呼ばれる取っ手のついた箱型の道具が用いられた。たいていは店の使い走りが蕎麦を出前し、後で丼や蒸籠などの器を引き取りにゆくことが多かった。戦後は自転車やオートバイを利用することも多く、高く積み重ねた蒸籠を曲芸さながら肩に担いで片手でハンドルを握る姿は、当時の蕎麦屋の象徴でもあった。ホンダのスーパーカブは、この蕎麦屋の出前の片手運転に使えるよう、クラッチレバーを廃した設計としたという逸話も残っている。現在、オートバイでは出前機を用いる方法が普通になり、蒸籠担ぎの曲芸はあまり見られなくなった。勘定はかつては空き丼を回収するときに支払ったが、現在は配達時に支払う。
また、鉄道駅やその周辺地域、ビジネス街などの市街地・商業地域、あるいは遊園地、野球場や競馬場などの遊興施設などにて、客が店内のカウンターで立ったまま食べる（立ち食い）・簡易椅子に腰掛けて食べるスタイルの営業形態を基本とした立ち食い蕎麦屋も多数存在する。
江戸時代、浅草の称往院（現在は世田谷区の烏山寺町に移転）境内にあった道光庵という塔頭の僧がそば打ちの名人で、当時のそばの番付で上位の常連になるなど有名になったため、称往院には「そば切り寺」の異名がついた。そば屋の屋号に「庵」をつけるものがあるのはその名残である。

## 日本各地での蕎麦文化

### 蕎麦の嗜好

#### 東京
蕎麦専門店だけではなく、うどんも提供する店もありこのような店も「蕎麦屋」と呼ぶ。立ち食い店も多い。蕎麦と酒を楽しむ趣向もある。江戸時代には製麺技術が全国的に普及していなかったため、ほとんどの地方では麺としての蕎麦・うどんはハレの日のご馳走であり、蕎麦屋のある江戸などの都会において蕎麦・うどん文化は開花してゆく。しかし、江戸時代中期以降、江戸での蕎麦切り流行に伴って、うどんを軽んずる傾向が生じたという。
江戸でうどんよりも蕎麦が主流となった背景には、水質や、出汁の原料、醤油の質、男女比や労働層、文化の特殊性などさまざまな要因があるが、食事からの栄養の多くを白米で摂取したことにより、ビタミン類の欠乏により生じる「江戸患い（えどわずらい）」と呼ばれた脚気を、ビタミンB1を多く含む蕎麦を食べることで防止・改善できたことにもよる。また、蕎麦に含まれるルチンの成分が酒呑みの高血圧や動脈硬化を抑える効果があることも人気の一環であったと思われる。
蕎麦とうどんの抗争を酒呑童子退治になぞらえた安永期の珍品黄表紙『化物大江山』（恋川春町作）は、当時の江戸人の蕎麦・うどんへの価値観の一面を描いている。源頼光役は蕎麦、悪役の酒呑童子はうどんである。なぜか、「ひもかわうどん」だけは蕎麦側についており、蕎麦一色だった江戸でも例外的に人気があったようだ。
以後、江戸→東京では、「夕方早くに蕎麦屋で独り、種物の蕎麦を肴に酒を飲む」ことが、「粋」を見出す高い価値付けさえ生じるようになった。江戸では、蕎麦を食べることを「手繰る」（たぐる）ともいう。このような言葉を使うこと自体、1つの気取りと言える。
夏目漱石の『吾輩は猫である』（明治38年（1905年））でも、粋人を気取るハイカラ遊民・迷亭が「うどんは馬子の喰うもんだ」とうそぶき、上がり込んだ苦沙弥先生宅で勝手に蕎麦の出前を取って一人で喰う描写がある。蕎麦食いの講釈をとうとうと垂れ、薬味のわさびの辛さに涙しつつやせ我慢で耐えて蕎麦を呑み込む迷亭のいささか俗物的な面も否めない粋へのこだわりぶりに比べ、胃弱症の苦沙弥先生が「うどん好き」であることで、うどんの印象は相対的に冴えないものとなる。
同じく漱石作品の『坊っちゃん』（明治39年（1906年））においても、江戸っ子である“坊っちゃん”が松山で天ぷら蕎麦を注文する一場面が見られる。

#### 近畿
近畿における蕎麦処の筆頭は兵庫県豊岡市出石町（出石城下町）で、皿そば「出石そば」は広く知られている。これは江戸時代に蕎麦の本場だった信州上田藩の藩主仙石政明が出石藩に国替えとなった際に大勢の蕎麦職人を連れて来て以来の伝統とされる。なお、山陰地方として捉えた場合に出石と並ぶ蕎麦処とされる島根県出雲地方の「出雲そば」も信州松本藩の藩主松平直政が松江藩に国替えになった際に大勢の蕎麦職人を連れて来て以来の伝統とされる点で出石そばと共通の由来を有している。
京都は古くからの蕎麦屋が多い。これは背後に控える丹波地方でそば作りが盛んだったためである。また、有名なニシンそばは幕末に生み出されたものであり、古くから京都にあった惣菜である「ニシン昆布」に発想を得ている。全体的に見れば、大阪と同じくうどんの方が好まれる傾向にあるが、大阪のようにそば屋がうどんを提供する場合は極めて稀である。
大阪では「そば」より「うどん」の方が一般的に好まれるとされ、好みが東京とは全く逆である。うどん屋が利用者のニーズに応えて「そば」も出しているという概念が強く、蕎麦屋であってもうどんを提供する店も存在する。また、出汁は元来うどんに用いる前提で作られた、淡口醤油を基調とした透き通ったものを用いることが多い。たぬき（油揚げの乗ったそば）やとろろ昆布が乗ったこぶそばは、大阪が発祥である。また、そばは産地の関係か一般に黒そば、田舎そばなどとと呼ばれる殻ごと碾いたものが好まれる傾向にある。

### 日本の農山村における蕎麦
日本の農山村において、伝統的に蕎麦切りはもてなしの料理だった。焼畑でソバを栽培していたような山村にあっても、蕎麦切りは祭礼や正月、来客時のごちそうであると認識されていた。どこの家でも素人ながらに蕎麦打ちの技術を持っており、来客があると、家の主人もしくは主婦が蕎麦を打ち、食事として供した。
食べ方としては、にんじんや椎茸などを細切りにして煮込んだ澄まし汁やみそ汁をつけ汁にして、もりで食べる。また、蕎麦粉の節約のため、細切りの大根（薬味とは異なる）や、春にはセリなどをゆでて、麺と混ぜて盛りつけて食べることもあった。一方、蕎麦掻きは、作るのが簡単であることもあり、普段、農作業の合間に口にするような食べ物だった。他にも、その他の雑穀類と同様、団子にしたり、野菜を煮立てた中に蕎麦粉を入れてかき混ぜるような食べ方もあった。食糧の自給をほとんどしなくなったことや、都会風の蕎麦の食べ方の普及により、地域ごとに特色のあった蕎麦の食べ方は廃れつつある。

### 各地の名物そば
ソバは痩せた土壌や冷涼な気候でも栽培できたことから、北は北海道から南は鹿児島まで、山間地や新規開拓地で盛んに生産された。また、やませによるイネの冷害が多かった地方では、救荒食としても重要であった。なお、各地の有名・老舗蕎麦店、立ち食い蕎麦屋、蕎麦チェーン店などについてはそれぞれ関連項目を参照。

#### 東北地方

##### 青森県
津軽そば（弘前市）
元々はつなぎに大豆を使い、手間を掛けて作られる蕎麦を指していたものの、その手間から作る人や店が減少したことによって津軽地域で食べられる通常のそばを指すことも多くなった。「挽きたて」「打ちたて」「茹でたて」の三たてがよいとされる江戸前のそばとは異なり、あえて茹でおきのそばをかけで食べるという特徴がある。
白神そば（西目屋村）
南郷そば（八戸市）

##### 岩手県
わんこそば（花巻市・盛岡市）

##### 秋田県
石川そば（八峰町）
江戸時代よりそばの栽培が行われていた。そば粉のつなぎとして豆乳を使用しているのが特徴。
西馬音内そば（羽後町）
つなぎにフノリを用いた蕎麦。冬でも冷たいツユをかけて食される。

##### 山形県

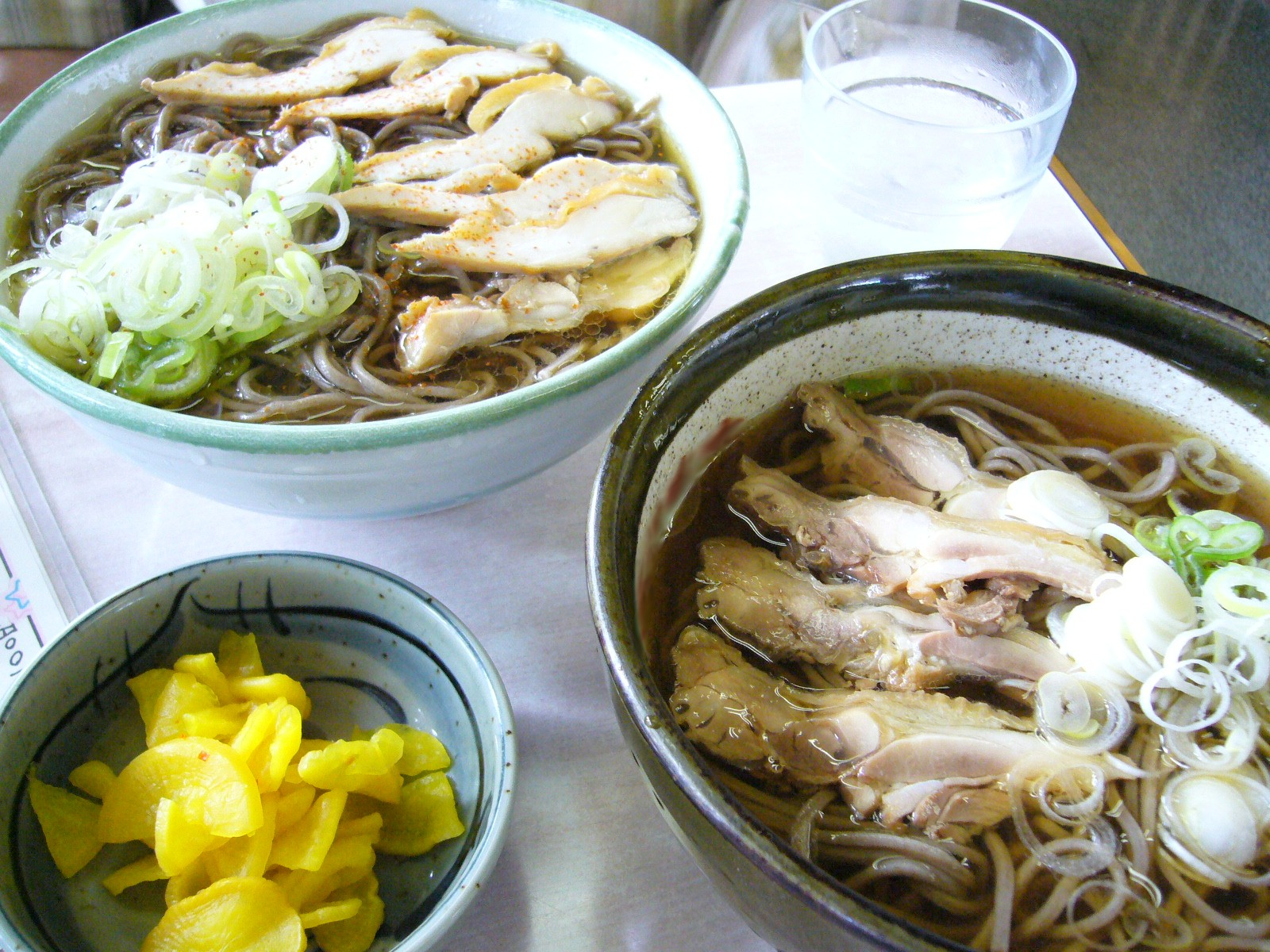
冷たい肉そば

板そば（山形県村山・置賜・最上）
ざるではなく木で作られた長方形の浅い箱状の器に薄く均一に盛られる。蒸籠に盛られるより水分の吸収が蕎麦に適している。通常は盛り蕎麦の3 - 5人前の量である。
冷たい肉そば（河北町谷地）
茹でた鶏肉の薄切りを具材に用いた蕎麦

山形そば（山形市）
蕎麦店が江戸に誕生してから時間をおかず、蕎麦に関する技術が山形に伝わって定着し、常食されるようになった。松尾芭蕉の『奥の細道』の随行者・河合曾良の「曾良旅日記」に羽黒山で蕎麦を食べた記述がある。
天童そば（天童市）
手打そばが観光資源となっていて、また乾麺も生産されている。
金俣そば（遊佐町）
鳥海山の山腹に位置する金俣の気候が生産に適しており、香り高いそばになる。
むきそば（酒田市）
蕎麦の実をむいて茹でたものにダシ汁をかけて食べる。そばを名乗るが、麺でなく粥である。
天保そば（山形市、他）
天保の大飢饉の際に後世を想って俵に詰め保存された蕎麦の実が、平成11年に福島県の浜通り（天保当時は相馬中村藩）の古民家の屋根裏から発見され、研究室や試験場へ託した後に山形県内の製粉所が約160年ぶりに発芽させたもの。他品種との交雑を避けるため、本土から30㎞近く離れた日本海沖合の飛島でのみ栽培されている。

##### 福島県
裁ちそば（南会津地方）
つなぎ粉を一切使わない生地で脆く畳むのが難しいため、生地を伸ばした後に数枚から十数枚重ねて裁つように切るところから、こう呼称されるようになった。
磐梯そば（磐梯町・猪苗代町）
地産そば粉と名水百選にも選ばれている磐梯西山麓湧水群の天然水を使用した蕎麦である。磐梯そばの知名度向上と地域活性化を目的として2007年に磐梯町で「第13回日本そば博覧会 in 会津・磐梯」が開催された。
山都そば（喜多方市山都町）
喜多方市山都町宮古地区で有名なことから「宮古そば」とも言う。つなぎを一切使用しない、地産そば粉と伏流水を使用した蕎麦でである。
高遠そば（南会津郡下郷町大内宿）
会津松平家の初代藩主保科正之は大変なそば好きだったと伝えられており、また二十数年信濃国高遠藩との密接な関わりがあり、この地域ではみそ味（みそ+大根おろし+ネギ）のそばつゆ「からつゆ」にて蕎麦が食されていた。その後、保科正之が陸奥国会津藩23万石と大身の大名に引き立てられたことがきっかけで、この「からつゆ」蕎麦の食べ方も会津地方に伝わり、発祥地の名を取って「高遠そば」と呼ばれるようになったが、その名が逆に会津から高遠地区に伝わって「からつゆ」蕎麦を「高遠そば」とも呼ぶようになり、それに対して出汁の効いた醤油味のつゆは「あまつゆ」とも呼ぶ。現在福島県の高遠そばは南会津郡下郷町の大内宿の名物として有名である。当地では箸が用意されず、付け合せの長ネギを用いて食す事が特徴である。

#### 関東地方

##### 茨城県
金砂郷そば（常陸太田市）
常陸太田市金砂郷地区は茨城県の奨励品種「常陸秋そば」の発祥地であり、その旧町名をそばのブランド名として復活させた（商標登録日本第4873108）。

##### 栃木県
今市そば・日光そば（日光市）
日光市今市地区は、ソバ生育に適した気候と地形だったことから古くからの産地で、蕎麦屋は老舗や町おこしの観光資源として新たに誕生した店もあり、地域活性化の一環として秋には「日光そばまつり」が行われている。

##### 群馬県
上州そば（主に利根郡周辺、ほか群馬県全域）
蕎麦の色が濃く、強い風味とコシ、太めの麺が特徴。

##### 東京都
深大寺そば（調布市・三鷹市）
元禄年間、天台宗東叡山寛永寺貫首公弁法親王に蕎麦切りを献上し賞賛を得てから知名度が上がり、その後一般庶民に広まった。
とろろ蕎麦（八王子市高尾山）
大正時代、山を登る参拝客に精をつけてもらおうと麓の店が提供したのが始まりといわれている。地域おこしの観光資源として、冬季に京王電鉄と「冬そばキャンペーン」実行委員会によって「高尾山の冬そばキャンペーン」が開催されている（2008年（平成20年）現在6回目）。
あられそば（東京都）
小柱（バカガイの貝柱）を具にした温かい蕎麦。小柱をかき揚げにして具にする店舗もある。

##### 神奈川県
秦野のそば（秦野市）
タバコ耕作の裏作としてソバが作られ 神奈川県内一の産地となっており、新かながわの名産100選 に選定された。

#### 中部地方

##### 新潟県

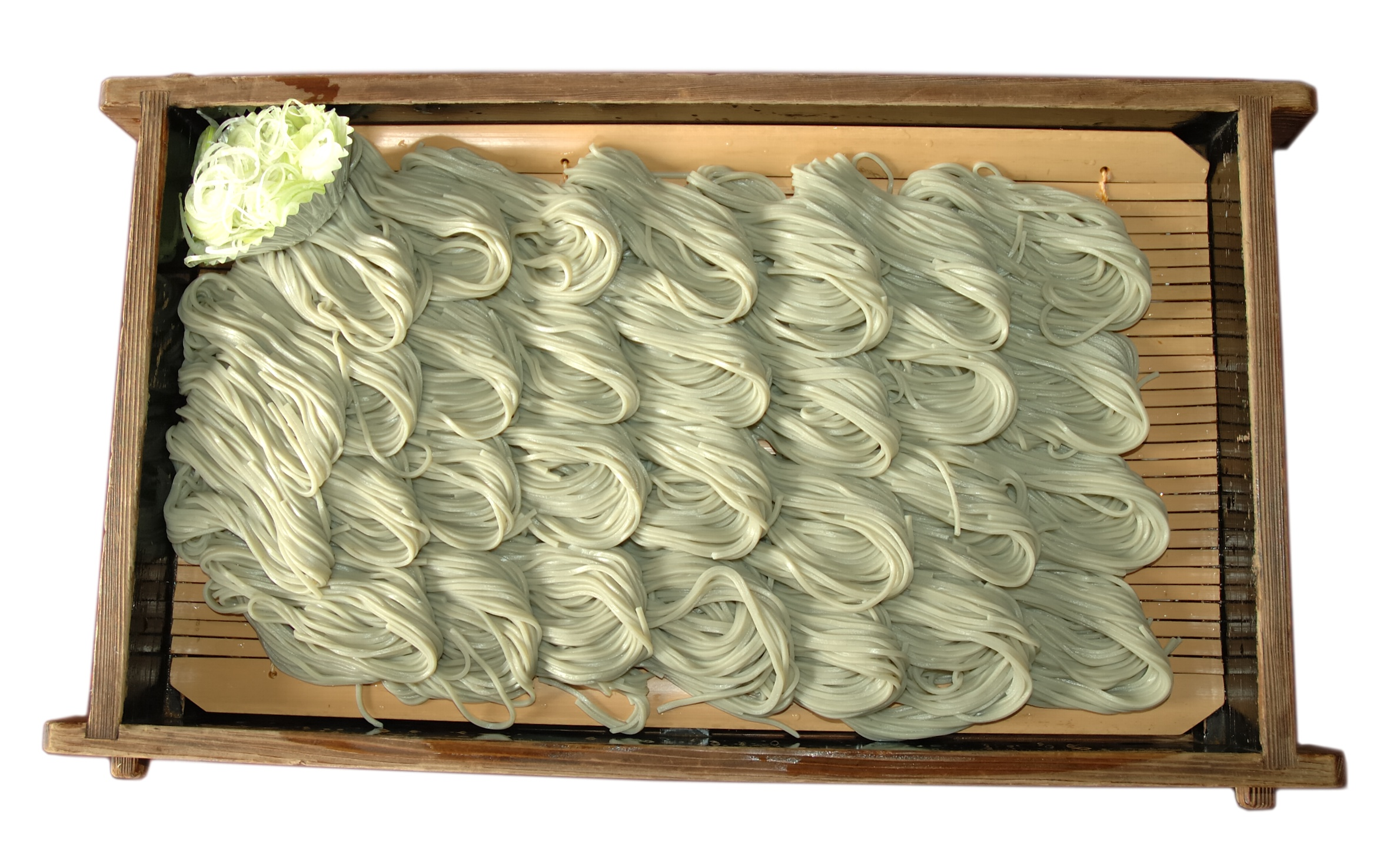
へぎそば

へぎそば・布海苔そば・十日町そば（十日町市・小千谷市）

つなぎに、布海苔を使用し、生麺の他に乾麺も製造しており、地産地消運動を奨励し、そば打ち体験ができるスポットもある。
しらうお（素魚・白魚）そば（佐渡島）
シラウオを具材に用いた蕎麦
大崎そば（佐渡島）
地元産で石臼挽きのそば粉100%で作った麺と、だしはアゴ（トビウオ）を用いた蕎麦。「うまい本物の蕎麦を作って食べよう」という発想から生まれ、併せて郷土料理を食べたり大崎地区の伝統芸能を鑑賞できる等地域活性化の催しとなっている「大崎そばの会」が昭和53年（1978年）より毎年11月後半から12月初旬に行われている。

##### 富山県
利賀そば（南砺市）
元々は、つなぎは玉子でそれにそば粉100%で作る蕎麦だったが、麺が切れやすく食感の好みも分かれるため、近年この地域にある蕎麦店では各店毎に独自性を出した蕎麦を作っている。冬には「南砺利賀そば祭り」が催されている。

##### 石川県

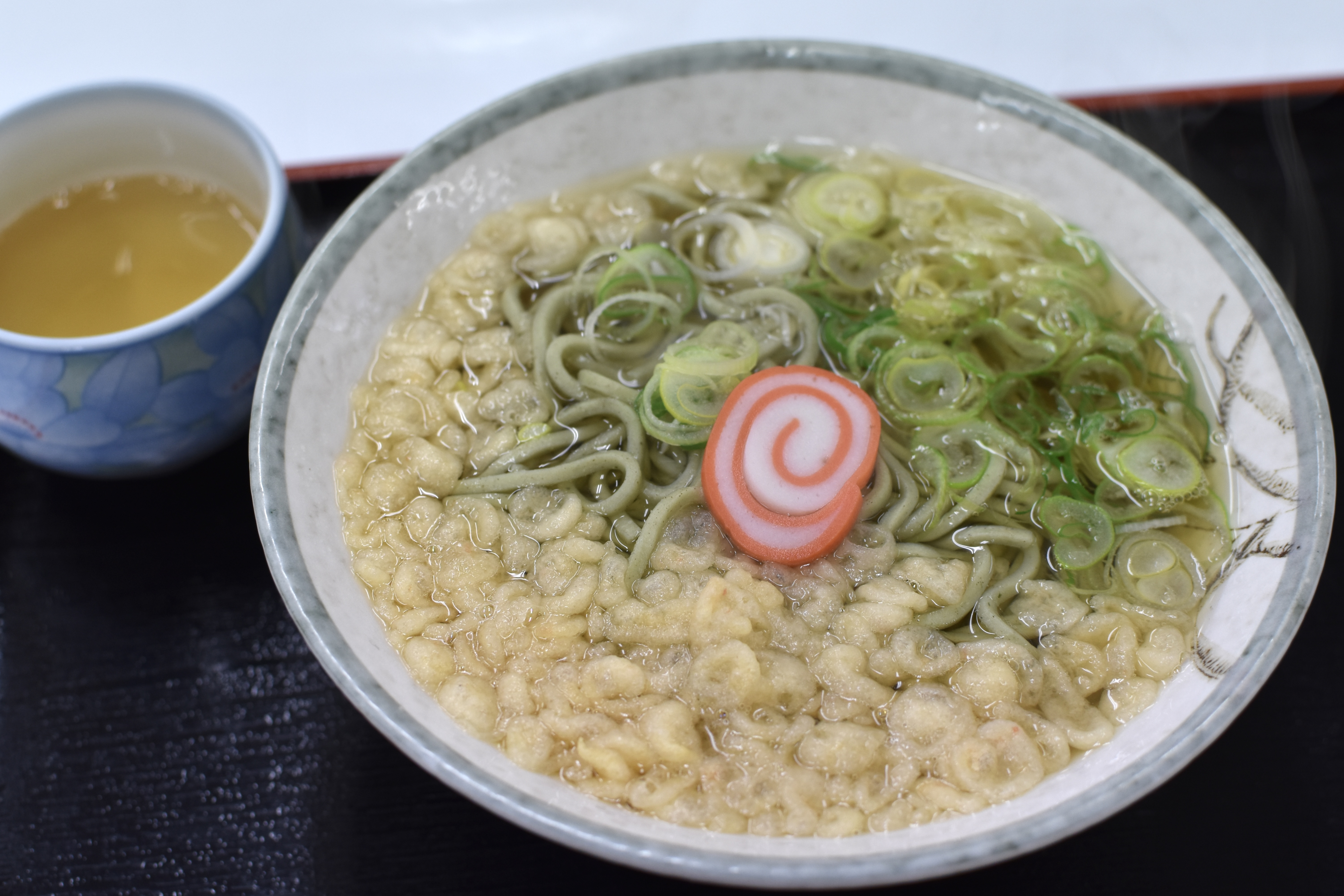
倶利伽羅そば

門前そば（輪島市）
能登半島産のそば粉とつなぎには自生する自然薯を使った蕎麦。
鳥越そば（白山市）
白山市鳥越地区産そば粉を使用した蕎麦で、毎年秋に「鳥越そば花まつり」「鳥越新そばまつり」が行われている。
倶利伽羅そば（津幡町）
倶利伽羅山で採れる山牛蒡の葉を使用した蕎麦。淡緑色でコシが強いのが特徴。「倶利迦羅そば普及会」が存在し、不動寺境内の食堂などで供されている。

##### 福井県

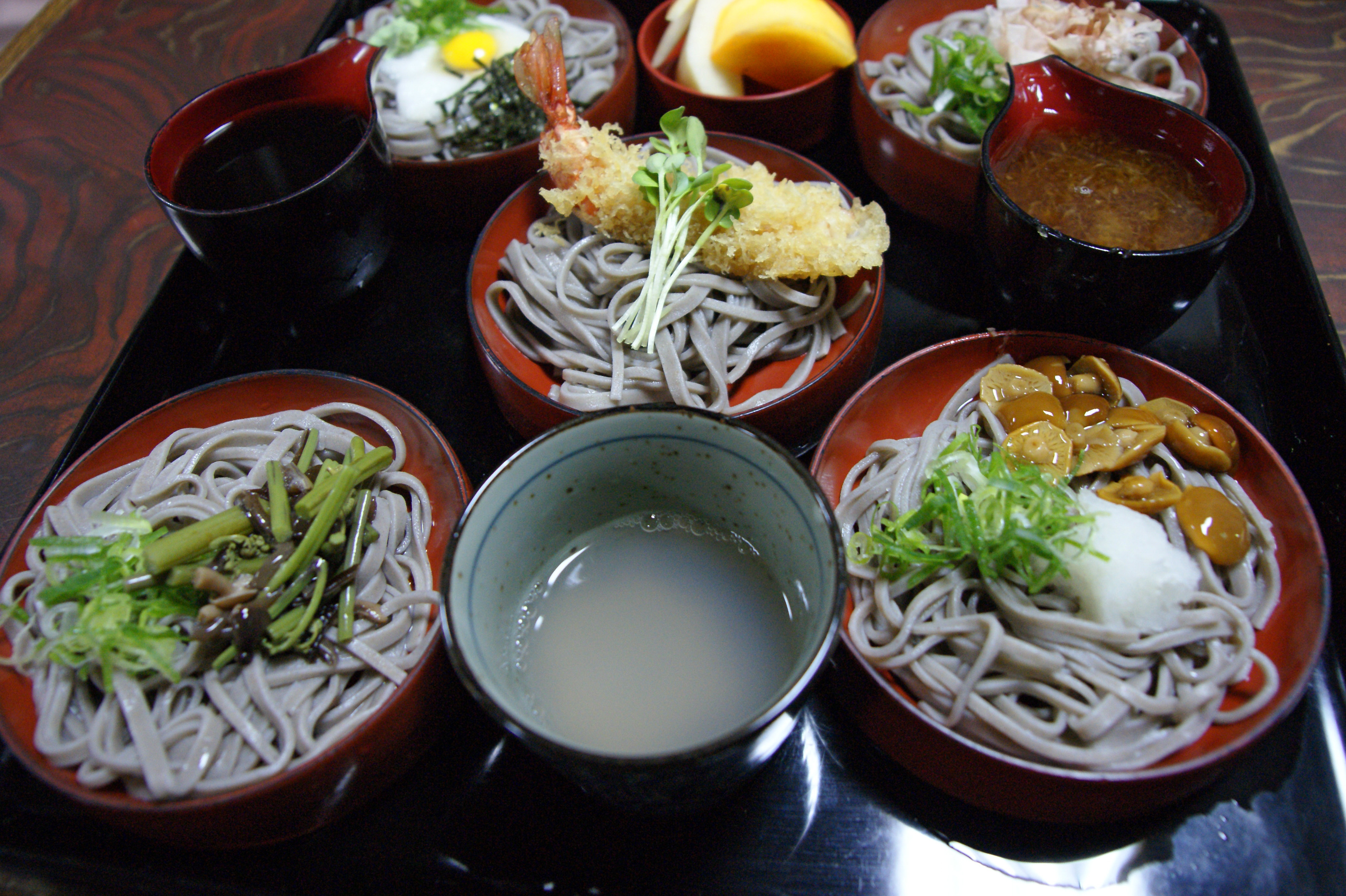
越前そば（好み蕎麦仕様）

おろしそば（越前そば）

辛味大根と醤油を合わせてつけ汁にする蕎麦。削った鰹節や刻みネギなどと食べる。
丸岡そば（坂井市丸岡町）
今庄そば（南越前町）
大野そば（大野市）
美山そば（福井市）

##### 山梨県
御岳そば（甲府市昇仙峡）

##### 長野県

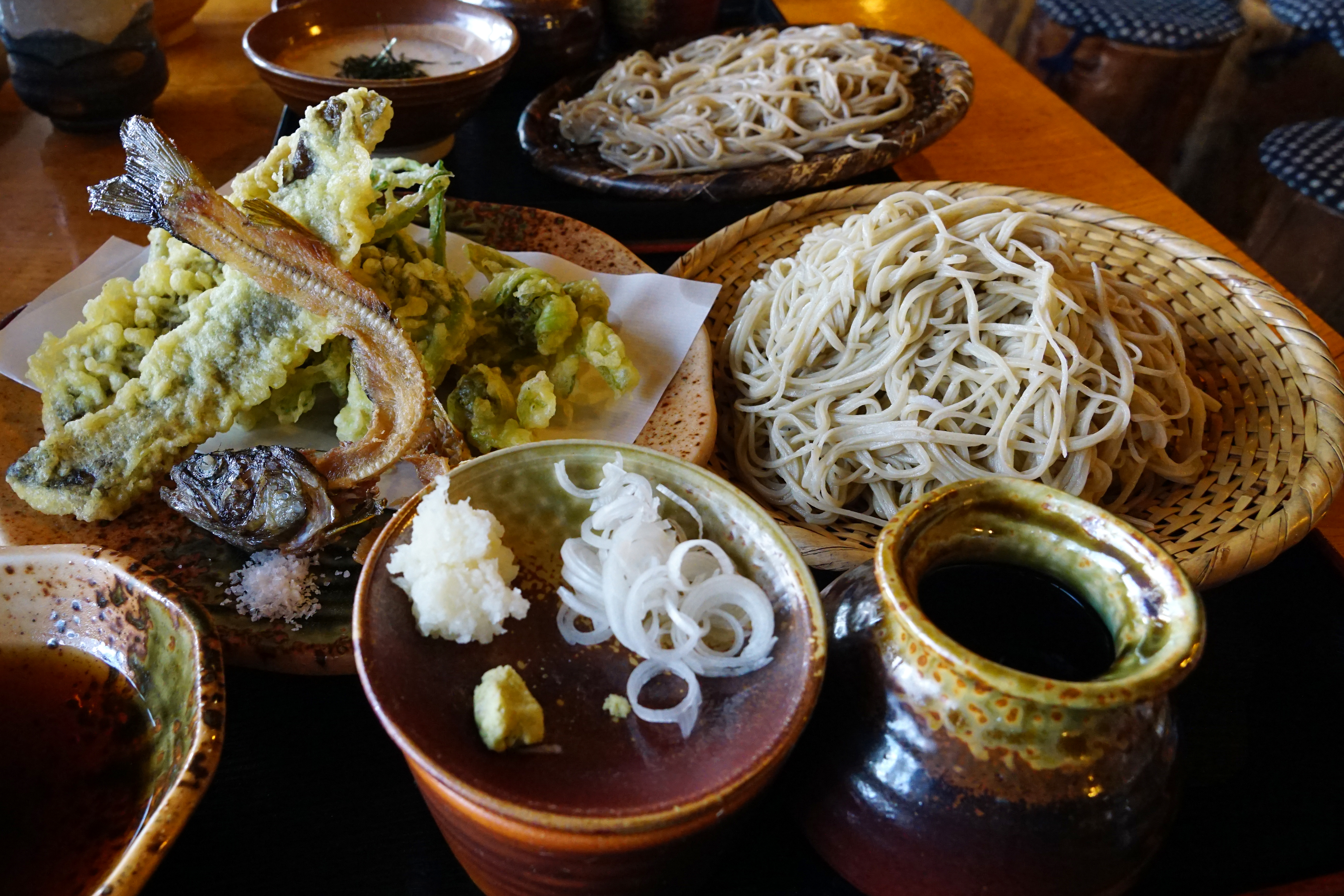
信州そば（天麩羅付き）

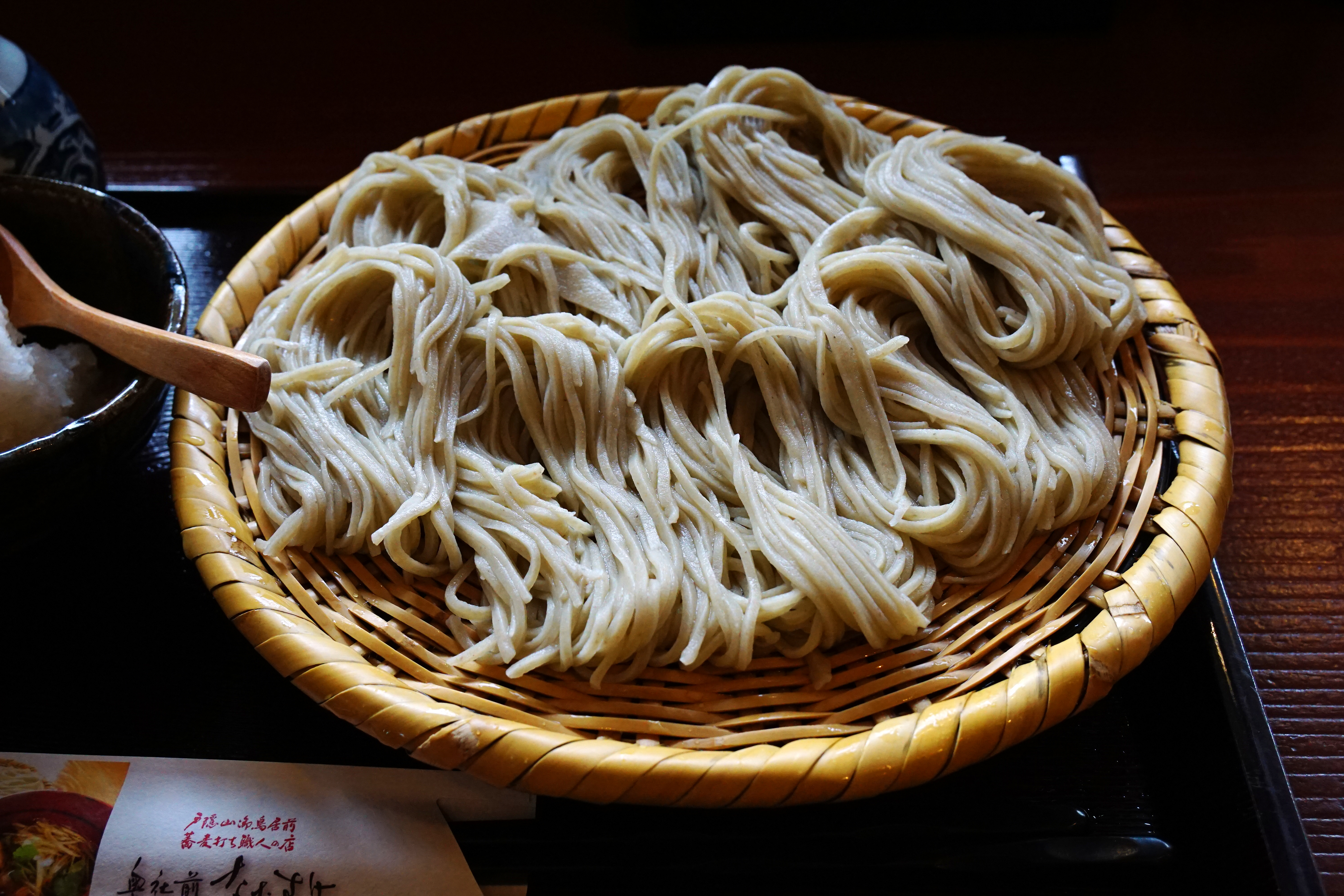
戸隠そば

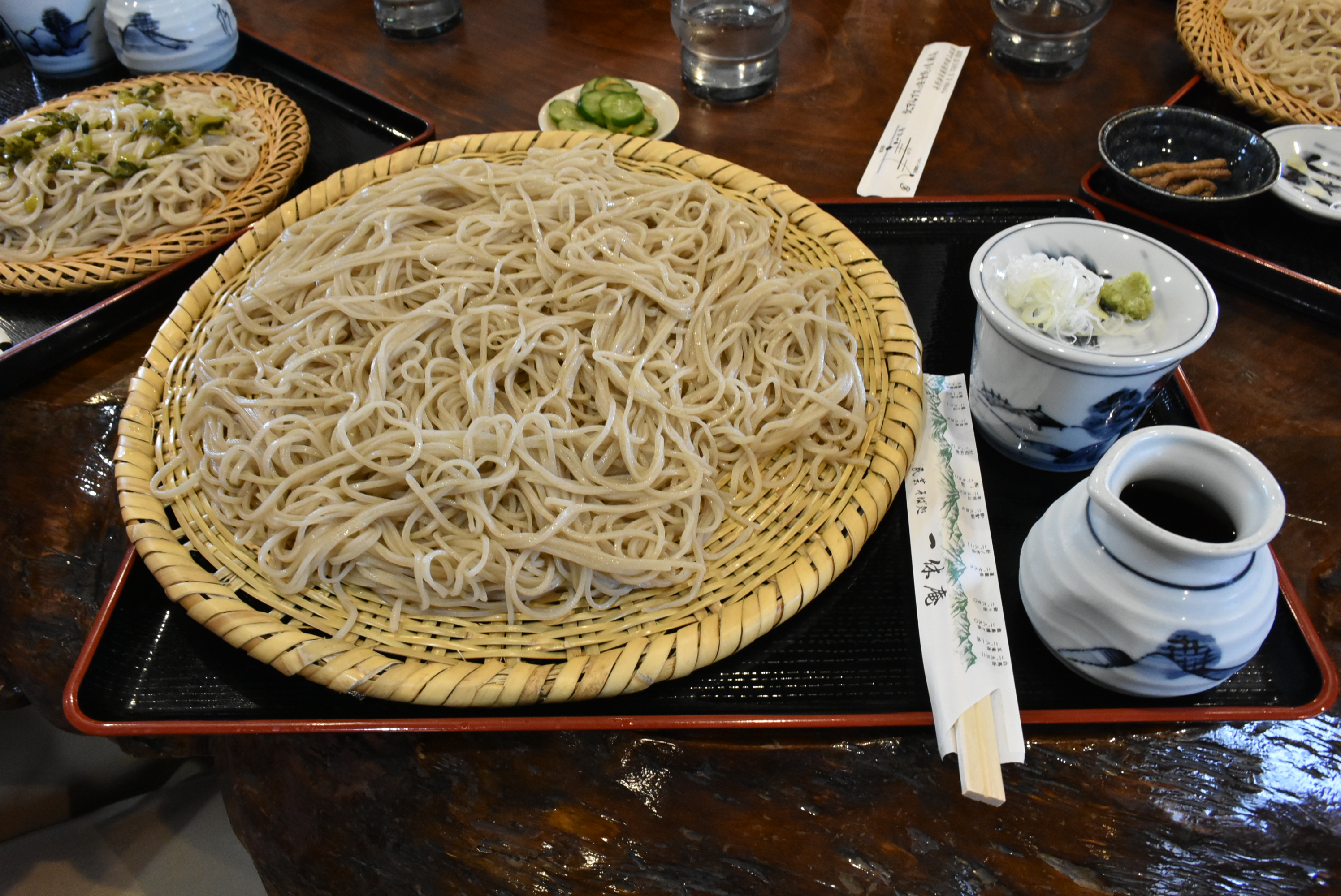
安曇野そば（2018年7月21日撮影）

信州そば
長野県で生産されている蕎麦の総称及び登録商標

戸隠そば（長野市戸隠）

凍りそば（北信地方）
寒晒し蕎麦（長野県諏訪地方、伊那地方）
凍りそばとは違い、玄ソバを厳寒期の清流に浸し、天日と寒風にさらして乾燥させて製造される。江戸時代に「暑中寒晒蕎麦」として信濃国伊那郡高遠藩と、信濃国諏訪郡高島藩の2藩から将軍家に献上され夏の土用に食された。管理が難しい事などから明治以降は途絶えていたが、出羽山形藩に高遠藩主保科正之が移った縁があり1974年に献上の記述が見つかったことから研究の末、1984年に山形で初披露された。
行者そば（伊那地方）
奈良時代初期に役小角が木曽駒ヶ岳で修行中、幾つかある登山道の途中にある集落「内の萱」の里人に篤い持て成しを受け、そのお礼に役小角が里人に渡したソバの種が発祥とされ、焼き味噌を溶き入れたつゆ（辛つゆ）に薬味として辛子大根おろしとネギを入れて食べる。行者は修行の中に「五穀断ち」があるが、そばは該当せず、また火を使わなくても食する事ができる点を理由に、そばの実や粉を常備食としていた。
富倉そば（北信地方）
須賀川そば（山ノ内町）
富倉そばと同じオヤマボクチをつなぎに用いたコシが強い蕎麦と、そばがきの一種で長野県選択無形民俗文化財の「はやそば」が特徴である。
開田そば（木曽町開田高原）
冷涼で朝霧や夕霧が発生する気候によりソバ生育に適していた事から古くからのソバ産地で、その地産そば粉で作った蕎麦である。具材にすんき（カブ菜の漬け物）と鰹節を用いた「すんきそば」は冬季に作られる。
霧下そば（北信地方）
「霧下そば」について、狭義では戸隠そばの中でも昼夜の気温差が激しく霧の発生する場所で獲れたソバやそば粉やそれで作った蕎麦だけを指し、広義では戸隠産の良質なソバやそば粉やそれで作った戸隠そばを指す。また、同様の条件を満たした「開田そば」を指すこともある。
善光寺門前そば（長野市）
単に「門前そば」や「寺町そば」とも言われ、善光寺表参道周辺で営業している店で出される蕎麦の総称。特に共通の特徴がある訳ではないが、蕎麦屋の立ち並ぶ密度と、参拝の休憩所と名物を求める参拝客から暗黙的に認知され定着したようである。
高遠の在来種そば（伊那市）
高遠は江戸時代には戸隠、川上と並ぶ「信州そば三大名産地」であったが、戦時中の食料増産で収穫の多い「信濃一号」にほぼ置き換わってしまった。その後2010年代からは従来の「入野谷在来種そば」の復活が行われて、広く食されるようになってきた。福島県の高遠そばも参照。
本山そば（塩尻市）
本山宿は「そば切り発祥の地」といわれ、その所以は宝永3年（1706年）に出版された『本朝文選（風俗文選）』に「蕎麦切りといっぱ（いうのは）、もと信濃の国本山宿より出て、あまねく国々にもてはやされける」と書かれたことによる。また、本山宿本陣では寛文10年（旧暦）6月4日（1670年7月25日）の大名宿泊時に蕎麦切り献上の記録も残っている。この地域では家庭毎に蕎麦打ちの技術が伝えられていたこともあって長らく蕎麦屋がなかったが、本山手打そば振興会の手によって蕎麦屋が開店した。
ただし、日本のそば切りの発祥は#歴史の節にて宝永3年（1706年）より古い文献も示されているため、本山そば説が否定されることもある。
とうじそば（松本市奈川地区）
信州野麦峠周辺の旧奈川村に伝わるそば。そばをつゆに浸ける事を「湯じ」といい語源と言われているが、奈川では「投汁（とうじ）」と読み、ひたし・あたためるという意味もあり登録商標になっている。汁は火にかかったなべに入って（いることが多く）常時温かくなっており、これに小分けしたそばを専用のカゴに入れて浸してから食べる。そばを投じるためとうじそばという。わんこそばのように、家主が次々とそばをカゴに入れて温め、客人におなか一杯食べてもらうことが目的に発祥したとの説もある。
安曇野そば（安曇野市）
「名水百選」、「水の郷百選」に選ばれた安曇野わさび田湧水群の名水を用いた蕎麦と、日本最大規模の大王わさび農場をはじめとする地元産の山葵を薬味とする蕎麦の総称。名水と薬味が共通であるため、蕎麦は昔ながらの信州そば（田舎そば）だけでなく店ごとに特徴を出すなど差別化の試みが見られる。そこが地元民にとって飽きの来ない選択肢の広さとして受け入れられている。NHKの連続テレビ小説「おひさま」の舞台としても有名になった。

##### 岐阜県
荘川そば（岐阜県・飛騨地方）
白川そば（岐阜県・白川郷）

##### 静岡県
茶そば（静岡県中部・西部地区）
茶を練りこんだ蕎麦。
天竜そば（浜松市天竜区）
みくりやそば（御殿場市）
つなぎに自然薯を用いた蕎麦

##### 愛知県・岐阜県
コロ（香露）
冷やし麺の一種。そばの他、きしめんやうどんでも作られる。

#### 近畿地方

##### 滋賀県

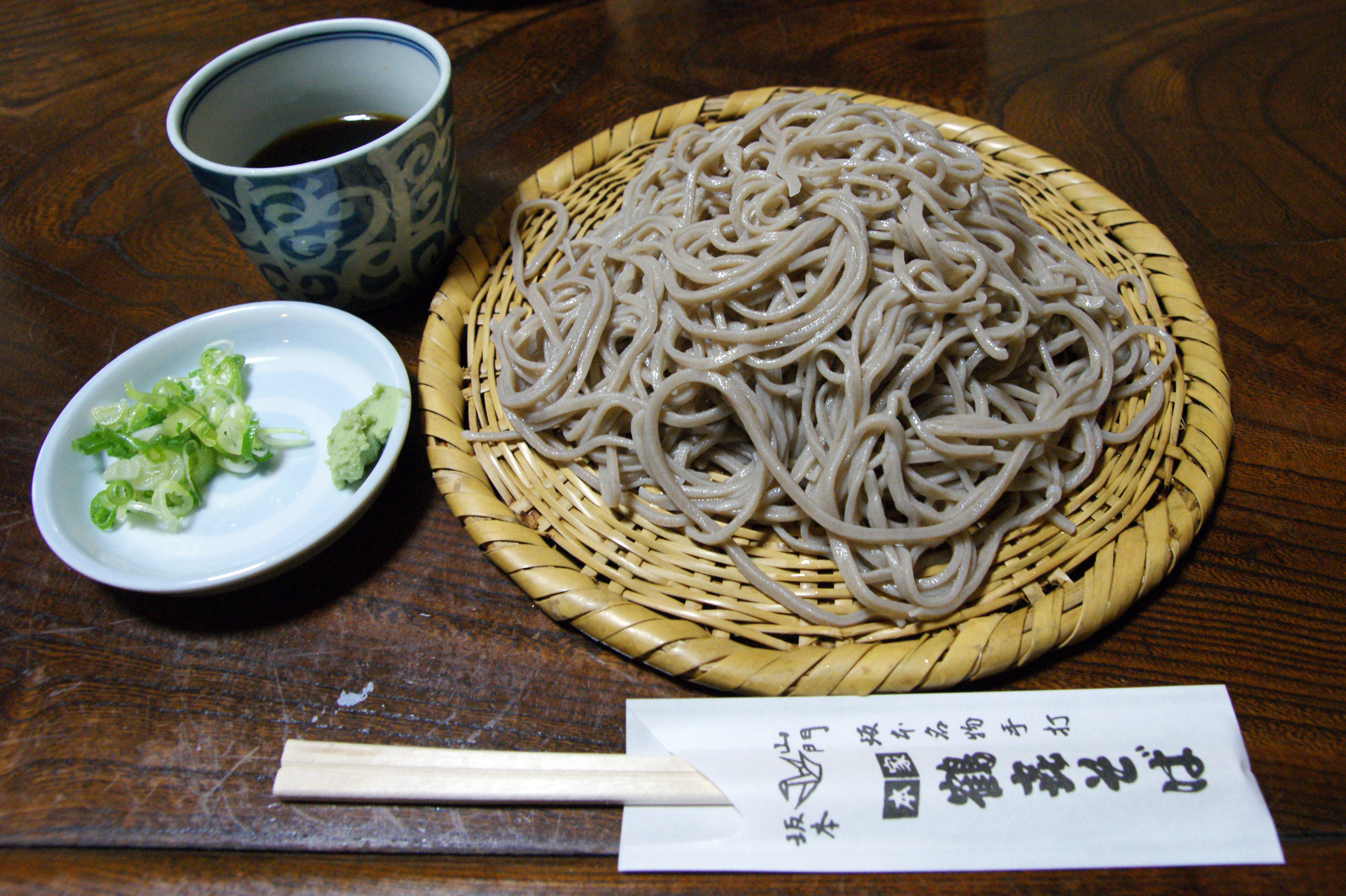
日吉そば（鶴喜蕎麦）

日吉そば（大津市）

坂本の郷土料理。江戸時代享保年間に鶴屋喜八が坂本で開いた蕎麦屋「鶴喜蕎麦」を起源とする。小説家の司馬遼太郎が、日吉大社の近所の「鶴喜蕎麦」を目指して来たが、間違えて屋号が「日吉そば」（同名の立ち食い蕎麦チェーン店とは無関係）の蕎麦屋に入ってしまう行が紀行文集『街道をゆく（叡山の諸道）』にある。
箱館そば・今津そば（高島市）
箱館山の麓にソバ栽培地が点在しており、その地産そば粉を使用した蕎麦。
多賀そば（多賀町）

水口そば・信楽そば（甲賀市）
伊吹そば（米原市）
伊吹そばは国が地域ブランドとして保護する地理的表示（GI）に2019年に登録された。

##### 京都府
犬甘野そば（亀岡市）
犬甘野高原地帯産ソバは品質の良さから1997年（平成9年）度に社団法人日本蕎麦協会会長賞を受賞している。その地産そば粉を使用して作った蕎麦で、つなぎに亀岡産ヤマノイモを用いたものもある。
鬼そば（福知山市）
筒川そば（伊根町）

##### 兵庫県

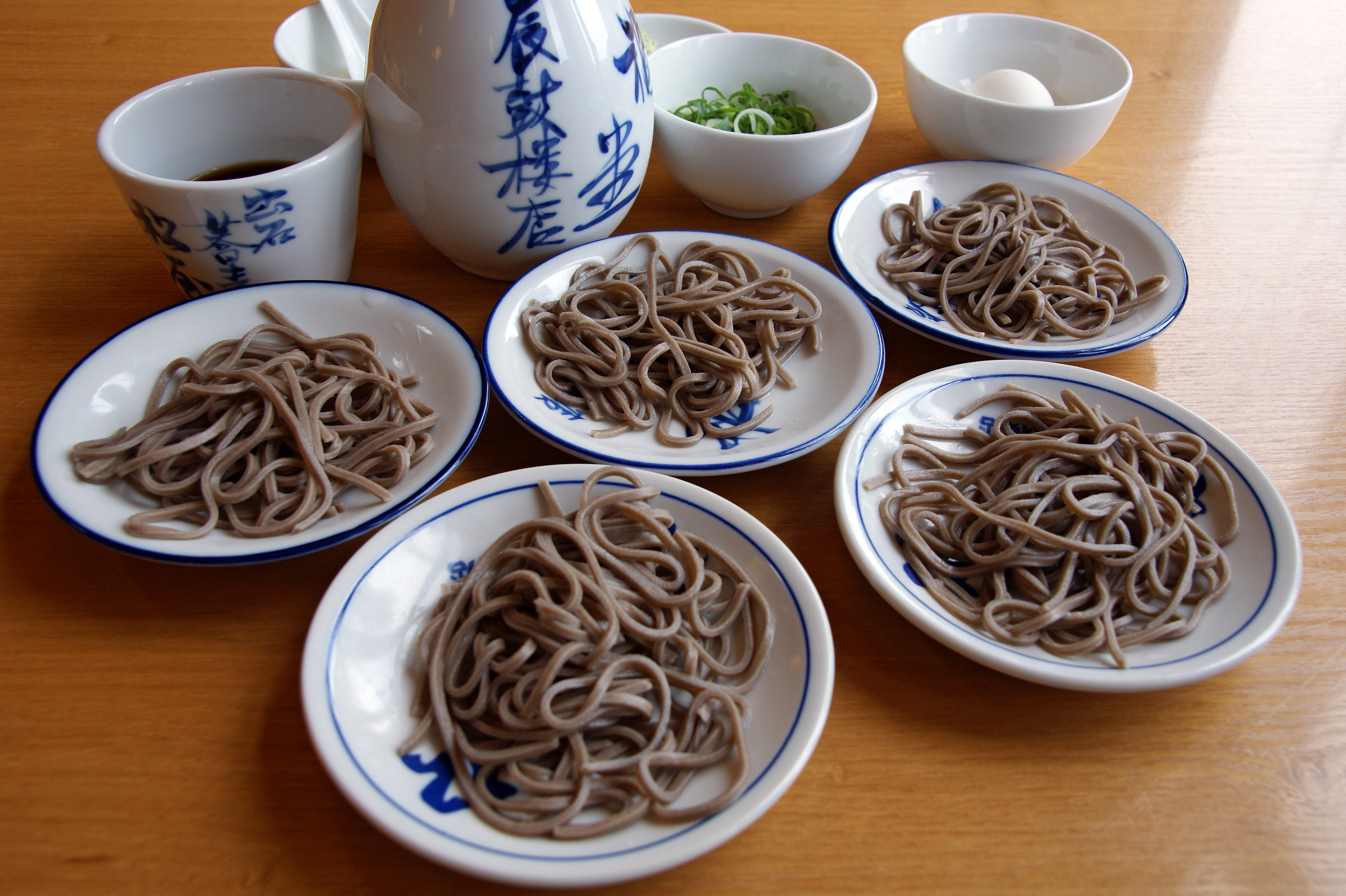
出石そば

出石そば（豊岡市出石）

永沢寺そば（三田市）
永沢寺周辺地域で食べられている蕎麦。そば打ち体験にも力を入れており、そばに対する興味関心の向上を目的とした「そばまつり」が毎年秋に開催されている。

##### 奈良県
荒神の里そば・笠そば（桜井市）
この地域はソバ栽培に適した条件が整っていたことや国営総合農地開発事業にて拡大化した農地の活用方法として1992年（平成4年）からソバ栽培に取り組み、それに伴って蕎麦屋も開店している。

##### 和歌山県
高野そば（橋本市・伊都郡）
伊都地域の新しい特産品として、JA紀北かわかみと和歌山県農業大学校が中心となって推し進めている。

##### 広域
あつもり（熱盛り・敦盛）そば（大阪府・京都府京都市・兵庫県神戸市）
「あつもり」（『蒸篭に入れて蒸した麺』、または『敦盛と「厚盛り・熱いもり」を掛けた洒落』）である蕎麦。
黄そば
中華麺に和風だしをかけたもの。姫路のえきそばが有名。

#### 中国地方

##### 岡山県
蒜山そば（真庭市）
蒜山高原では昔からそばの栽培がされており、一時期大きく衰退した時期もあったが健康ブームなどから作付数が上向きになっている。

##### 広島県
豊平そば（北広島町）
山県郡豊平町（現・北広島町豊平地区）は、ソバ栽培に適した条件が整っていたこともあり出雲そばの流れを汲んだそばが細々と作られていたが、1987年（昭和62年）に地域おこしの一環として当時の町長や農協を中心に町役場（当時）職員や農家や町民達によって、新たに江戸流の更科系を取り入れた白いそばによる町おこし活動が始まり、関係者が当時山梨に在住していたそば打ち名人の元へ入門し各種ノウハウを学び重要な要素を得て、それらを取り入れた地域おこし活動を継続して取り組んだことにより西日本有数のそばの里と称されることもあり、そこで収穫されたものを加工している。また後継者不足の問題も表面化してきており、その対策としてそば打ちの技術や作法を習得することを目的とした「豊平流そば打ち段位認定制度」を発足させ道の駅豊平どんぐり村で実施したり、新品種「とよむすめ」の栽培を展開するなど各種活動を行っている。

##### 島根県

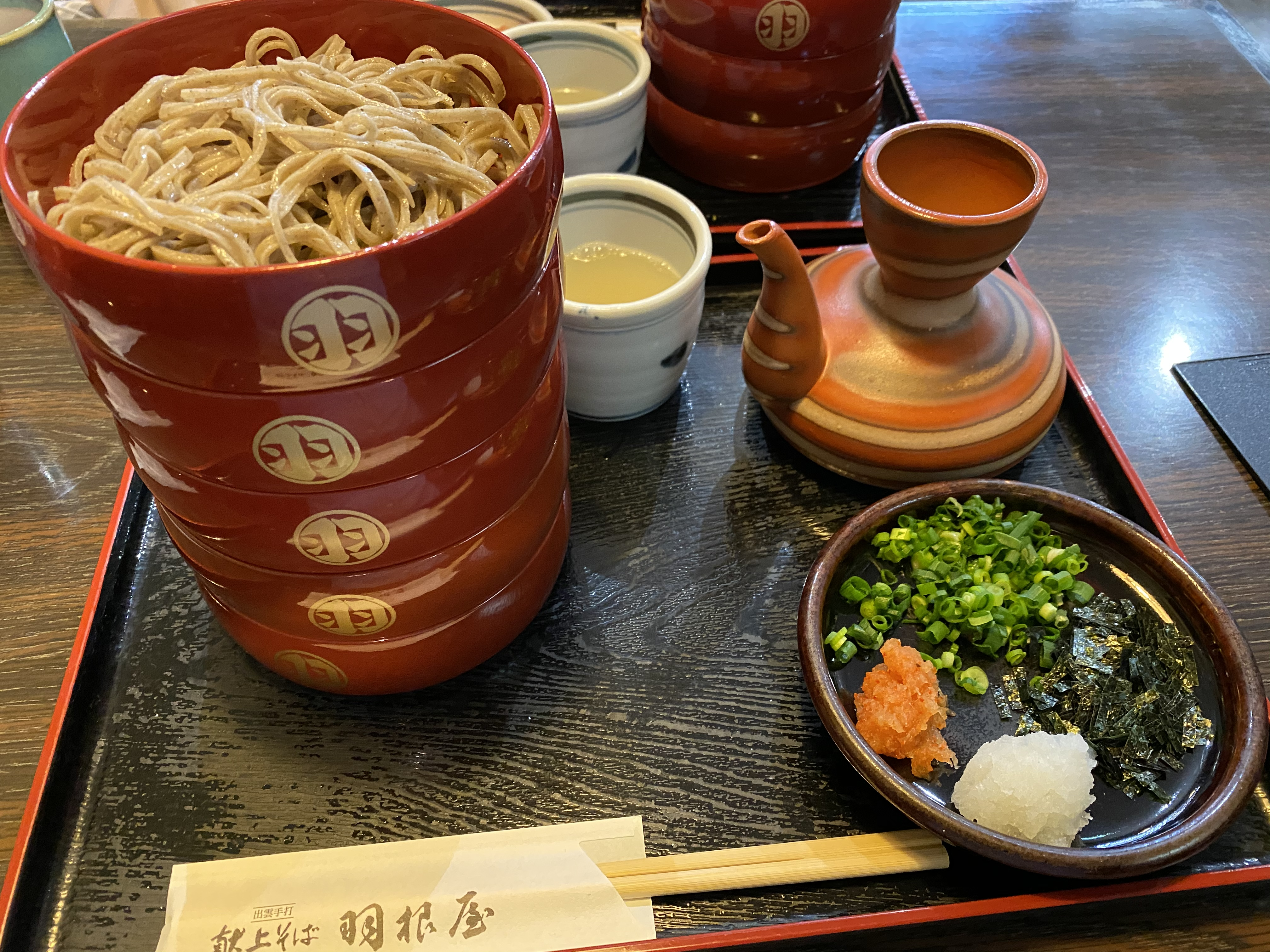
出雲そば(割子そば５段)

出雲そば（出雲地方）

割子そば（出雲地方）
「わりご」という段重ねの朱塗りの円い器にそばを小分けして盛り、直接薬味やつゆをかけて食べる。
釜揚げそば（出雲地方）
三瓶そば（石見地方）
三瓶山の山麓はソバ栽培に適した土壌で、三瓶山麓で薬用人参の栽培が安永2年（1773年）から始まると共にソバ栽培も盛んになって節目で食されるようになり、三瓶温泉の公衆浴場が1877年（明治10年）3月にできてそちらの献立に取り入れられた事や明治後半に三瓶高原が陸軍演習場になり兵隊に食されたことで広く知られるようになった。食糧が豊かになってきたことや農家の高齢化が進んできた事で昭和30年代後半にはソバ栽培が衰退していったが、1984年（昭和59年）、地産地消の三瓶そば復活を目指した有志によって「九一そばの会」が結成され、ソバ栽培や加工が復活し、1986年（昭和61年）、農林水産省の山村振興対策事業を導入し「三瓶製めん類加工生産組合」に組織改編して拠点となる加工場を建設、蕎麦産業の中心的役割を果たしている。割子・釜揚げ・山かけで食されることが多く、薬味はわさび、かつお節、のり、ねぎ等（ただし、大根は使用されない）を用いる。出雲そばとの大きな違いは、出雲そばが挽きぐるみに近いそば粉を使用するのに対し、そばの実の芯の部分のみを多く使用した（更科に近い）そば粉を使用する点。
隠岐そば（隠岐地方）
短めで太い形状であり、つなぎは一切使用しないそば粉100%の麺で、だし汁は焼いたサバやあご（トビウオ）で取ったものを器に入れて薬味として隠岐産岩のりやゆず、ごま、ネギ等（ただし、大根は使用されない）を添えて食する。隠岐で蕎麦は節目節目で食べられており、隠岐民謡「どっさり節」（別名「そば打ち踊り」）の踊りの中に蕎麦打ちの要素が入っている。

##### 山口県
瓦そば（下関市）

#### 四国地方

##### 徳島県
祖谷そば（三好市など）
祖谷地方は大きな温度差や霧が多い気候でソバの栽培に適しており、古くは平家落人の隠れ里で焼畑農業によってソバが作られ常食されていた。つなぎは少ない、またはまったく使わないため切れやすく少し太めで香り高い点が特徴。そば米汁（そば米雑炊）は米の代わりに殻を取り除いたソバの実を使った祖谷地方の郷土料理。

##### 香川県
島ヶ峰そば（仲多度郡まんのう町琴南地区）
　そばづくりに適した標高800メートルを超える寒暖差の大きい、天空の地まんのう町「島ヶ峰」を蕎麦畑に、琴南地区の郷土料理（手打ちそば）作りが盛んになっている。
塩江古式蕎麦（高松市塩江町）　
　塩江は、香川県でそばを栽培している町で、大根おろしで食べる蕎麦「古式そば」があります。

##### 高知県
立川そば（大豊町）
つなぎは無使用、または極少量使用とそば粉で打った蕎麦が特徴。

#### 九州・沖縄地方

##### 福岡県
弁城そば（福智町）
1996年（平成8年）に農業で地域活性化を目指した「福智町農業総合プロジェクト」が発足し、その一環でそばが注目され2001年（平成13年）から本格的なソバ栽培に取り組み、同時にそばの花観賞と手打ちそば食体験を中心として農業と地域の活性化を目的とした「そばの花フェスタ」が毎年開催されている。

##### 佐賀県
三瀬そば（佐賀市）
1990年（平成2年）、三瀬村に初のそば専門店が開店。3年程で軌道に乗った事や口コミによって認知度が広がり多くのリピーターが訪れた事が影響し、ここ近年で続々と蕎麦屋が誕生し「そば街道」と呼ばれる新名所になっている。

##### 長崎県
対州そば（対馬市）
日本そば切り発祥の地とされ、日本に伝わった当時の原種を用いたそばを提供する店が多い。

##### 熊本県
阿蘇そば（阿蘇市）
阿蘇市、南阿蘇村を中心に阿蘇の各地でソバ生産とそば料理の提供に取り組んでいる。

##### 宮崎県
新富そば（新富町）
1988年（昭和63年）頃、昔からあった在来種を栽培していた農家と、水田の裏作として栽培していた個々の農家が集まり協議会活動を開始、本格的な蕎麦栽培が広がり始めたが収穫量は少ない。
椎葉そば（椎葉村）
椎葉村の地城産品の1つである。

##### 鹿児島県

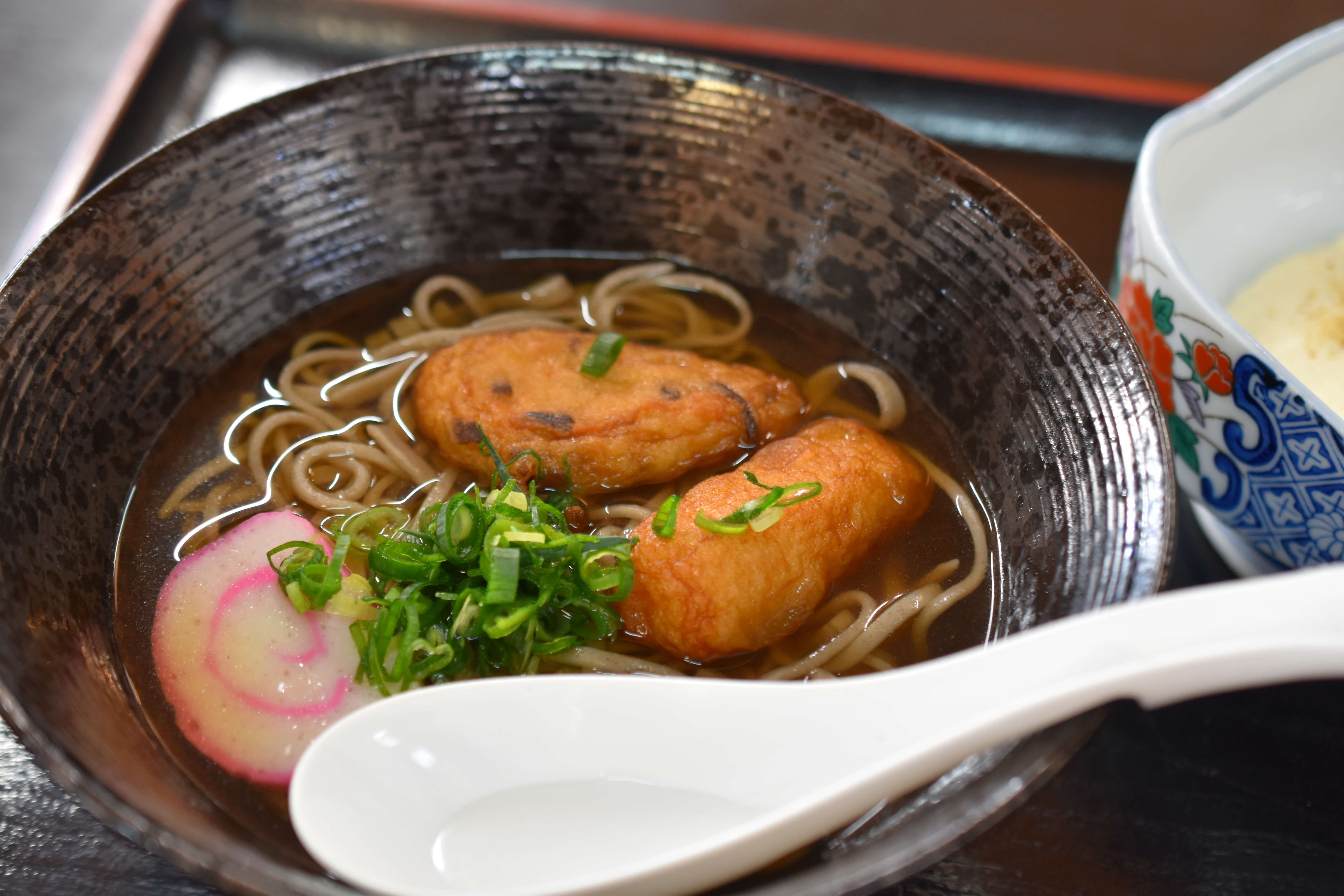
薩摩そば

小薄そば（鹿屋市）
つなぎとして大量の自然薯（山芋）を入れることにより、細く切った麺でも腰が強くちぎれにくい。
薩摩そば（鹿児島市）
つなぎに自然薯を使い腰が強く、具材に薩摩揚げを用いたり薬味にネギや島蜜柑の皮等を使う。
出水そば（出水市）
つなぎを使わない十割そば。太麺で腰は強くない。薬味には島蜜柑の皮等とネギを使う。出汁には焼きエビなどが使われる。例年、春の彼岸の頃には出水市高尾野町でそば市（鹿児島の3大市の1つ）が開催される。

##### 沖縄県
もともと食用作物としてソバの栽培が行われておらず、ソバの実を利用する食文化が無い。蕎麦を供する店は非常に少なく、130万人を超える県内人口に対してわずか40軒ほどしかない。県内で栽培した蕎麦粉を使用したり、月桃の葉を練り込んだ蕎麦を供する店もあるが県民にはまったく浸透していない。沖縄そばも小麦粉が原料という文化圏である。

## 世界の蕎麦料理
ソバを麺類に加工して食べる国には、フランス、イタリア、中国、朝鮮半島（北朝鮮・韓国）、ブータン、ネパールなどがある。ただし、麺にする方法は各国、地方で異なり、朝鮮半島の冷麺などのようにところてん式に押し出して作る、イタリアのピッツォッケリのようにのし棒で成形するなどがある。麺ではなく、団子状（ダンプリング）にしたり、腸詰めとしたり、また調理方法も茹でるのではなく焼いて食べるものなどがある。いわゆる日本の蕎麦切りもまた、前述の国々のソバ料理のように独特のものといえる。

### イタリア
ピッツォッケリ（そばのパスタ）
イタリア最北部のヴァルテッリーナの郷土料理。蕎麦粉が混合されたパスタ。日本の二八蕎麦とほぼ同じ生地で、見た目はきしめんに似るが、長さは10センチ程度で、ショートパスタである。チーズやバターのソースで和える。
シャット
そば粉の生地でチーズを包んで揚げた料理。

### スロベニア
クラクフカーシャ
そばの実を炒ってオーブンで焼いたおじや料理。
アイドヴィ・ジュガンツィ
バターを加えて練り上げた、そばがき様の伝統的な農民料理。

### フランス

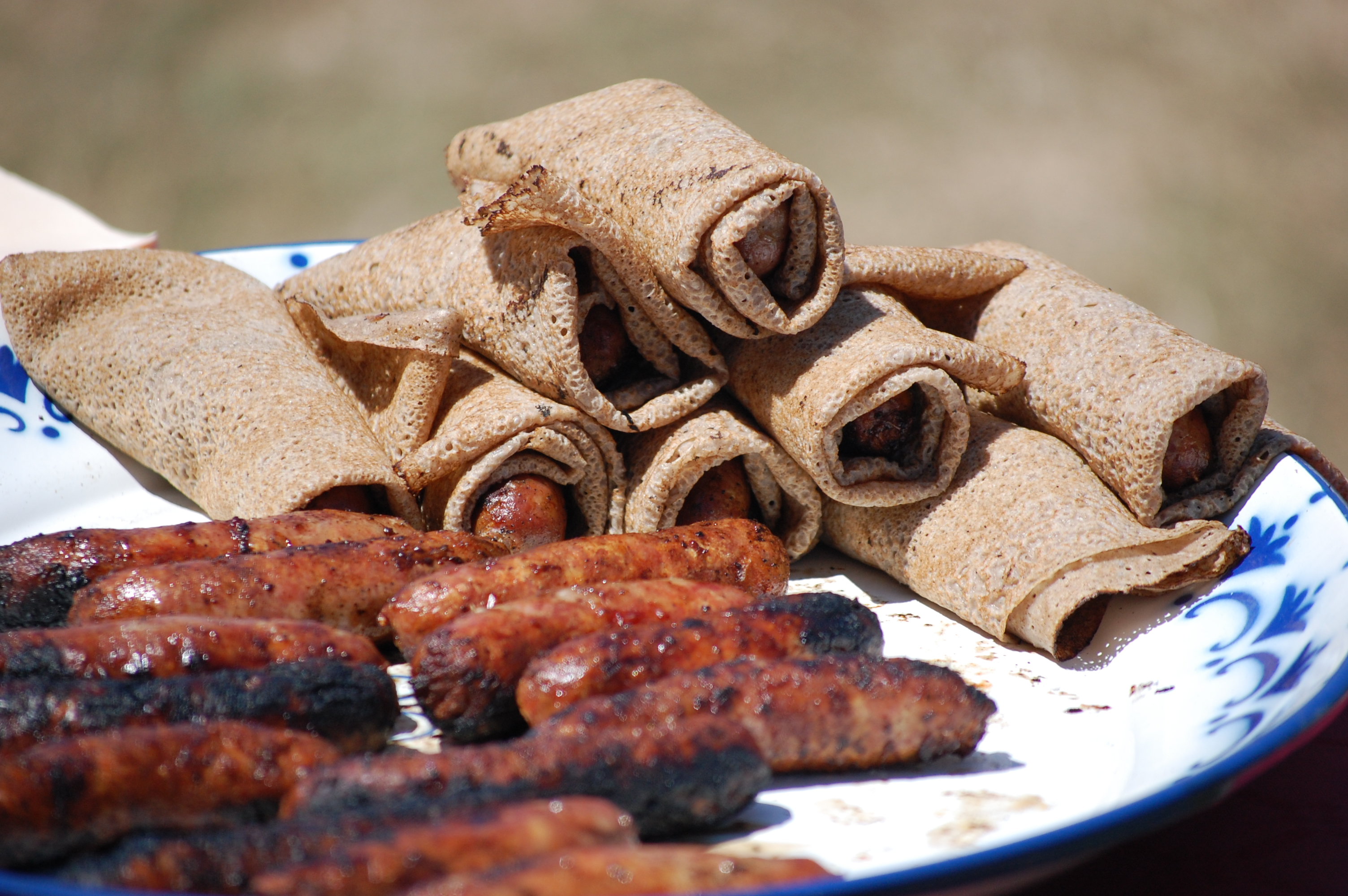
ソーセージのガレット巻き

ガレット（そば粉入りのクレープ）
フランス・ブルターニュ地方の郷土料理。そば粉、ミルク、鶏卵、ビールを攪拌したものを、熱してバターを入れた平なべで焼く。

### ロシア・ウクライナ・東欧諸国
そば粉のブリヌイ（パンケーキ）
ロシアとウクライナの料理。スメタナやキャビアをのせて食べる。
そばの実のカーシャ
粥やピラフ状の料理。ピロシキやクニッシュなどに詰めることもある。

### ネパール
ディロ
そばがき様の料理で、カレーなどと共に食べる。
ロティ
無発酵の平たいパン。蕎麦粉を使うものもある。

### 韓国・北朝鮮

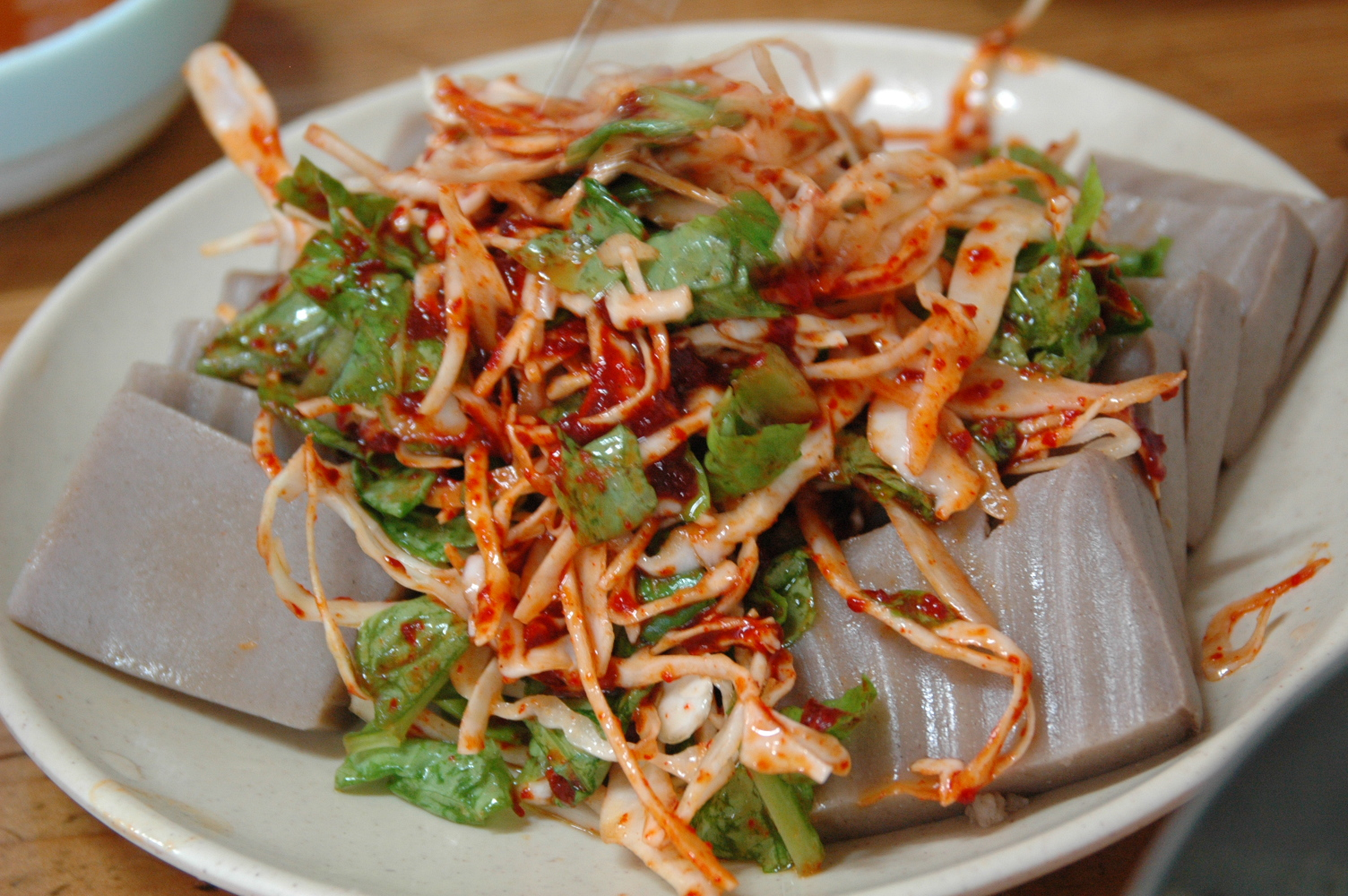
メミルムク

冷麺
蕎麦粉を主原料とすることがある。
マッククス
江原道の郷土料理で、冷麺の一種。
メミルムク(en)
朝鮮半島の料理。蕎麦粉を水に浸けて取り出した澱粉で作った、くずもちに似た食品。タレをつけて食べたり、和え物にする。
メミルチョンビョン
蕎麦粉を水で溶いてクレープ状に薄く焼き、野菜、肉、キムチなどを包んで食べる。
メミルプチムゲ
蕎麦粉のチヂミ。

### 中国
ヘロ（饸饹 / 餄餎）
内モンゴル地方の押し出し蕎麦で、餄餎麺（餄餎麵 / 饸饹面）とも。具入りのスープをかけて食べる。
モルンチフ（猫の耳、蕎麦麺猫耳朶）
練った蕎麦をちぎって猫の耳ほどの大きさに伸ばして茹でた料理。具入りのスープをかけて食べる。

## 蕎麦に関係する器具・道具
道具類
- 石臼
- 篩
- 麺棒
- 木鉢
- 蕎麦切包丁/蕎麦切り包丁
- 舟板/駒板
- 製麺機

食器類
- ざる（笊・竹笊）
- せいろ（蒸篭・蒸籠）
- 片木（へぎ）
- 蕎麦猪口
- 丼
- 箸・割り箸
- 湯桶

## 蕎麦が登場する作品

### 物語
- 忠臣蔵（仮名手本忠臣蔵） - 主に3つの逸話が忠臣蔵を題材とする作品中に引用される事がある。
  - 講釈師大玄斎蕃格が創作したとみられる、夜鳴き蕎麦屋の十助として吉良邸を内偵していた杉野次房と俵星玄蕃の逸話。
  - 『泉岳寺書上』 偽書とみられる本書に、義士の集合場所を提供した楠屋十兵衛の逸話が記されている。類似点から『寺坂信行筆記』より着想を得ていると考えられる。やはり偽書と見られる『易水連袂録』では饂飩屋久兵衛とされている。
  - 『寺坂信行筆記』 史実に近い逸話として寺坂信行の口述をまとめた本書に、討ち入りの集合場所に向かう直前に「亀田屋」という茶屋でそば切を食べたと記録されている。

### 歌舞伎
- 雪夕暮入谷畦道（天衣紛上野初花）

### 落語
落語の舞台となることの多い徳川時代〜明治時代の江戸・東京で蕎麦が好まれたことから、江戸落語の演目には蕎麦や蕎麦屋がたびたび登場する。なお、うどんが主流の関西で演じられる上方落語では、基本的に同じ噺でありながら、蕎麦をうどんに差し替えた内容にされる事例もある（「時そば」と「時うどん」など）。もっとも、江戸落語にも「うどん屋」という噺があるとおり、蕎麦一色というわけではない。また、今日の「蕎麦を音を高く立てて啜る」という慣習は、ラジオで蕎麦が登場する演目が放送されるようになって確立されたもので、それ以前は、江戸前蕎麦の汁が調味料を煮詰めた辛口だったこともあり、下三分の一しか汁を浸けず「スルスルッ」と口に手繰りこむのが美徳とされ、汁に浸して唇をすぼめた「ズルズルッ」は汚い音と見なされていた。
- そば清・そばの羽織（羽織の蕎麦）
- 蕎麦の殿様
- 疝気の虫
- 時そば

### 小説
- 一杯のかけそば（栗良平）
- 蕎麦ときしめん（清水義範）
- 東海道中膝栗毛（十返舎一九）
- 名代辻そば異世界店（西村西）[188]
- 開運せいろ～人情処　深川やぶ浪～（倉阪鬼一郎）[189]

### 随筆
- アンソロジー そば（PARCO出版） - 著名人38人による、蕎麦についてのエッセイ集
- ソバ屋で憩う（杉浦日向子）
- そば屋翁-ぼくは生涯そば打ちでいたい（高橋邦弘）
- それでいいのか 蕎麦打ち男（残間里江子）

### 俳句
- 打つの縁切るのゑんにて義士はそば（誹風柳多留）
- 鬼すだく戸隠のふもとそばの花（与謝蕪村）
- 信濃では月と仏とおらがそば（小林一茶）※現在では中村六郎の創作という説が有力[190]。
- そば時や月の信濃の善光寺（小林一茶）
- 蕎麦国のたんを切りつつ月見哉(小林一茶)
- 蕎麦はまだ花でもてなす山路かな（松尾芭蕉）

### 漫画
- エイチマン（安永航一郎）
- 侍やめます（笠太郎）
- そばもん ニッポン蕎麦行脚（山本おさむ）
- そば屋幻庵（かどたひろし）
- 名代辻そば異世界店（林ふみの、原作：西村西）[191]

蕎麦が登場するエピソードがある作品
- 美味しんぼ（原作：雁屋哲、作画：花咲アキラ）
  - 第2巻3話「そばツユの深味」
  - 第23巻7話「真夏のソバ」
  - 第32巻4話「薬味探訪」
  - 第59巻21話「対決再開!オーストラリア (5)」
- 喰いタン（寺沢大介）
  - 第1巻6話「カップラーメンから新ソバまで喰う」 ISBN 978-4-06-352016-3
- 犬狼伝説（原作：押井守、作画：藤原カムイ）
  - 完結編ACT6「野良犬」マッハ軒立喰師撲殺事件異聞
- 料して候（原作：荒仁、作画：神田たけ志）
  - 第5話「みぞれ雪（後編）」
  - 第17話「領内減封」
  - 第18話「風鈴蕎麦」

### 楽曲
- 蕎麦屋（中島みゆき）
- そば食いねぇ!（布川敏和）

社団法人 日本蕎麦協会認定公式ソング

### 浪曲
- 長編歌謡浪曲 元禄名槍譜 俵星玄蕃（三波春夫） - 夜泣き蕎麦屋の十助の逸話が元になっている
- 浪曲 忠臣蔵外伝 〜そば志ぐれ〜（玉川勝太郎）  - 楠屋十兵衛の逸話が元になっている

### 映画
- 紅い眼鏡（押井守監督） - 立喰いが非合法化された物語世界において、闇の立喰い蕎麦屋で登場人物が語り合うシーンがある。
- うる星やつら2 ビューティフル・ドリーマー（押井守監督） - 立喰い蕎麦屋が、地下格納庫に緊急脱出用の攻撃機を収容する登場人物のパニックセンターとなっている。
- 男女7人蕎麦物語（信藤三雄監督）
- しとやかな獣（川島雄三監督） - 蕎麦を米を凌ぐ「完全食」として愛好する一家が登場する。

### テレビ番組
- おそば屋ケンちゃん（1975年 - 1976年、TBS、関西では第4話まで朝日放送→第5話以降毎日放送がネット）
- おひさま（2011年、NHK、井上真央主演）
- 学校そば屋テレビ局（1974年 - 1975年、TBS、ずうとるび主演）
- 肝っ玉かあさん（1968年 - 1972年、TBS、京塚昌子主演）

### 都々逸
- 信州信濃の新蕎麦よりもわたしゃあなたの傍（そば）がよい

## 蕎麦に関する諺、慣用句
ソバを作ると村が栄える
特産品としての蕎麦を作ると都会からそれを目当てに人々がやって来るの意。
蕎麦作りに飢饉なし
発芽が早く痩せ地でも発芽する蕎麦が凶作に対する備えになるという意。
蕎麦の一吹き
凶作の備えになる蕎麦でも強風に倒されるとひとたまりもないから注意せよの意。
蕎麦で首くくる
できるはずがないこと。「豆腐の角に頭をぶつけて死ぬ」と同義。
蕎麦の自慢はお里が知れる
蕎麦の材料になるソバは痩せ地でも育つので、蕎麦が名物の所は痩せ地の意。
蕎麦と坊主は田舎がよい
蕎麦と僧侶は都に良いものはないという意。
蕎麦屋の天ぷら、谷中の質屋
蕎麦屋の天ぷらは衣が多い事と谷中の質屋に持ち込まれる質草は僧侶の衣類ばかりだった事をかけたもの。

## 文化・風習
年越し蕎麦
大晦日に年越し蕎麦を食べる。
節分蕎麦
明治の改暦までは節分（立春（毎年2月4日ごろ）の前日）に食べる蕎麦を年越し蕎麦としていた。
引っ越し蕎麦
引っ越しの際に近所へ配る引越し蕎麦
討ち入り蕎麦（義士蕎麦）
12月14日に赤穂浪士の討ち入りにちなんだ義士祭でふるまわれる蕎麦
金粉回収
金銀細工職人が、作業で飛び散った金銀粉に、練った蕎麦粉を押し当てて吸着させ回収する。上記「年越し蕎麦」で縁起が良いとされる説の一つ。
北海道幌加内高等学校
町立の農業高等学校。全国で唯一、必修科目に「そば」があり、農場～実技などの実習、また経営面などの多岐にわたって学ぶ。